# Liste der Biografien/Zu
Liste der Biografien |
Portal Biografien |
Personensuche
# |
A |
B |
C |
D |
E |
F |
G |
H |
I |
J |
K |
L |
M |
N |
O |
P |
Q |
R |
S |
T |
U |
V |
W |
X |
Y |
Z |
?
 
Za |
Zb |
Zc |
Zd |
Ze |
Zf |
Zg |
Zh |
Zi |
Zj |
Zk |
Zl |
Zm |
Zn |
Zo |
Zr |
Zs |
Zu |
Zv |
Zw |
Zy |
Zz
Die Liste der Biografien führt alle Personen auf, die in der deutschsprachigen Wikipedia einen Artikel haben. Dieses ist eine Teilliste mit 1129 Einträgen von Personen, deren Namen mit den Buchstaben „Zu“ beginnt.

## Zu
- Zu der Luth, Charlotte (1894–1972), österreichische Rezitatorin
- Zu Geng, chinesischer Astronom und Mathematiker
- Zu Rhein, Max von (1780–1832), königlich bayerischer Regierungsbeamter, zuletzt Justizminister
- Zu, Chongzhi (429–500), chinesischer Mathematiker und Astronom
- Zu, Mao († 189), chinesischer Offizier

### Zua
- Zuaiter, Waleed (* 1971), US-amerikanischer Schauspieler
- Zuan, Jessica (* 1984), Schweizer Schriftstellerin
- Zuasti, Elena (1935–2011), uruguayische Schauspielerin
- Zuayyin, Yusuf (1931–2016), syrischer Staatsmann
- Zuazua, Enrique (* 1961), spanischer Mathematiker

### Zub
- Zub, Ryszard (1934–2015), polnischer Säbelfechter
- Zub-Zdanowicz, Leonard (1912–1982), polnischer Militär
- Zubac, Ivica (* 1997), kroatischer BasketballspielerIvica Zubac (* 1997)

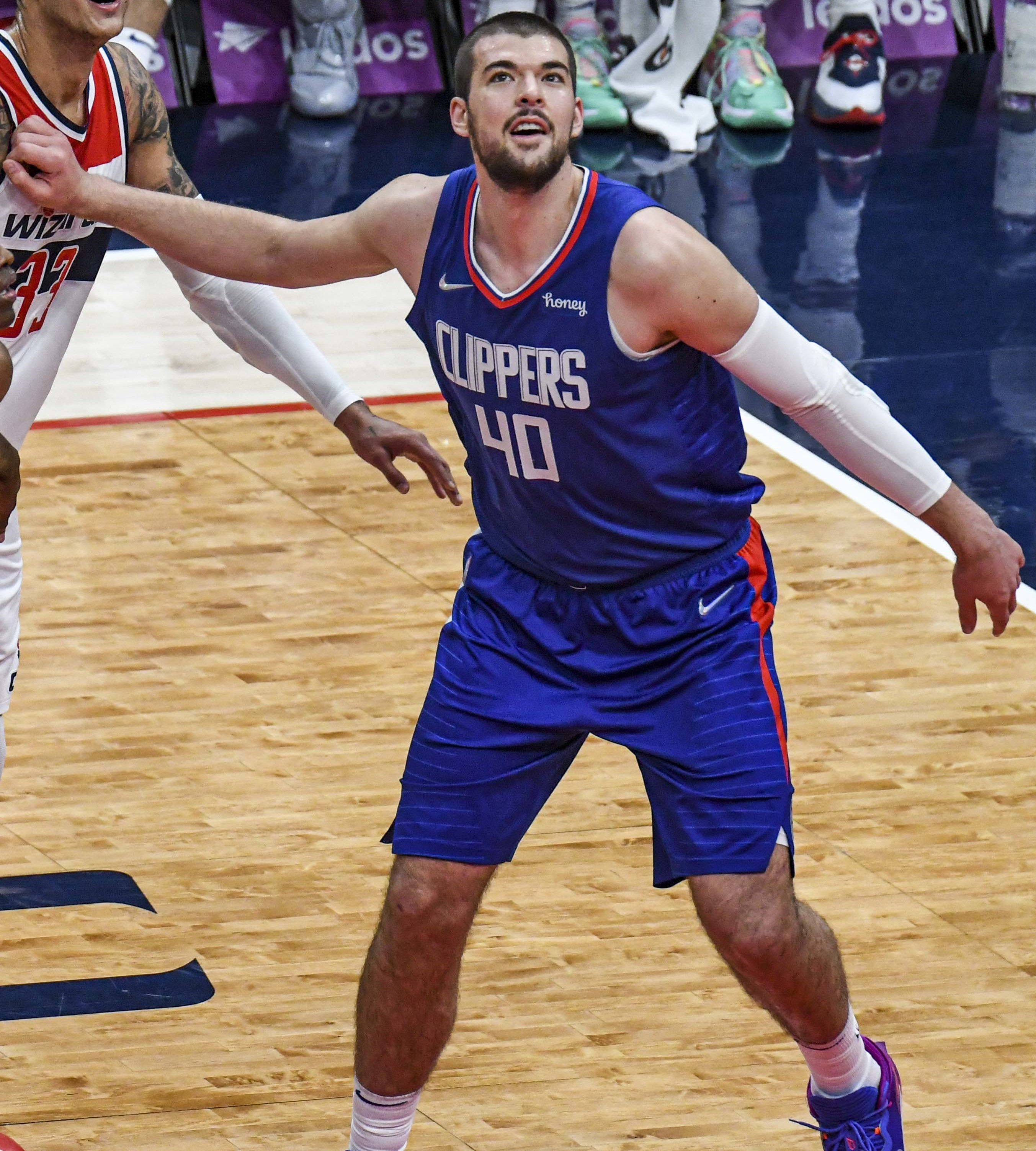
Ivica Zubac (* 1997)

- Zubai, Szabolcs (* 1984), ungarischer Handballspieler
- Zubaida bint Dschaʿfar († 831), Abbasidenprinzessin
- Zubair ibn al-ʿAuwām, az- († 656), Zeitgenosse Mohammeds
- Zubair Mohamed Salih (1944–1998), sudanesischer Militär
- Zubair, Khaled Mohammed Al- (* 1970), omanischer Manager und Sportfunktionär
- Zubairy, Muhammad Suhail (* 1952), pakistanischer Physiker
- Zubak, Krešimir (* 1947), kroatischer Politiker und Jurist in Bosnien und HerzegowinaKrešimir Zubak (* 1947)

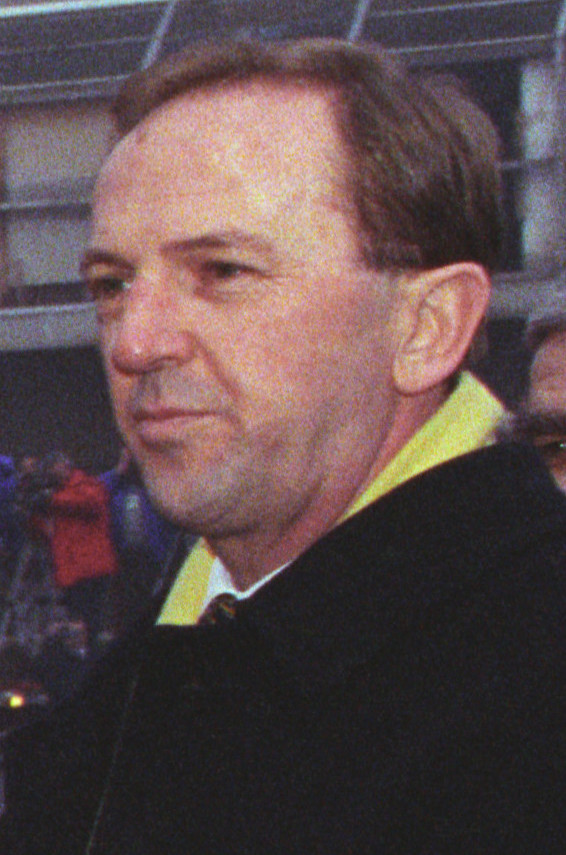
Krešimir Zubak (* 1947)

- Zubak, Petar (* 1995), kroatischer Fußballspieler
- Zubanović, Faris (* 2000), bosnischer Fußballspieler
- Zubanovich, Helena, polnische Opern-, Operetten-, Oratorien-, Lied- und Konzertsängerin (dramatischer Mezzosopran)
- Zubar, Ronald (* 1985), französischer Fußballspieler
- Zubari, Shahar (* 1986), israelischer Windsurfer
- Zubarry, Olga (1929–2012), argentinische Filmschauspielerin
- Zubčić, Filip (* 1993), kroatischer Skirennläufer
- Zubčić, Martina (* 1989), kroatische Taekwondoin
- Zube, Kurt (1905–1991), deutscher Autor, Verleger, Versandbuchhändler und Gründer der Mackay-Gesellschaft
- Zubeida (1911–1988), indische Schauspielerin
- Zubeidi, Zakaria (* 1976), palästinensischer Politiker
- Zubeil, Fritz (1848–1926), deutscher Politiker (SPD, USPD), MdR
- Zubeir Wako, Gabriel (* 1941), sudanesischer Geistlicher, emeritierter Erzbischof von Khartum und Kardinal
- Zubek, Heinz (* 1950), deutscher Fußballspieler
- Zubek, Józef (1914–1988), polnischer Soldat und Skisportler
- Zúbek, Marek (* 1975), tschechischer Fußballspieler
- Zubel, Agata (* 1978), polnische Komponistin und Sopranistin
- Zubeldia, Haimar (* 1977), spanischer RadrennfahrerHaimar Zubeldia (* 1977)

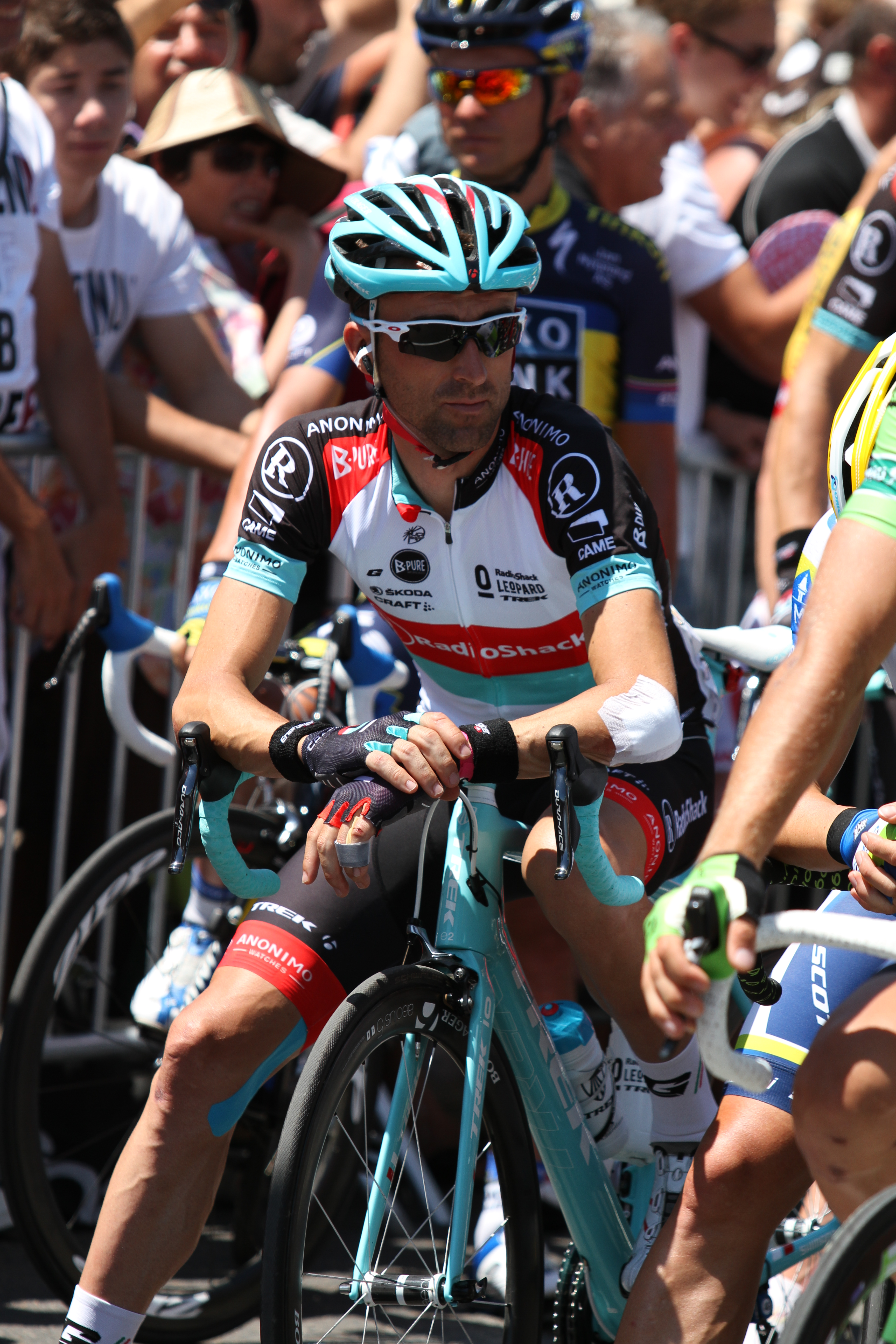
Haimar Zubeldia (* 1977)

- Zubeldia, Igor (* 1997), spanischer Fußballspieler
- Zubeldia, Joseba (* 1979), spanischer Radrennfahrer
- Zubeldía, Osvaldo (1927–1982), argentinischer Fußballspieler
- Zuben, Josef von (1866–1938), Schweizer Politiker
- Zuber Armstrong, Walter (1936–1998), US-amerikanischer Jazz-Musiker (Piano, Flöte, Bassklarinette), Komponist, Arrangeur und Hochschullehrer
- Zuber Falconer, Etta (1933–2002), amerikanische Mathematikerin und Hochschullehrerin
- Zuber, Andreas (* 1983), österreichischer Automobilrennfahrer
- Zuber, Athanasius (1824–1872), österreichischer Kapuziner, Apostolischer Vikar von Patna
- Zuber, Ebrulf (1920–2005), deutscher Offizier der Waffen-SS, Mitarbeiter der Organisation Gehlen und später Erster Direktor des Bundesnachrichtendienstes
- Zuber, Elfi (1931–2023), deutsche Stadtführerin
- Zuber, Frank (* 1963), deutscher Übersetzer
- Zuber, Hedi (1916–1996), Schweizer Künstlerin
- Zuber, Heinz (* 1941), deutschsprachiger Schauspieler
- Zuber, Herbert (1926–2022), deutsch-schweizerischer Molekularbiologe
- Zuber, Inês Cristina (* 1980), portugiesische Politikerin (PCP, CDU), MdEP
- Zuber, Jean-Bernard, französischer Physiker
- Zuber, Johann (* 1925), deutscher Bergmann und Mitglied der Volkskammer der DDR
- Zuber, Maria T. (* 1958), US-amerikanische Planetenforscherin und Geophysikerin
- Zuber, Maxime (* 1963), Schweizer Politiker (PSA)
- Zuber, Raphael (* 1973), Schweizer Architekt
- Zuber, Steven (* 1991), Schweizer FussballspielerSteven Zuber (* 1991)

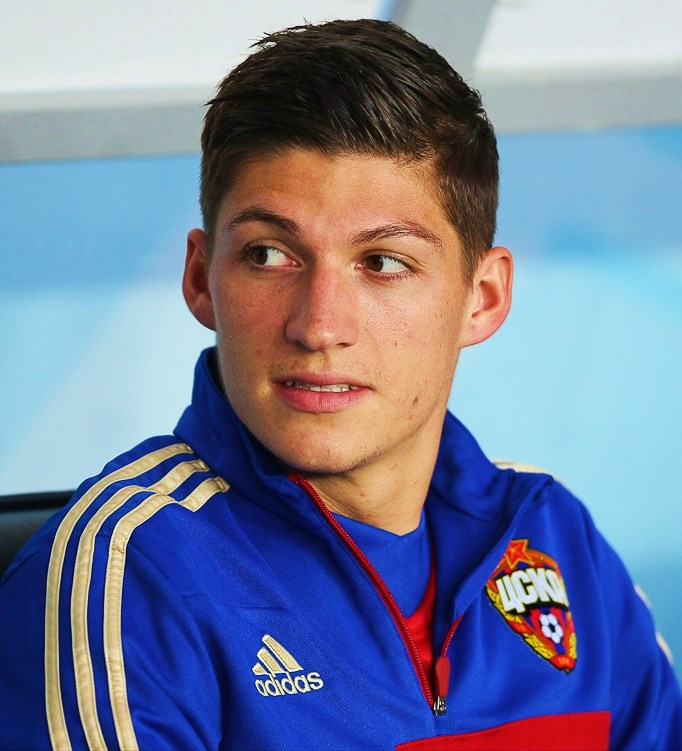
Steven Zuber (* 1991)

- Zuber, Walter (1943–2014), deutscher Politiker (SPD), MdL
- Zuber, Werner (* 1964), deutscher römisch-katholischer Theologe, Kirchenmusiker und OrganistWerner Zuber (* 1964)

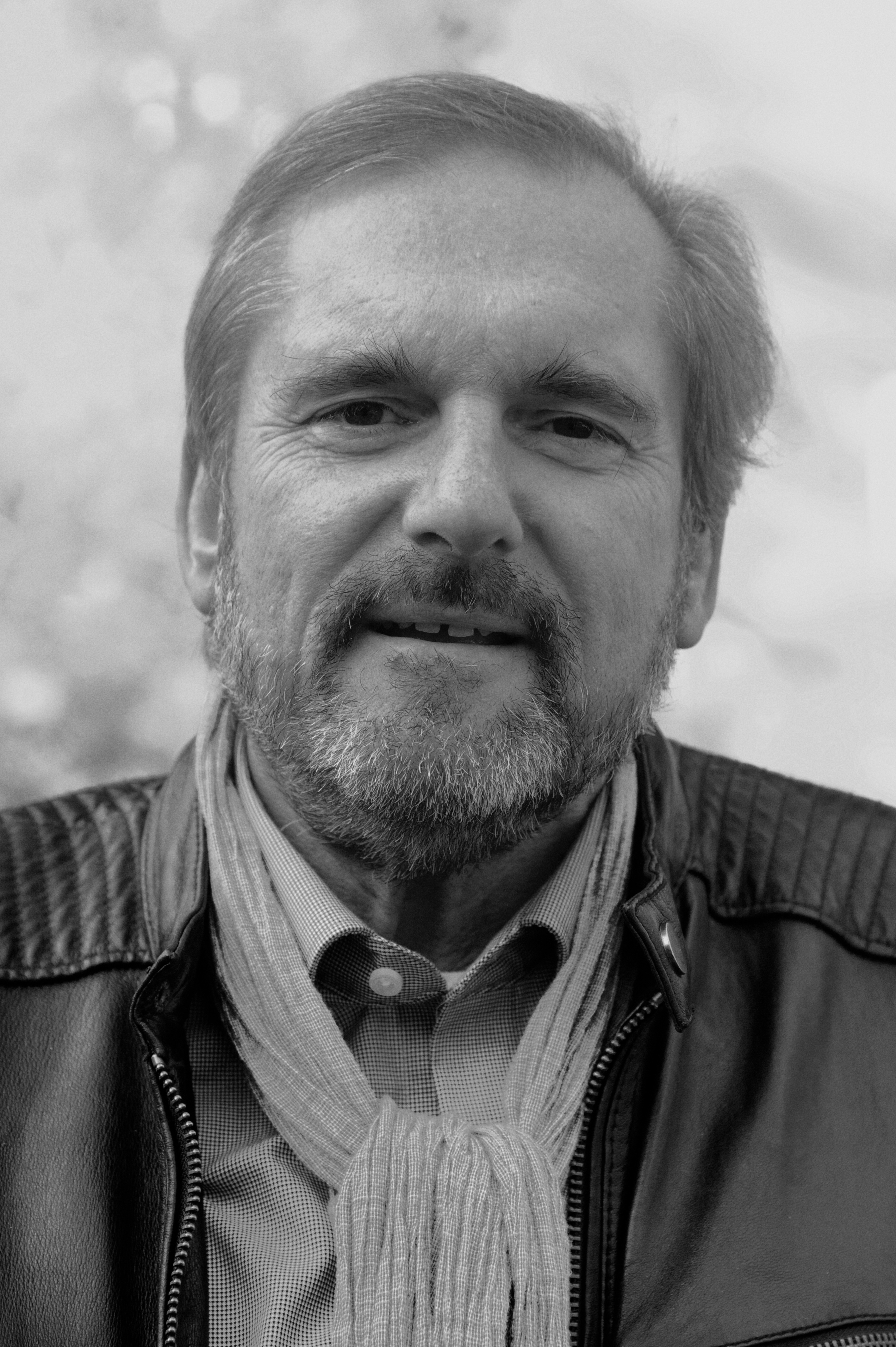
Werner Zuber (* 1964)

- Zuber, Xavier (* 1967), Schweizer Dramaturg
- Zuber-Roy, Céline (* 1983), Schweizer Juristin und Politikerin (FDP)
- Zuberbier, Torsten (* 1962), deutscher Dermatologe und Allergologe
- Zuberbiller, Olga Nikolajewna (1885–1975), russisch-sowjetische Mathematikerin und Hochschullehrerin
- Zuberbühler, David (* 1979), Schweizer Politiker (SVP)
- Zuberbühler, Frédéric Auguste (1796–1866), Schweizer Politiker
- Zuberbühler, Jakob (1840–1904), Schweizer Textilindustrieller, Mäzen und Gründer der Stickerei- und Weisswarennäherei Zuberbühler & Cie
- Zuberbühler, Johann Jakob (1684–1755), Schweizer Arzt, Gemeindehauptmann und Landesstatthalter
- Zuberbühler, Johann Jakob (1719–1781), Schweizer Arzt, Gemeindehauptmann, Landesfähnrich, Landeshauptmann und Landesstatthalter
- Zuberbühler, Johann Jakob (1723–1803), Schweizer Arzt, Ratsherr, Tagsatzungsgesandter, Regierungsmitglied und Landammann
- Zuberbühler, Johann Konrad (1787–1858), Schweizer Pädagoge, Ratsherr, Gemeindepräsident, Landrat und Schulinspektor
- Zuberbühler, Johann Laurenz (1733–1790), Schweizer Textilunternehmer und Politiker
- Zuberbühler, Johann Ulrich (1784–1849), Schweizer Kaufmann, Gemeindepräsident, Tagsatzungsgesandter und Landrat
- Zuberbühler, Johannes (1837–1904), Schweizer Unternehmer, Kantonsrat, Regierungsrat und Nationalrat
- Zuberbühler, Max (1924–2018), Schweizer Gewerkschafter
- Zuberbühler, Pascal (* 1971), Schweizer FussballtorhüterPascal Zuberbühler (* 1971)

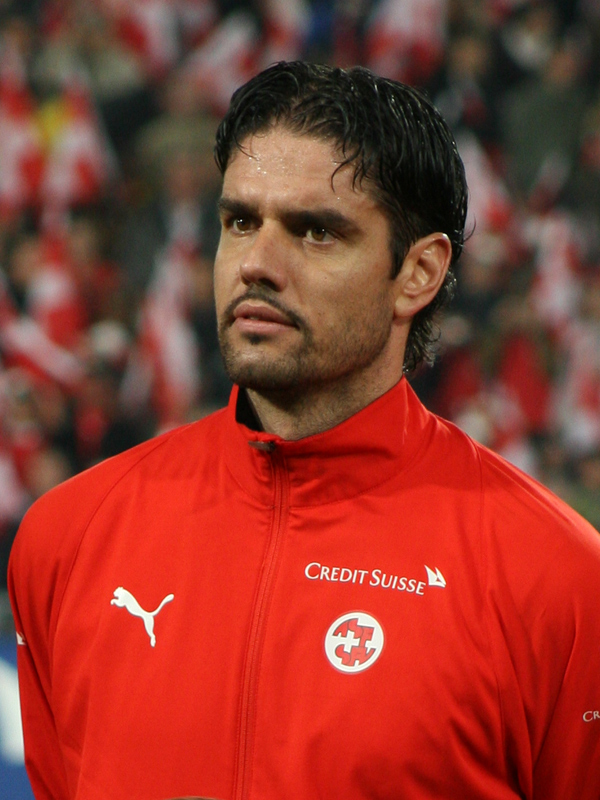
Pascal Zuberbühler (* 1971)

- Zuberbühler, Remo (* 1994), Schweizer Politiker
- Zuberbühler, Sebastian (1809–1868), Schweizer Pädagoge
- Zuberbühler, Werner (1872–1942), Schweizer Pädagoge
- Züberlein, Jacob (* 1556), württembergischer Maler und Zeichner
- Zubero, Luis (* 1948), spanischer Radrennfahrer
- Zübert, Christian (* 1973), deutscher Drehbuchautor und Filmregisseur
- Zübeyde Hanım (1857–1923), Mutter des Gründers der Türkei
- Zuʿbi, Umran az- (1959–2018), syrischer Informationsminister und Anwalt
- Zubía, Oscar (* 1946), uruguayischer Fußballspieler
- Zubiaur, José Benjamin (1856–1921), argentinischer Pädagoge und Gründungsmitglied des Internationalen Olympischen Komitees (IOC)
- Zubiaurre, Iban (* 1983), spanischer Fußballspieler
- Zubieta, Alberto Alemán (* 1951), panamaischer Verwalter des Panamakanals
- Zubieta, Ángel (1918–1985), spanischer Fußballspieler
- Zubieta, Lenin (* 1984), bolivianischer Straßenradrennfahrer
- Zubieta, Maite (* 2004), spanische Fußballspielerin
- Zubieta, Sebastián, argentinischer Komponist und Musikpädagoge
- Zubik, David (* 1949), US-amerikanischer Geistlicher und Bischof von Pittsburgh
- Zubimendi, Martín (* 1999), spanischer Fußballspieler
- Zubiński, Tadeusz (1953–2018), polnischer Schriftsteller, Übersetzer, Kritiker und Essayist
- Zubirán Anchondo, Salvador (1898–1998), mexikanischer Mediziner, Ernährungswissenschaftler und Rektor der UNAM
- Zubiri, Juan Miguel (* 1969), philippinischer Politiker
- Zubiri, Serafín (* 1964), spanischer Sänger, Komponist und Pianist
- Zubiri, Xavier (1898–1983), spanischer Philosoph
- Zubiría, Alberto Fermín (1901–1971), uruguayischer Politiker
- Zubiria, Amaia (* 1947), baskische Sängerin
- Zubizarreta Gerendiain, Izaskun (1970–2024), spanische Skibergsteigerin
- Zubizarreta, Andoni (* 1961), spanischer FußballtorhüterAndoni Zubizarreta (* 1961)

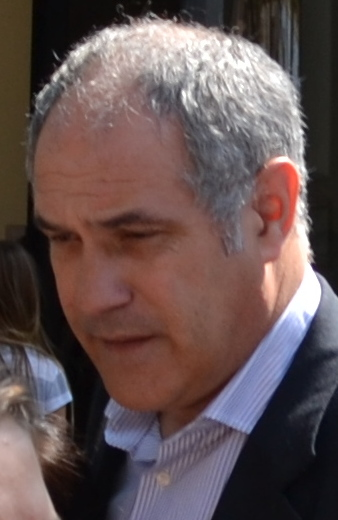
Andoni Zubizarreta (* 1961)

- Zubizarreta, Maria Luisa, Linguistin und Hochschullehrerin
- Zubjuk, Igor (* 1961), ukrainisch-ungarischer Handballspieler und -trainer
- Zubke, Friedhelm (* 1938), deutscher Pädagoge
- Zubke, Walther (* 1882), deutscher Jurist und Politiker (DNVP), MdL
- Zubko, Maryna, deutsch-ukrainische Opernsängerin
- Zubková, Mária (* 1984), slowakische Fußballspielerin
- Zubler, Albert (1880–1927), Schweizer Landschaftsmaler
- Züblin, Albert (1905–1980), Schweizer Generalstabsoffizier
- Züblin, Eduard (1850–1916), Bauingenieur und Bauunternehmer
- Züblin, Georg (1904–1977), Schweizer Oberstkorpskommandant
- Züblin, Jacob (1653–1729), Schweizer Bürgermeister
- Züblin, Linda (* 1986), Schweizer Leichtathletin
- Züblin, Paulus (1709–1760), Schweizer Plantagenbesitzer, Sklavenhalter und Justizrat in der niederländischen Kolonie Berbice
- Züblin-Spiller, Else (1881–1948), Schweizer Journalistin und Abstinenzlerin
- Zubly, John Joachim (1724–1781), Schweizer Pastor, Landwirt und Politiker während der amerikanischen Revolution
- Zuboff, Shoshana (* 1951), US-amerikanische WirtschaftswissenschaftlerinShoshana Zuboff (* 1951)

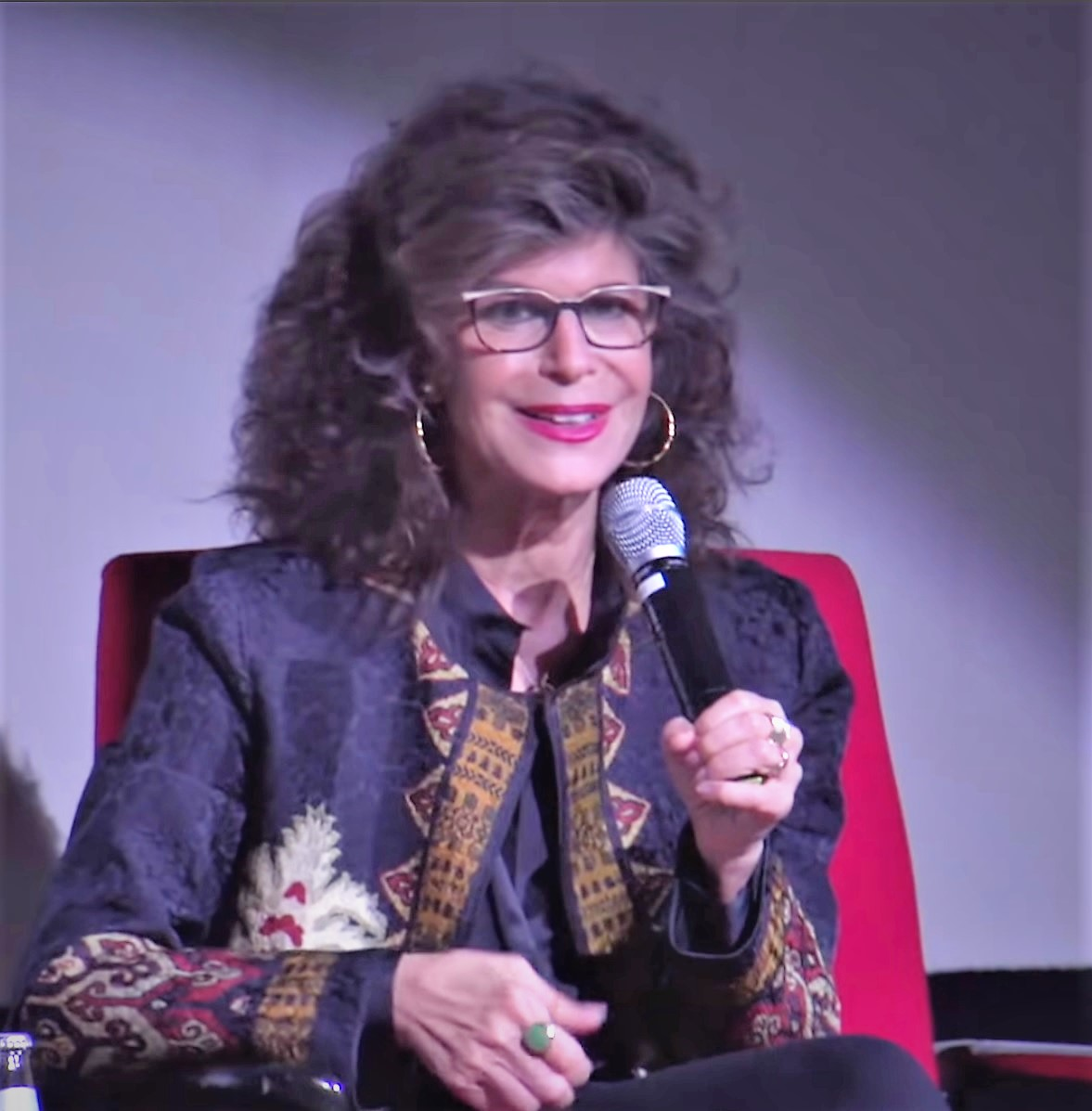
Shoshana Zuboff (* 1951)

- Zubranić, Vincenzo (1802–1870), Bischof von Kotor und von Dubrovnik
- Zubrin, Robert (* 1952), US-amerikanischer Raumfahrtingenieur und Autor
- Zubrod, Friedrich Sebastian (1913–1956), deutscher Komponist, Dichter, Musiker und Organist
- Zubrod, Gordon (1914–1999), US-amerikanischer Onkologe
- Zubromawi, Abdullah (* 1973), saudi-arabischer Fußballspieler
- Zubrus, Audrius (* 1976), litauischer Eishockeyspieler
- Zubrus, Dainius (* 1978), litauischer Eishockeyspieler

### Zuc
- Zucca, André (1897–1973), französischer Fotograf
- Zucca, Antioco (1870–1960), italienischer Philosoph
- Zucca, Pierre (1943–1995), französischer Standfotograf, Regisseur und Drehbuchautor
- Zuccagni, Attilio (1754–1807), italienischer Botaniker
- Zuccagni-Orlandini, Attilio (1784–1872), italienischer Statistiker, Geograf, Kartograf und Dialektologe
- Zuccalli, Christoph († 1702), Schweizer Architekt und Baumeister
- Zuccalli, Enrico (1642–1724), Schweizer Architekt und Baumeister
- Zuccalli, Giovanni Gaspare (1637–1717), Schweizer Architekt
- Zuccalli, Kaspar († 1678), Schweizer Architekt und Baumeister
- Zuccalmaglio, Anton Wilhelm von (1803–1869), deutscher Heimatschriftsteller und Volksliedforscher, Dichtermusiker und KomponistAnton Wilhelm von Zuccalmaglio (1803–1869)

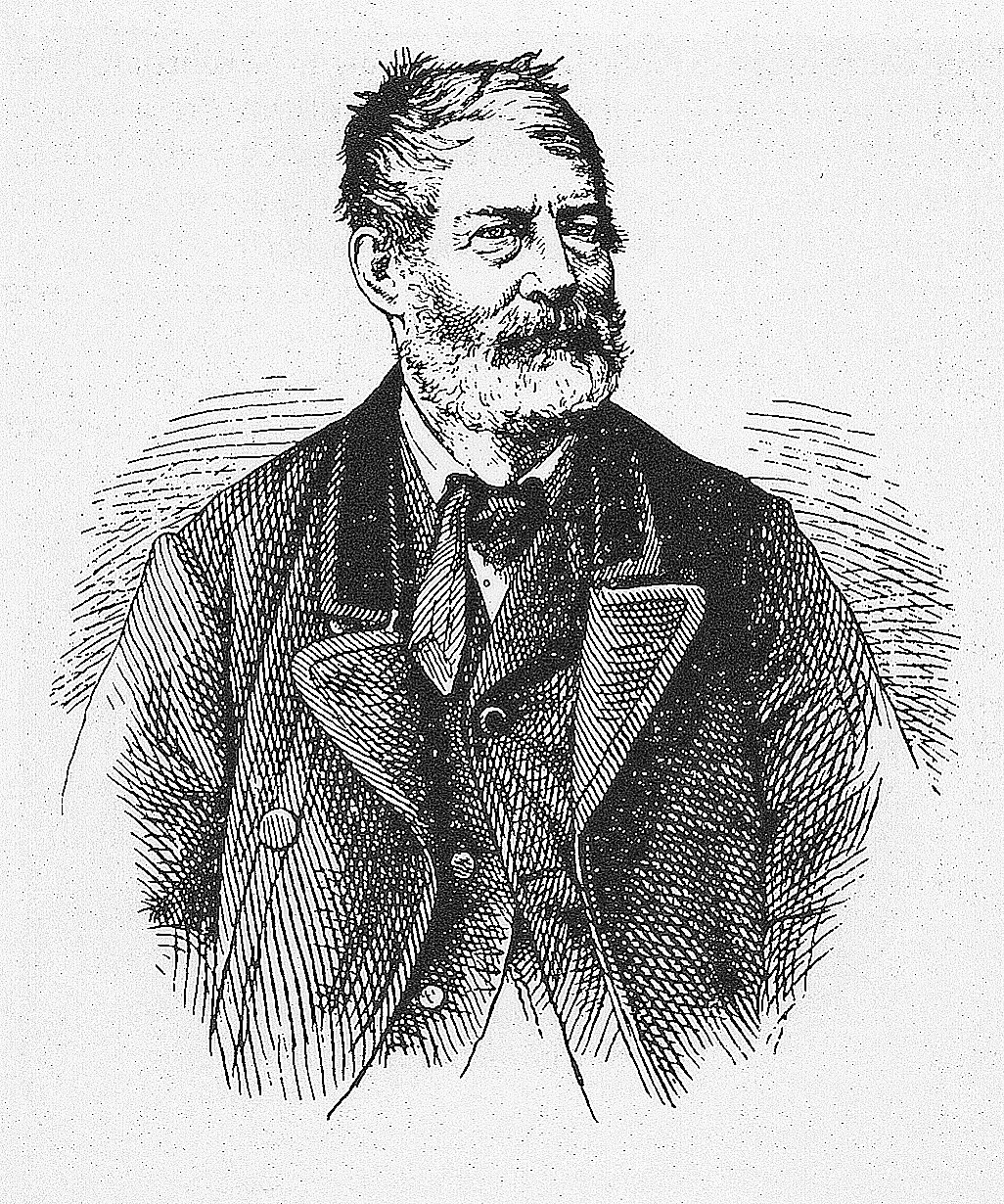
Anton Wilhelm von Zuccalmaglio (1803–1869)

- Zuccalmaglio, Jacob Salentin von (1775–1838), deutscher Jurist und Politiker
- Zuccalmaglio, Vinzenz Jakob von (1806–1876), deutscher Schriftsteller und Dichter
- Zuccarelli, Émile (* 1940), französischer Politiker (PRG, MR)
- Zuccarelli, Francesco (1702–1788), italienischer Maler
- Zuccarelli, Michel (* 1953), französischer Radrennfahrer
- Zuccarello, Mats (* 1987), norwegischer Eishockeyspieler
- Zuccari, Andrea (1974–2023), italienischer Freitaucher
- Zuccari, Carlo (1703–1792), italienischer Violinist und Komponist der Frühklassik
- Zuccari, Federico († 1609), italienischer manieristischer Maler und Kunsttheoretiker
- Zuccari, Luigi (1847–1925), italienischer General, Politiker, Senator
- Zuccari, Taddeo (1529–1566), italienischer Maler
- Zuccarini, Franz Anton (1755–1823), deutscher Kinderdarsteller, Tänzer, Theaterschauspieler und -regisseur sowie Schauspiellehrer
- Zuccarini, Joseph Gerhard (1797–1848), deutscher Botaniker
- Zuccaro, Michele (* 1948), italienischer Kunstmaler und Bildhauer
- Zucchero (* 1955), italienischer BluesmusikerZucchero (* 1955)

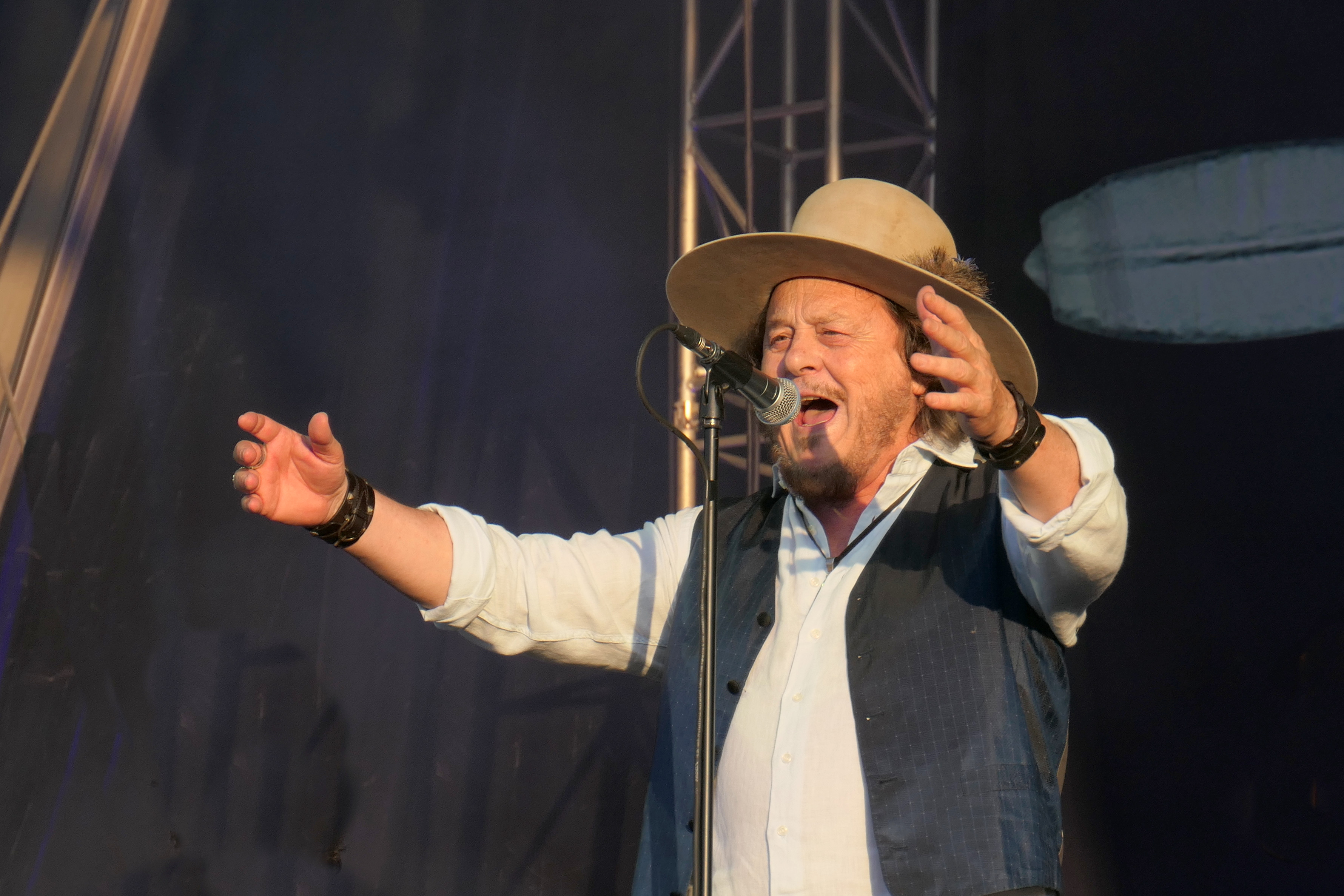
Zucchero (* 1955)

- Zucchetti, Francesco (1902–1980), italienischer Radrennfahrer
- Zucchetti, Giancarlo (* 1930), italienischer Radrennfahrer
- Zucchetti, Lucia, italienische Filmeditorin
- Zucchi, Andrea (1679–1740), italienischer Maler und Kupferstecher
- Zucchi, Antonio (1726–1795), italienischer Maler
- Zucchi, Francesco († 1764), italienischer Kupferstecher
- Zucchi, Gaia (* 1970), italienische Schauspielerin
- Zucchi, Giovanni (1931–2021), italienischer Ruderer
- Zucchi, Giuseppe († 1805), italienischer Kupferstecher
- Zucchi, Jacopo (* 1541), florentinischer Maler
- Zucchi, Lorenzo (1704–1779), italienischer Kupferstecher
- Zucchi, Virginia (1849–1930), italienische Primaballerina
- Zucchinetti, Diego, italienischer Komponist der Klassik
- Zucchinetti, Giovanni Bernardo (1730–1801), italienischer Komponist und Organist
- Zucchini, Annibale (1891–1970), italienischer Architekt und Bildhauer
- Zucchini, Arianna (* 2003), italienische Tennisspielerin
- Zucchini, Faustino (1771–1828), italienischer Geistlicher
- Zucchini, Gregorio, italienischer Benediktinermönch und Komponist
- Zucchini, Luigi (1915–1986), italienischer Eishockeyspieler
- Zucchini, Mario (1910–1997), italienischer Eishockeyspieler
- Zucchius, Nicolaus (1586–1670), italienischer Astronom und Physiker
- Zucco, George (1886–1960), amerikanischer Film- und Theaterschauspieler
- Zucco, Rodolfo (* 1966), italienischer Philologe
- Zucco, Ross (1934–1960), US-amerikanischer Eisschnellläufer
- Zuccoli, Luciano (1868–1929), italienischer Schriftsteller
- Zuccolillo, Aldo (1929–2018), paraguayischer Unternehmer
- Zuccolini, Claudio (* 1970), Schweizer Moderator und Stand-Up-ComedianClaudio Zuccolini (* 1970)

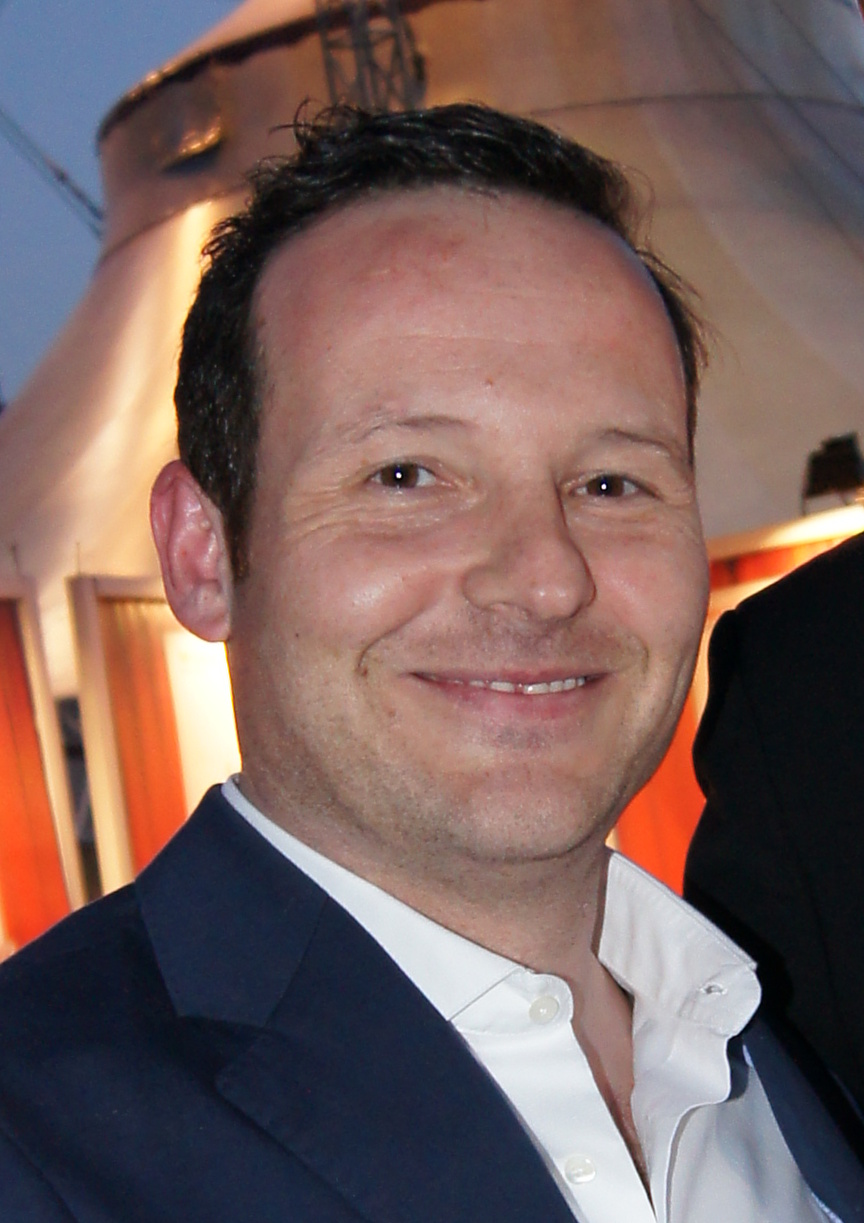
Claudio Zuccolini (* 1970)

- Zuccolo, Ludovico (* 1568), italienischer Staatstheoretiker
- Zuccon, Ivan (1868–1928), Politiker und Anwalt
- Zucconelli, Vincenzo (* 1931), italienischer Radrennfahrer
- Zuccotti, Susan (* 1940), US-amerikanische Historikerin
- Zuch, Bernhard (* 1954), deutscher Fußballspieler
- Zuch, Jörg (* 1962), deutscher Schauspieler und Producer
- Zuch, Werner (1911–1992), deutscher Diakon, Landesposaunenwart in Mecklenburg
- Zuchantke, Udo (* 1936), deutscher Fußballschiedsrichter
- Zuchardt, Karl (1887–1968), deutscher Schriftsteller und Dramatiker
- Zuchiewicz, Witold (1955–2012), polnischer Geologe
- Zuchlo, Alena (* 1954), belarussische Marathonläuferin
- Züchner, Christian (* 1943), deutscher Prähistoriker
- Züchner, Fritz (1898–1977), deutscher Fabrikant
- Züchner, Harald (* 1943), deutscher Chemiker
- Züchner, Ingo (* 1969), deutscher Skispringer
- Züchner, Wolfgang (1906–1981), deutscher Klassischer Archäologe
- Zuchold, Dieter (1937–2014), deutscher Bahnradsportler
- Zuchold, Erika (1947–2015), deutsche Kunstturnerin und Künstlerin
- Žuchová, Svetlana (* 1976), slowakische Schriftstellerin
- Zuchowski, Christel (1936–2018), deutsche Politikerin (CDU), MdA
- Zucht, Frank (* 1961), deutscher Maler und Grafiker
- Zucht, Wolfgang (1929–2015), deutscher Verleger
- Zuchtriegel, Gabriel (* 1981), deutscher Klassischer Archäologie
- Zuck, Anna-Lena (* 1988), deutsche Snowboarderin
- Zuck, Hendrick (* 1990), deutscher Fußballspieler
- Zuck, Rüdiger (1932–2023), deutscher Jurist
- Zucker, Alfred (1852–1913), deutscher, US-amerikanischer und argentinischer Architekt
- Zucker, Arnaud (* 1964), französischer Altphilologe
- Zucker, Ben (* 1983), deutscher SchlagersängerBen Zucker (* 1983)

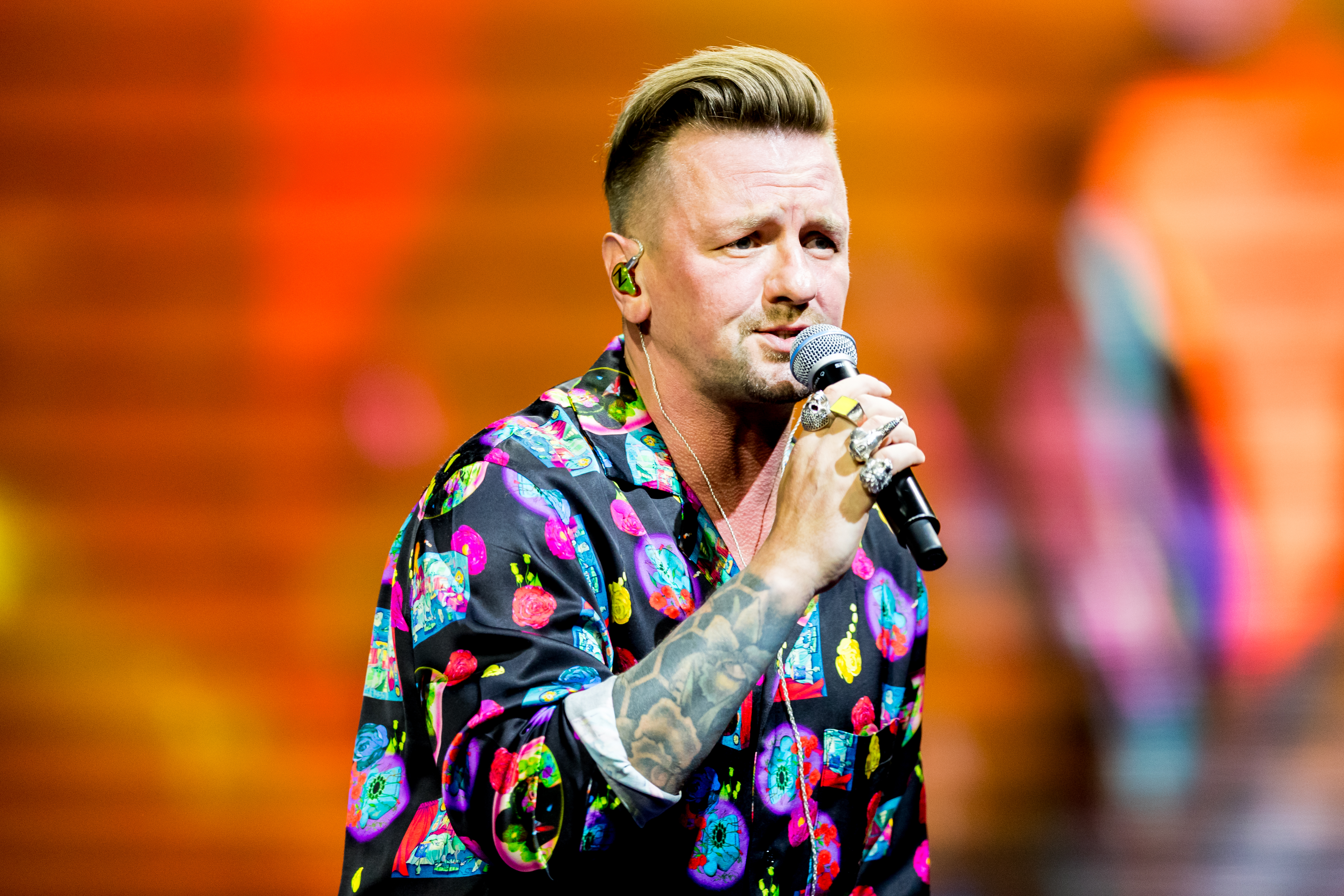
Ben Zucker (* 1983)

- Zucker, David (* 1947), US-amerikanischer Regisseur und Drehbuchautor
- Zucker, David (* 1987), deutsch-tschechischer Eishockeyspieler
- Zucker, Eleonora (1768–1796), deutsche Hoftheaterschauspielerin, Sängerin in der Stimmlage Alt und Soubrette
- Zucker, Friedrich (1881–1973), deutscher Klassischer Philologe und Papyrologe
- Zucker, Gerhard (1908–1985), deutscher Geschäftsmann und Raketentechniker
- Zucker, Gertrud (* 1936), deutsche Grafikerin und Illustratorin
- Zucker, Heinz (* 1910), deutscher Schriftsteller
- Zucker, Jason (* 1992), US-amerikanischer Eishockeyspieler
- Zucker, Jeff (* 1965), US-amerikanischer Medienmanager
- Zucker, Jerry (* 1950), US-amerikanischer Regisseur und DrehbuchautorJerry Zucker (* 1950)

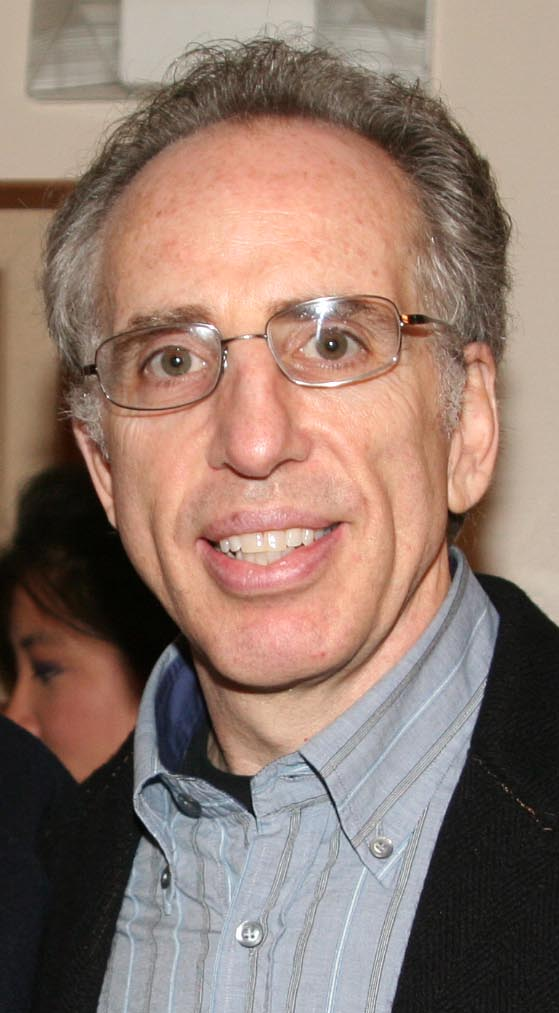
Jerry Zucker (* 1950)

- Zucker, Julie (1795–1826), deutsche Sängerin (Sopran) am Dresdner Hoftheater
- Zucker, Kenneth J. (* 1950), US-amerikanischer Psychologe und Sexologe
- Zucker, Konrad (1893–1978), deutscher Neurologe, Psychiater und Hochschullehrer
- Zucker, Lynne G., US-amerikanische Soziologin
- Zucker, Manfred (1938–2013), deutscher Schachkomponist und -spieler
- Zucker, Nathan (1914–1989), US-amerikanischer Filmproduzent
- Zucker, Otto (1892–1944), tschechoslowakischer Architekt, Bauingenieur, Zionist und stellvertretender Judenältester des Ghettos Theresienstadt
- Zucker, Paul (1888–1971), deutscher Architekt und Architekturhistoriker
- Zucker, Renée (* 1954), deutsche Journalistin und Schriftstellerin
- Zucker, Ruth (1914–2014), deutsch-jüdische Widerstandskämpferin, Graphologin und Astrologin
- Zucker, Sarah (* 1990), deutsche Schlagersängerin
- Zucker-Franklin, Dorothea (1929–2015), US-amerikanische Ärztin
- Zucker-Schilling, Erwin (1903–1985), österreichischer Journalist, Publizist und Marxist
- Zuckerberg, Mark (* 1984), US-amerikanischer UnternehmerMark Zuckerberg (* 1984)

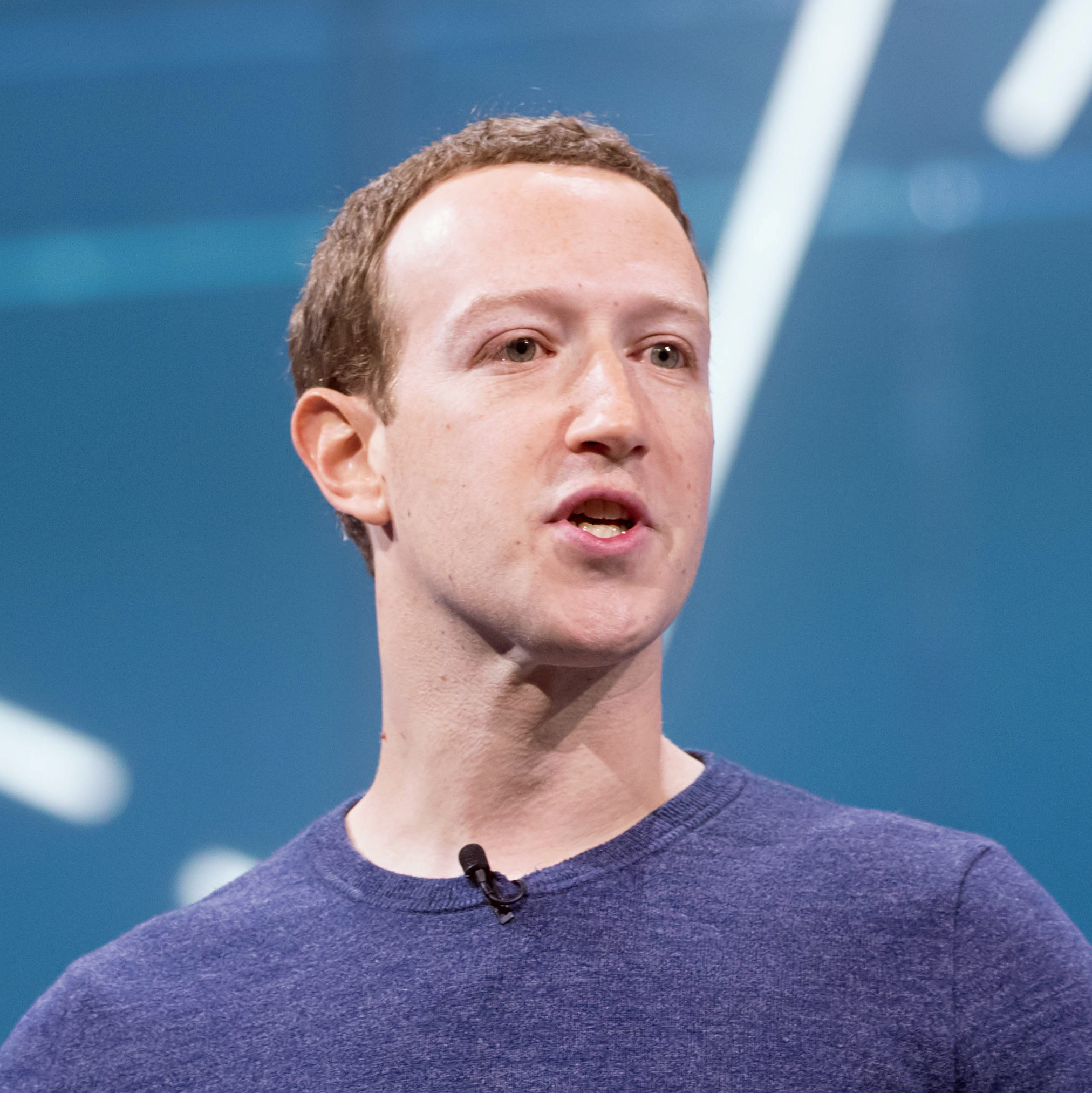
Mark Zuckerberg (* 1984)

- Zuckerberg, Randi (* 1982), US-amerikanische Autorin und Unternehmerin, frühere Marketingchefin von Facebook
- Zuckerer, Walter (* 1947), deutscher Politiker (SPD), MdHB
- Zuckerkandl, Emil (1849–1910), österreichischer Anatom
- Zuckerkandl, Emile (1922–2013), US-amerikanischer Evolutionsbiologe
- Zuckerkandl, Otto (1861–1921), österreichischer Urologe
- Zuckerkandl, Robert (1856–1926), österreichischer Jurist
- Zuckerkandl, Victor (1851–1927), österreichischer Industrieller, Klinikbetreiber und Kunstsammler
- Zuckerkandl, Victor (1896–1965), österreichischer Musikwissenschaftler
- Zuckerkandl-Szeps, Berta (1864–1945), österreichische Schriftstellerin, Journalistin und KritikerinBerta Zuckerkandl-Szeps (1864–1945)

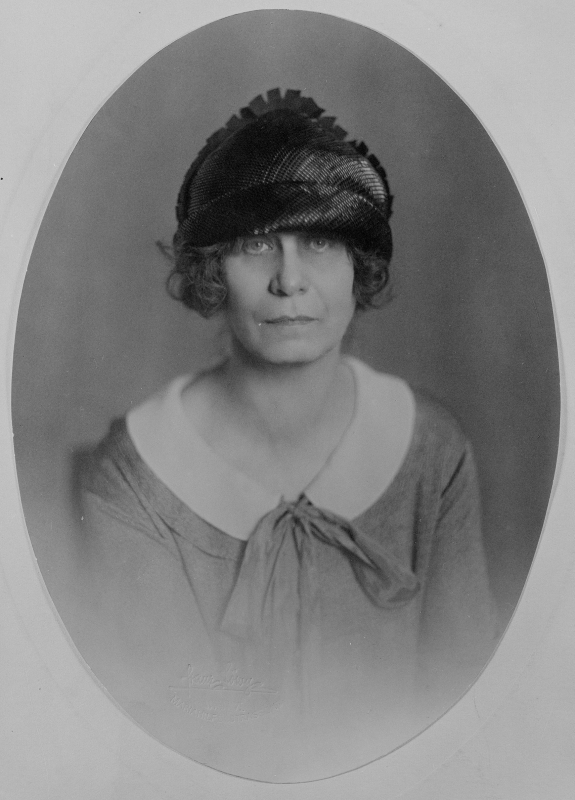
Berta Zuckerkandl-Szeps (1864–1945)

- Zuckerman, Andrew (* 1977), US-amerikanischer Fotograf und Regisseur
- Zuckerman, David (* 1971), US-amerikanischer Politiker
- Zuckerman, Gregg (* 1949), US-amerikanischer Mathematiker
- Zuckerman, Harriet (* 1937), US-amerikanische Soziologin
- Zuckerman, Jay, US-amerikanischer Filmschauspieler und Filmproduzent
- Zuckerman, Jitzhak (1915–1981), jüdischer Widerstandskämpfer
- Zuckerman, Josh (* 1985), US-amerikanischer Schauspieler
- Zuckerman, Marvin (1928–2018), US-amerikanischer Psychologe
- Zuckerman, Phil (* 1969), US-amerikanischer Soziologe und Hochschullehrer
- Zuckerman, Roni (* 1981), israelische Militärpilotin, erste Jagdpilotin der israelischen Luftwaffe
- Zuckerman, Solly (1904–1993), britischer Regierungsberater, Anatom, Zoologe und Wissenschaftsberater
- Zuckermandel, Christoph Wilhelm (1767–1839), deutscher Schneider und Mathematiker
- Zuckermandel, Lorenz (1847–1928), deutscher Bankier, Investor, Gründer und Übersetzer
- Zuckermandel, Moses Samuel (1836–1917), mährisch-deutscher Rabbiner und Talmudist
- Zuckermann, Ariel (* 1973), israelischer Dirigent und Flötist
- Zuckermann, Benedikt (1818–1891), deutscher jüdischer Gelehrter und Lehrer für Mathematik und Astronomie
- Zuckermann, Ghil’ad (* 1971), israelischer Sprachwissenschaftler
- Zuckermann, Hugo (1881–1914), böhmisch-österreichischer Rechtsanwalt, Schriftsteller und Zionist
- Zuckermann, Leo (1908–1985), deutscher Jurist und SED-Funktionär
- Zuckermann, Marcia (* 1947), deutsche Redakteurin und Schriftstellerin
- Zuckermann, Moshe (* 1949), israelischer SoziologeMoshe Zuckermann (* 1949)

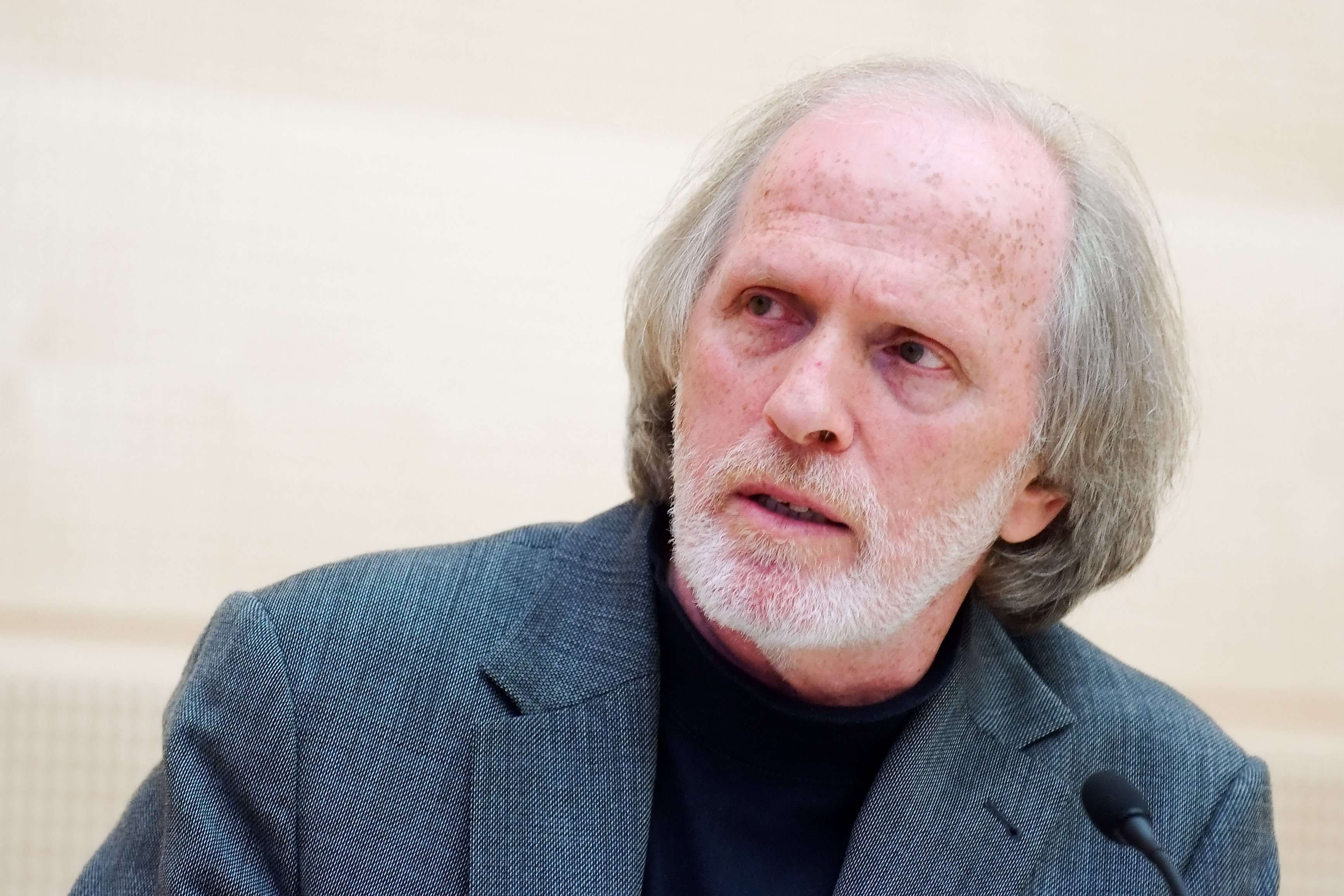
Moshe Zuckermann (* 1949)

- Zuckermann, Rudolf (1910–1995), deutscher Kardiologe
- Zuckermann, Wolfgang (1922–2018), deutschstämmiger US-amerikanischer Instrumentenbauer mit Schwerpunkt historische Tasteninstrumente, Schriftsteller und Umwelt- und Sozialaktivist
- Zuckerstätter, Anton (* 1961), österreichischer Politiker der Freiheitlichen Partei Österreichs (FPÖ)
- Zückert, Annelore (1925–2009), österreichische Skirennläuferin
- Zuckert, Bill (1915–1997), US-amerikanischer Schauspieler
- Zuckert, Eugene M. (1911–2000), US-amerikanischer Politiker
- Zückert, Johann Friedrich (1737–1778), deutscher Mediziner und Naturforscher
- Zuckert, León (1904–1992), kanadischer Geiger, Bratschist, Dirigent und Komponist
- Zuckmayer, Carl (1864–1947), deutscher Unternehmer
- Zuckmayer, Carl (1896–1977), deutscher Schriftsteller
- Zuckmayer, Eduard (1890–1972), deutscher Musikpädagoge, Komponist und Pianist
- Zuckmayer, Joseph (1861–1919), deutscher Politiker
- Zuckowski, Alexander (* 1974), deutscher Komponist und Songwriter
- Zuckowski, Rolf (* 1947), deutscher Musiker, Komponist, Produzent und AutorRolf Zuckowski (* 1947)

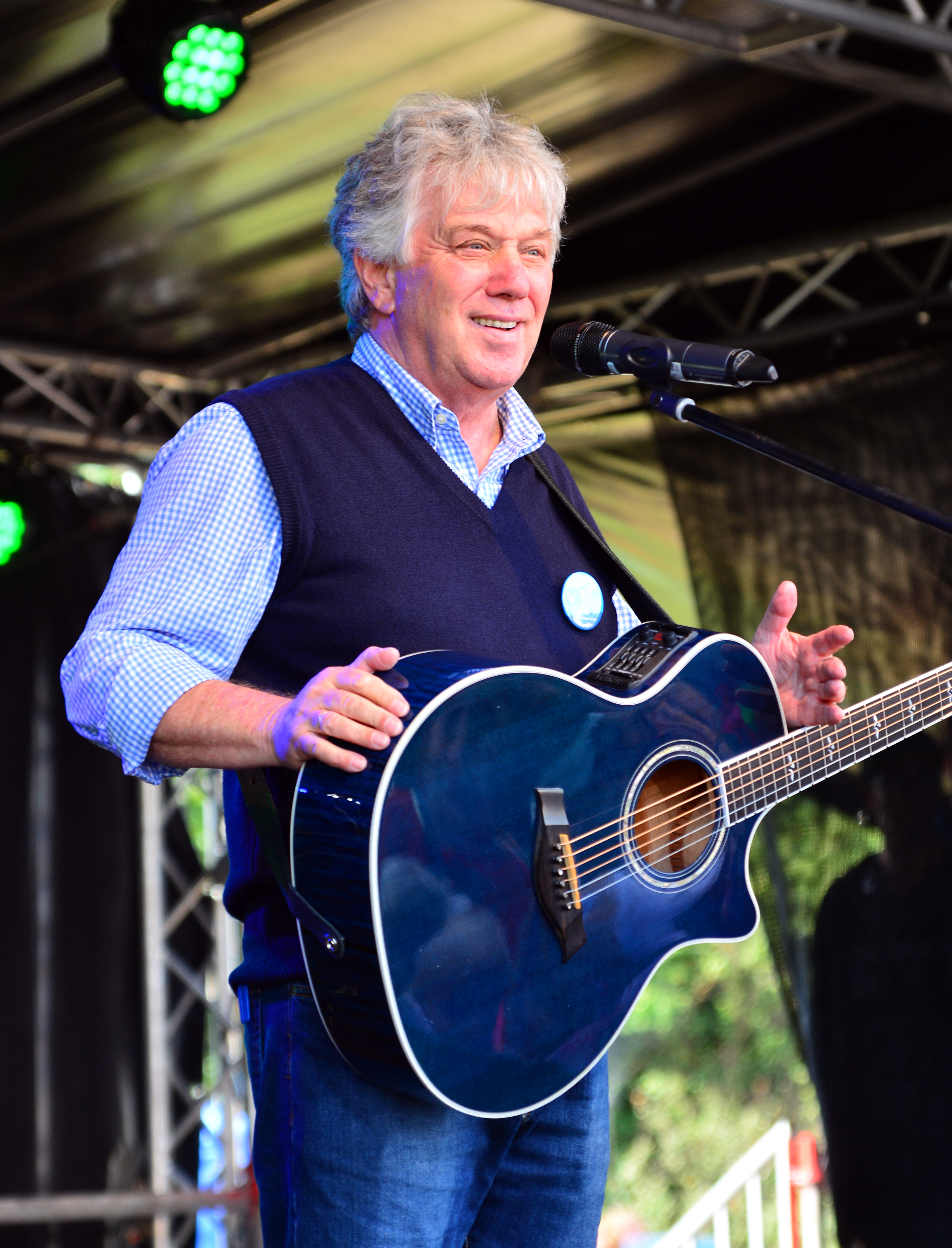
Rolf Zuckowski (* 1947)

- Zuckschwerdt, Adalbert (1874–1945), deutscher Konteradmiral
- Zuckschwerdt, Wolfgang (* 1949), deutscher Judoka und Sumōtrainer
- Zucktriegel, Andreas (1815–1893), Abt der Abtei Oelenberg (1884–1889)
- Zucman, Gabriel (* 1986), französischer Wirtschaftswissenschaftler, Hochschullehrer und Autor
- Zuculini, Bruno (* 1993), argentinischer Fußballspieler
- Zuculini, Franco (* 1990), argentinischer Fußballspieler

### Zud
- Zudáñez, Jaime de (1772–1832), bolivianischer Politiker
- Zuddas, Giovanni (1928–1996), italienischer Boxer
- Zude, Arno (* 1964), deutscher Schachspieler und Problemschachspezialist
- Zudeick, Peter (* 1946), deutscher Journalist
- Zuder, Matthias (* 1985), deutsch-österreichischer Film- und Werberegisseur
- Zudilin, Wadim (* 1970), russischer Mathematiker
- Zudrop, Reinhardt (* 1957), deutscher Generalmajor a. D. der Bundeswehr

### Zue
- Zue, Victor, chinesisch-US-amerikanischer Informatiker
- Zuech, Dominik (* 1996), italienischer Skirennläufer
- Zuegg, Karl (1914–2005), italienischer Unternehmer
- Zuegg, Luis (1876–1955), Südtiroler Seilbahnpionier
- Zuehlke, Reed (* 1960), US-amerikanischer Skispringer
- Zuehlsdorff, Cozi (* 1998), US-amerikanische Schauspielerin
- Zuelli, Guglielmo (1859–1941), italienischer Komponist, Dirigent und Musikpädagoge
- Zuelzer, Gertrud (1873–1968), deutsche Malerin
- Zuelzer, Margarete (1877–1943), deutsche Zoologin
- Zuelzer, Wilhelm (1834–1893), deutscher Mediziner
- Zuenelli, Mario (* 1954), österreichischer Fußballspieler
- Zuerlein, Greg (* 1987), US-amerikanischer American-Football-Spieler

### Zuf
- Zufall, Hannah (* 1987), deutsche Autorin, Dramatikerin und Theatermacherin
- Zufall, Jörg (* 1963), deutscher Schauspieler
- Zufar ibn al-Hudhail (728–774), islamischer Religionsgelehrter
- Zufelde, Christian (* 1988), deutscher Handballspieler
- Zuffanti, Fabio (* 1968), italienischer Musiker
- Zufferey, François (* 1950), Schweizer Romanist, Provenzalist und Mediävist
- Zufferey, Gabriel (* 1984), Schweizer Jazzmusiker und Komponist
- Zufferey, Roger (1936–2010), Schweizer Jazzmusiker (Alt- und Sopransaxophon, Klarinette)
- Zuffi, Dario (* 1964), Schweizer Fussballspieler und Trainer
- Zuffi, Luca (* 1990), Schweizer FussballspielerLuca Zuffi (* 1990)

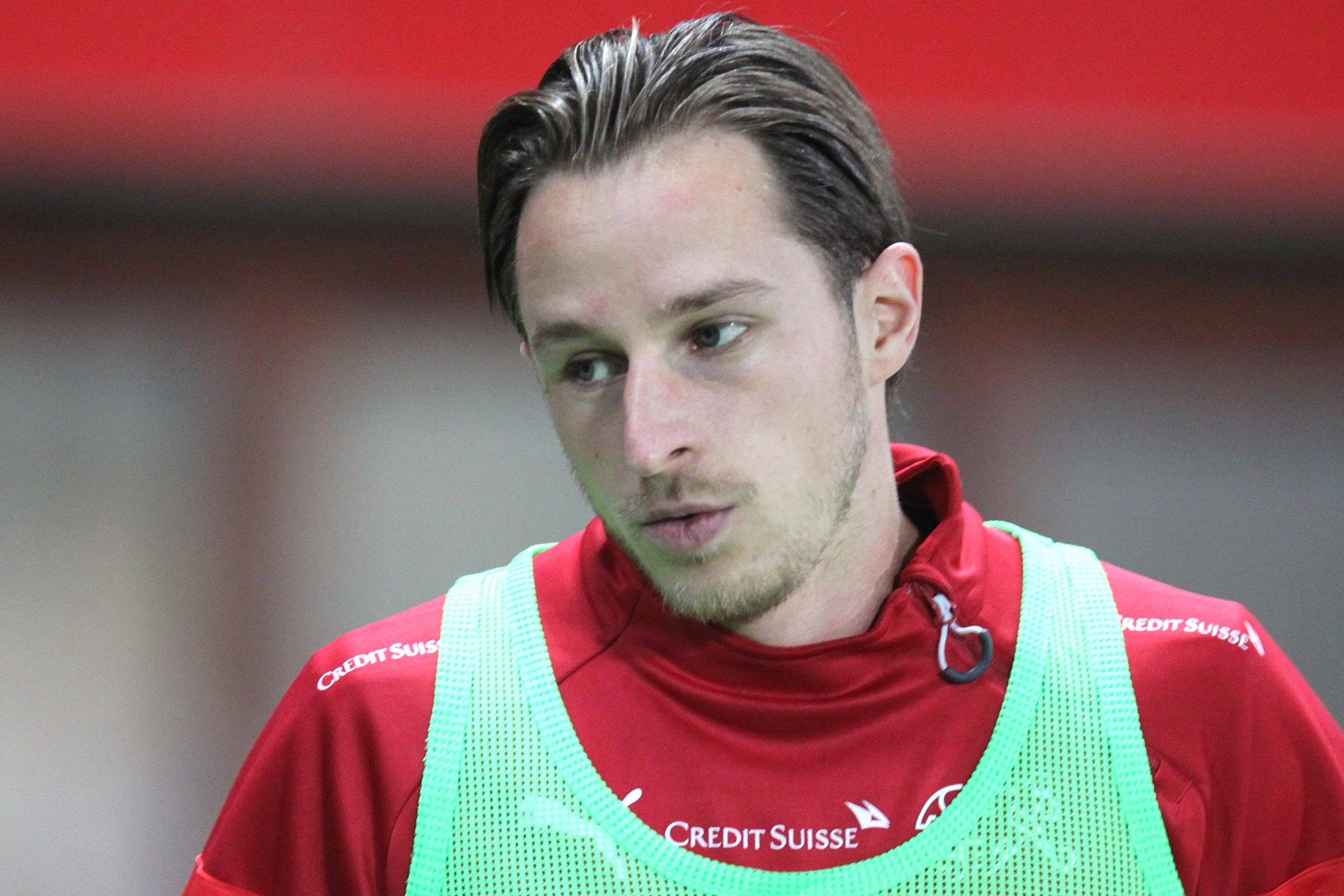
Luca Zuffi (* 1990)

- Zufiaurre, Iker (* 2005), argentinischer Fußballspieler
- Žufić, Ivan, kroatischer Pokerspieler
- Züfle, Manfred (1936–2007), Schweizer Publizist und Schriftsteller
- Züfle, Pia (* 1996), deutsche Fußballspielerin und -trainerin
- Züfle, Thomas (1955–2013), deutscher Polizeibeamter, Polizeipräsident in Stuttgart
- Zufriateguy, Juan, uruguayischer Politiker

### Zug
- Zug, Georg (* 1964), deutscher Fußballspieler
- Zug, George Robert (* 1938), US-amerikanischer Herpetologe
- Zug, Marius (* 2003), deutscher Automobilrennfahrer
- Zug, Simon Gottlieb (1733–1807), deutscher Architekt und Gartengestalter
- Žugaj, Nenad (* 1983), kroatischer Ringer
- Zugarelli, Antonio (* 1950), italienischer Tennisspieler
- Žugčić, Ivan (* 1958), jugoslawischer Fußballspieler
- Züge, Heinrich (1851–1902), deutscher Lehrer
- Zugehör, Horst Josef (* 1936), deutscher Jurist, Richter am Bundesgerichtshof
- Zugehör, Torsten (* 1972), deutscher Lokalpolitiker; Oberbürgermeister von Lutherstadt Wittenberg
- Zugel, Christian (* 1960), deutscher Autorennfahrer
- Zügel, Heinrich von (1850–1941), deutscher MalerHeinrich von Zügel (1850–1941)

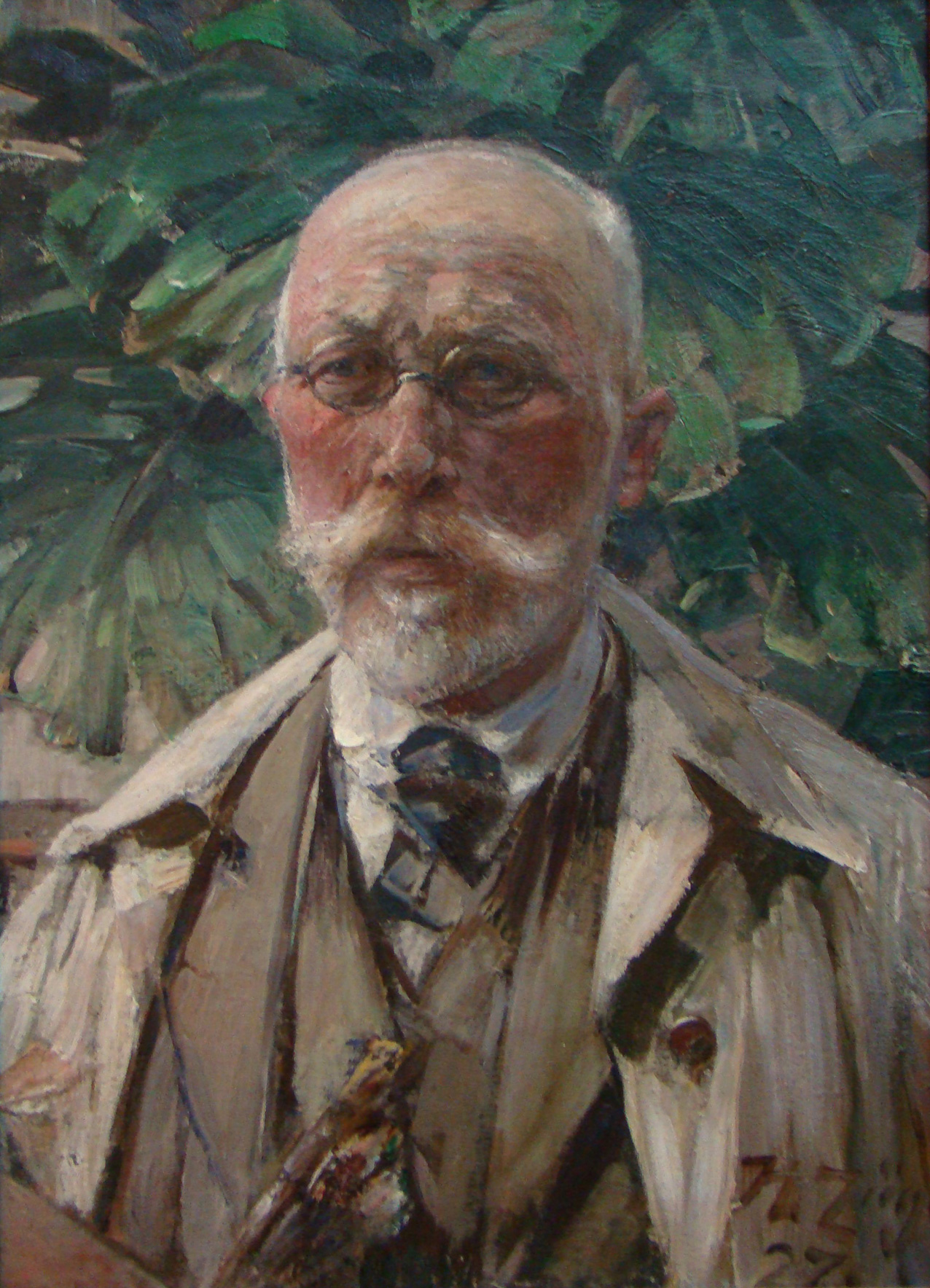
Heinrich von Zügel (1850–1941)

- Zügel, Oscar (1892–1968), deutscher Maler
- Zügel, Walther (1933–2025), deutscher Bankmanager
- Zügel, Willy (1876–1950), deutscher Tierbildhauer
- Žugelj, Nino (* 2000), slowenischer Fußballspieler
- Züger, Beat (1961–2023), Schweizer Schachspieler
- Züger, Cornel (* 1981), Schweizer Skirennläufer
- Züger, Daniel (* 1979), Schweizer Skirennläufer
- Züger, Heidi (* 1964), Schweizer Film- und Theaterschauspielerin
- Züger, Joanne (* 2000), Schweizer Tennisspielerin
- Züger, Roger (* 1976), Schweizer Politiker (FDP)
- Züger, Simon (* 1981), Schweizer Eishockeyspieler
- Zugg, Daniel (* 1993), österreichischer Skibergsteiger
- Žugić, Fedor (* 2003), montenegrinischer Basketballspieler
- Zugliani, Francisco José (* 1934), brasilianischer Geistlicher, Altbischof von Amparo
- Zugmann, Gerald (* 1938), österreichischer Fotograf
- Zugmann, Johanna (* 1954), österreichische Journalistin und Autorin
- Zugmayer, Erich (1879–1938), österreichischer Zoologe und Forschungsreisender
- Zugmayer, Heinrich (1841–1917), österreichischer Geologe und Unternehmer
- Zugowski, Karl (* 1939), deutscher Schauspieler, Sänger und Regisseur
- Zugsmith, Albert (1910–1993), US-amerikanischer Filmproduzent und -regisseur
- Zuğurli, Rezan (* 1988), kurdische Politikerin der Partei Barış ve Demokrasi Partisi (BDP)

### Zuh
- Zuhailī, Wahba az- (1932–2015), Leiter des Departments für Islamische Jurisprudenz und Lehren am College für Schariarecht Universität Damaskus in Syrien
- Zuhair ibn Abi Sulma († 609), vorislamischer arabischer Dichter
- Zühlke, Christina (* 1979), deutsche Journalistin und Buchautorin
- Zühlke, Detlef (* 1949), deutscher Ingenieur und Hochschullehrer
- Zühlke, Dietrich (1925–1983), deutscher Geograph
- Zühlke, Ernst (1895–1976), deutscher Gewerkschafter und Politiker (SPD), MdB
- Zühlke, Hartmut (1936–2019), deutscher Biochemiker
- Zühlke, Helmut (* 1948), deutscher Arzt und Allgemein-, Viszeral- und Gefäßchirurg
- Zühlke, Steffen (* 1965), deutscher Ruderer
- Zühlke, Tim (* 1979), deutscher Bahnradsportler und Radsporttrainer
- Zühlsdorf, Erich (1917–1988), deutscher Fotograf
- Zühlsdorf, Erik (* 1990), deutscher Filmautor und Kurzfilmregisseur
- Zühlsdorff, Volkmar von (1912–2006), deutscher Jurist, Diplomat und Publizist
- Zuhorn, Karl (1887–1967), deutscher Politiker (Zentrum, CDU)
- Zuhr, Ernst (1894–1948), tschechoslowakisch-deutscher Pflanzenzüchter, Agrarwissenschaftler und Hochschullehrer
- Zuhr, Martin (* 1958), deutscher Schauspieler, Kabarettist und Musiker

### Zui
- Zuichemus, Viglius (1507–1577), niederländischer Jurist und Berater Kaiser Karls V.
- Zuidberg, Chris (* 1994), luxemburgischer Volleyballspieler
- Zuidema, Coen (* 1942), niederländischer Schachspieler
- Zuidema, Johan (* 1948), niederländischer Fußballspieler
- Zuiden, Bernard van (1899–1979), niederländischer Multimillionär und Textilunternehmer
- Zuiderhoek, Olga (* 1946), niederländische Schauspielerin
- Zuiderwijk, Cesar (* 1948), niederländischer SchlagzeugerCesar Zuiderwijk (* 1948)

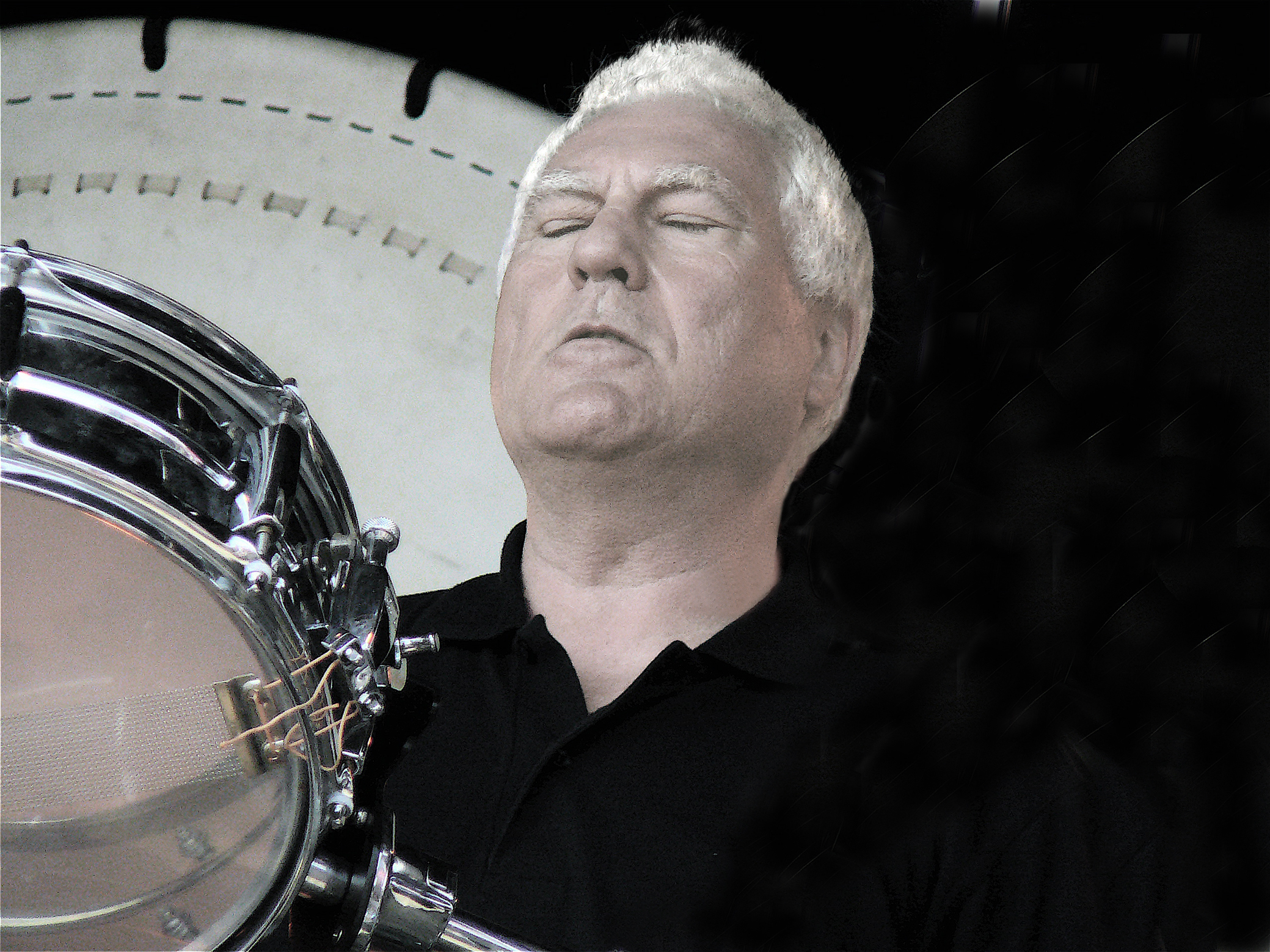
Cesar Zuiderwijk (* 1948)

- Zuidi, Saif (* 2005), tunesischer Leichtathlet
- Zuidlareus, Johannes († 1604), Theologe und Prediger der Reformationszeit
- Zuijderwijk, Rick (* 2001), niederländischer Fußballspieler
- Zuijderwijk, Wilco (* 1969), niederländischer Radrennfahrer
- Zuijdweg, Martijn (* 1976), niederländischer Schwimmer
- Zuiker, Anthony E. (* 1968), US-amerikanischer Filmproduzent und DrehbuchautorAnthony E. Zuiker (* 1968)

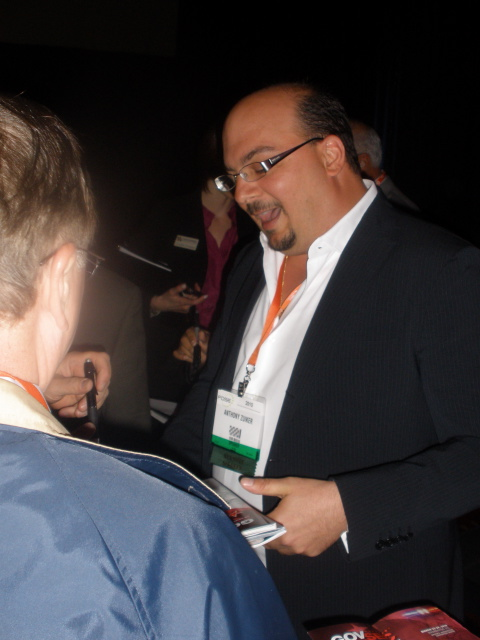
Anthony E. Zuiker (* 1968)

- Zuilen, Marie-Mae van (* 1998), niederländische Schauspielerin
- Zuiverloon, Gianni (* 1986), niederländischer Fußballspieler

### Zuj
- Zujus, Daugvinas (* 1975), litauischer Geher

### Zuk
- Zuk, Eva María (1945–2017), mexikanische Pianistin polnischer Herkunft
- Żuk, Kacper (* 1999), polnischer Tennisspieler
- Żuk, Kamila (* 1997), polnische Biathletin
- Żuk, Krzysztof (* 1957), polnischer Politiker, Stadtpräsident von Lublin
- Zuk, Marlene (* 1956), US-amerikanische Evolutionsbiologin und Verhaltensökologin
- Żuk, Zbigniew (* 1955), polnischer Hornist
- Zukanović, Ervin (* 1987), bosnisch-herzegowinischer Fußballspieler
- Zukanow, Nikolai Nikolajewitsch (* 1965), russischer Politiker, Gouverneur der Oblast Kaliningrad
- Zukanowa-Kott, Anna Wassiljewna (* 1989), russische Schauspielerin
- Žukas, Jonas Vytautas (* 1962), litauischer Generalleutnant und Armeebefehlshaber a. D.
- Žukauskaitė, Ligita (* 1977), litauische Badmintonspielerin
- Žukauskas, Antanas (1939–2022), litauischer Bildhauer, Medailleur und Grafiker
- Žukauskas, Artūras (* 1956), litauischer Physiker und Politiker
- Žukauskas, Eurelijus (* 1973), litauischer Basketballspieler
- Žukauskas, Henrikas (* 1951), litauischer Politiker und Architekt
- Žukauskas, Jonas (* 1959), litauischer Politiker
- Žukauskas, Leonas, litauischer Fußballspieler
- Žukauskas, Liudvikas (* 1952), litauischer Politiker
- Žukauskas, Mindaugas (* 1975), litauischer Basketballspieler
- Zukav, Gary (* 1942), US-amerikanischer Esoterik-Autor
- Zuke, Mike (* 1954), kanadischer Eishockeyspieler
- Zukerblat, Boris Samoilowitsch (* 1939), sowjetisch-moldauischer Festkörperphysiker, Chemiker und Hochschullehrer
- Zukerfeld, Mariano (* 1976), argentinischer Sozialwissenschaftler
- Zukerman, Arianna (* 1972), US-amerikanische Sopranistin und Musikpädagogin
- Zukerman, Ashley (* 1983), australischer Schauspieler US-amerikanischer Herkunft
- Zukerman, Pinchas (* 1948), israelischer Geiger und Dirigent
- Zukernik, Michael (* 1970), deutscher Dirigent
- Zukertort, Johannes Hermann (1842–1888), SchachspielerJohannes Hermann Zukertort (1842–1888)

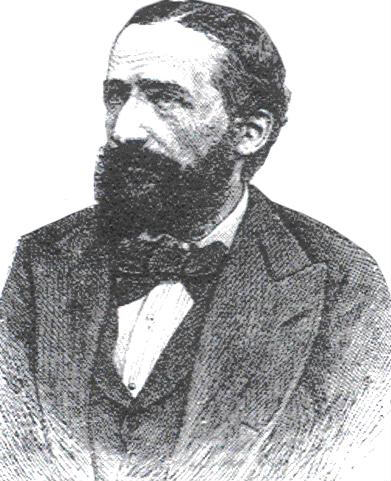
Johannes Hermann Zukertort (1842–1888)

- Zukić, Dejan (* 2001), serbischer Fußballspieler
- Zukić, Seid (* 1994), bosnischer Fußballspieler
- Zukic, Teresa (* 1964), deutsche Autorin, Ordensschwester
- Zukin, Sharon, US-amerikanische Soziologin und Hochschullehrerin
- Zukofsky, Louis (1904–1978), amerikanischer Dichter
- Zukofsky, Paul (1943–2017), US-amerikanischer Geiger, Dirigent und Musikerzieher
- Zukor, Adolph (1873–1976), ungarisch-amerikanischer Filmproduzent
- Zukorlić, Muamer (1970–2021), serbischer Politiker und Mufti des Sandžak; Großmufti der Islamischen Gemeinschaft in Serbien
- Zukow, Dietrich († 1442), deutscher Jurist, Hochschullehrer und Syndicus der Hansestadt Lübeck
- Żukow-Karczewski, Marek (* 1961), polnischer Historiker, Journalist und Publizist
- Zukowska, Zofia († 2012), polnisch-US-amerikanische Physiologin
- Żukowski, Maciej (* 1959), polnischer Wirtschaftswissenschaftler
- Żukowski, Mateusz (* 2001), polnischer Fußballspieler
- Żukowski, Stanisław (1873–1944), polnischer Landschafts- und Interieurmaler
- Zukowsky, Ludwig (1888–1965), deutscher Zoologe
- Zukowsky, Nickolas (* 1998), kanadischer Radrennfahrer
- Zukriegel, Gerhard (1928–2015), österreichischer Jurist und Organist
- Zukrigl, Jakob (1807–1876), römisch-katholischer Geistlicher, Theologe und Hochschullehrer
- Żukrowski, Wojciech (1916–2000), polnischer Schriftsteller
- Zukschwerdt, Ludwig (1902–1974), deutscher Arzt, Chirurg und Hochschullehrer
- Zukunft, Hans (* 1929), deutscher Generalmajor der NVA
- Zukunft, Hartwig (1938–2020), deutscher Fußballspieler
- Zukunft, Karl (1926–2002), deutscher Abteilungsleiter der DDR-Staatssicherheit
- Zukunft, Paul F. (* 1955), US-amerikanischer Admiral

### Zul
- Zulaikha Abu Risha, jordanische Schriftstellerin und Journalistin
- Zülaloğlu, Behram (* 1982), türkischer Fußballtorhüter
- Zulatti, Giovanni Francesco (1762–1805), Arzt, Komponist
- Zulauf, Fritz (1893–1941), Schweizer Sportschütze
- Zulauf, Gernold (* 1958), deutscher Geologe
- Zulauf, Johann Heinrich (1779–1854), Landtagsabgeordneter Großherzogtum Hessen
- Żuławski, Andrzej (1940–2016), polnischer Filmregisseur, Schriftsteller, Drehbuchautor, Schauspieler und Journalist
- Żuławski, Jerzy (1874–1915), polnischer Schriftsteller, Lyriker und Dramatiker
- Żuławski, Wawrzyniec (1916–1957), polnischer Komponist
- Zulawszky, Béla (1869–1914), ungarischer Fechter
- Zülch, Christoph (1935–2024), deutscher Jurist
- Zülch, Georg (1851–1890), deutscher Lehrer und Heimatforscher
- Zülch, Georg (1870–1942), Oberbürgermeister von Allenstein, MdR (DNVP)Georg Zülch (1870–1942)

Georg Zülch (1870–1942)

- Zülch, Gisela (1927–2003), deutsche Schauspielerin und Hörspielsprecherin
- Zülch, Helga (1920–1949), deutsche Theater- und Filmschauspielerin
- Zülch, Henning (* 1973), deutscher Wirtschaftswissenschaftler
- Zülch, Karl-Hermann (1907–1985), deutscher Landrat
- Zülch, Klaus-Joachim (1910–1988), deutscher Neurowissenschaftler
- Zülch, Tilman (1939–2023), deutscher Menschenrechtler und Autor
- Zülch, Walther Karl (1883–1966), deutscher Kunsthistoriker
- Zulciak, Niklas (* 1994), deutsch-polnischer Fußballspieler
- Züle, Friedrich von († 1752), königlich polnisch-sächsischer General der Kavallerie
- Zulechner, Philipp (* 1990), österreichischer Fußballspieler
- Zuleeg, Manfred (1935–2015), deutscher Rechtswissenschaftler und Richter am EuGH
- Zuleger-Mertens, Gerda (* 1951), niederländische Bildende Künstlerin
- Zulehner, Christoph (* 1964), österreichischer Pflege- und Sozialwissenschaftler
- Zulehner, Paul (* 1939), österreichischer TheologePaul Zulehner (* 1939)

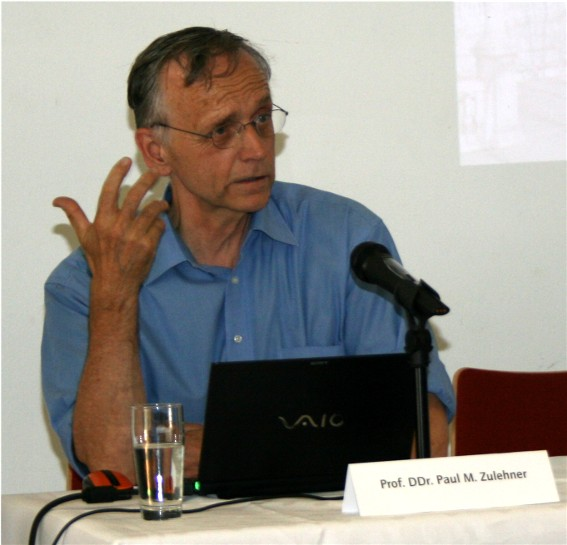
Paul Zulehner (* 1939)

- Zulemaro, Kellya (* 1994), französische Handball- und Beachhandballspielerin
- Zuleta, Juan Carlos (* 1980), argentinischer Fußballspieler
- Zulfikar, Salah (1926–1993), ägyptischer Schauspieler und Filmproduzent
- Zulfikarpašić, Adil (1921–2008), bosnischer Politiker (MBO), Philanthrop und Geschäftsmann
- Zulfikarpašić, Bojan (* 1968), serbischer Jazzpianist
- Zulfiqar, Saqib (* 1997), niederländischer Cricketspieler
- Zulfiya (1915–1996), usbekische Autorin
- Zülfüqarlı, İsmayıl (* 2001), aserbaidschanischer Fußballspieler
- Zülfüqarov, Oqtay (1929–2016), aserbaidschanischer Komponist
- Zulianello, Claudio (* 1965), argentinischer Volleyballspieler
- Zuliani, Mauro (* 1959), italienischer Leichtathlet
- Zuliani, Mirco (* 1953), italienischer General der Luftstreitkräfte und stellvertretender Supreme Allied Commander Transformation
- Zulić, Nina (* 1995), slowenische Handballspielerin
- Zülich, Friedemann Andreas (1687–1748), deutscher evangelischer Geistlicher und Hochschullehrer
- Zulick, C. Meyer (1839–1926), US-amerikanischer Politiker, Gouverneur des Arizona-Territoriums
- Zülicke, Lutz (* 1936), deutscher theoretischer Chemiker
- Žulj, Peter (* 1993), österreichisch-kroatischer Fußballspieler
- Žulj, Robert (* 1992), österreichisch-kroatischer FußballspielerRobert Žulj (* 1992)

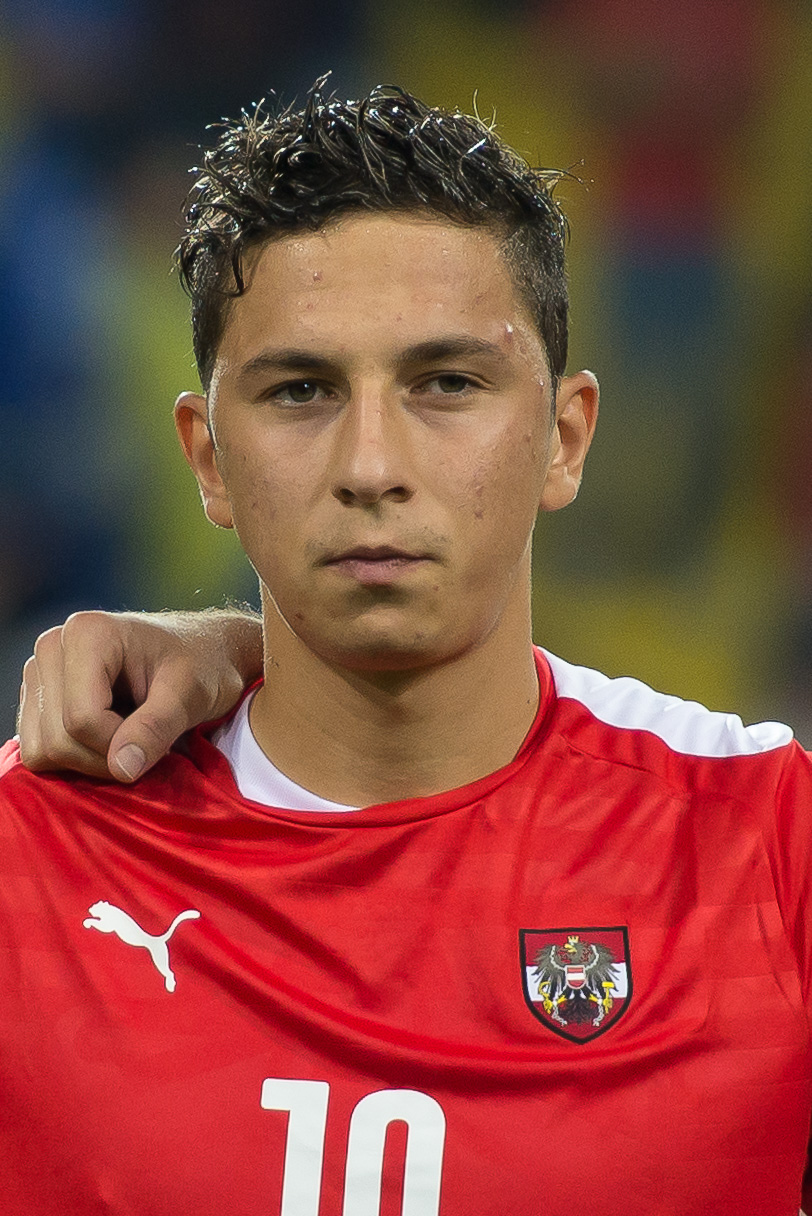
Robert Žulj (* 1992)

- Zulkiffli, Zulfadli (* 1993), malaysischer Badmintonspieler
- Zulkifli, Farhan (* 2002), singapurischer Fußballspieler
- Zulkifli, Masagos (* 1963), singapurischer Politiker
- Zulkifli, Zaidatul Husniah (* 1993), malaysische Sprinterin
- Zulkowski, Alfred (1940–1989), deutscher Fußballspieler
- Zulkowsky, Karl (1833–1907), Chemiker
- Žulkus, Vladas (* 1945), litauischer Archäologe
- Züll, Andreas (* 1984), deutscher Schriftsteller, Lyriker und Lokalhistoriker
- Zull, Gabriele (* 1967), deutsche Politikerin (Freie Wähler)
- Züll, Johannes (* 1965), deutscher Manager der Medienbranche
- Zull, Rosalie (1887–1971), österreichische Politikerin (SDAP, SPÖ), MdL (Burgenland)
- Zülle, Alex (* 1968), Schweizer RadrennfahrerAlex Zülle (* 1968)

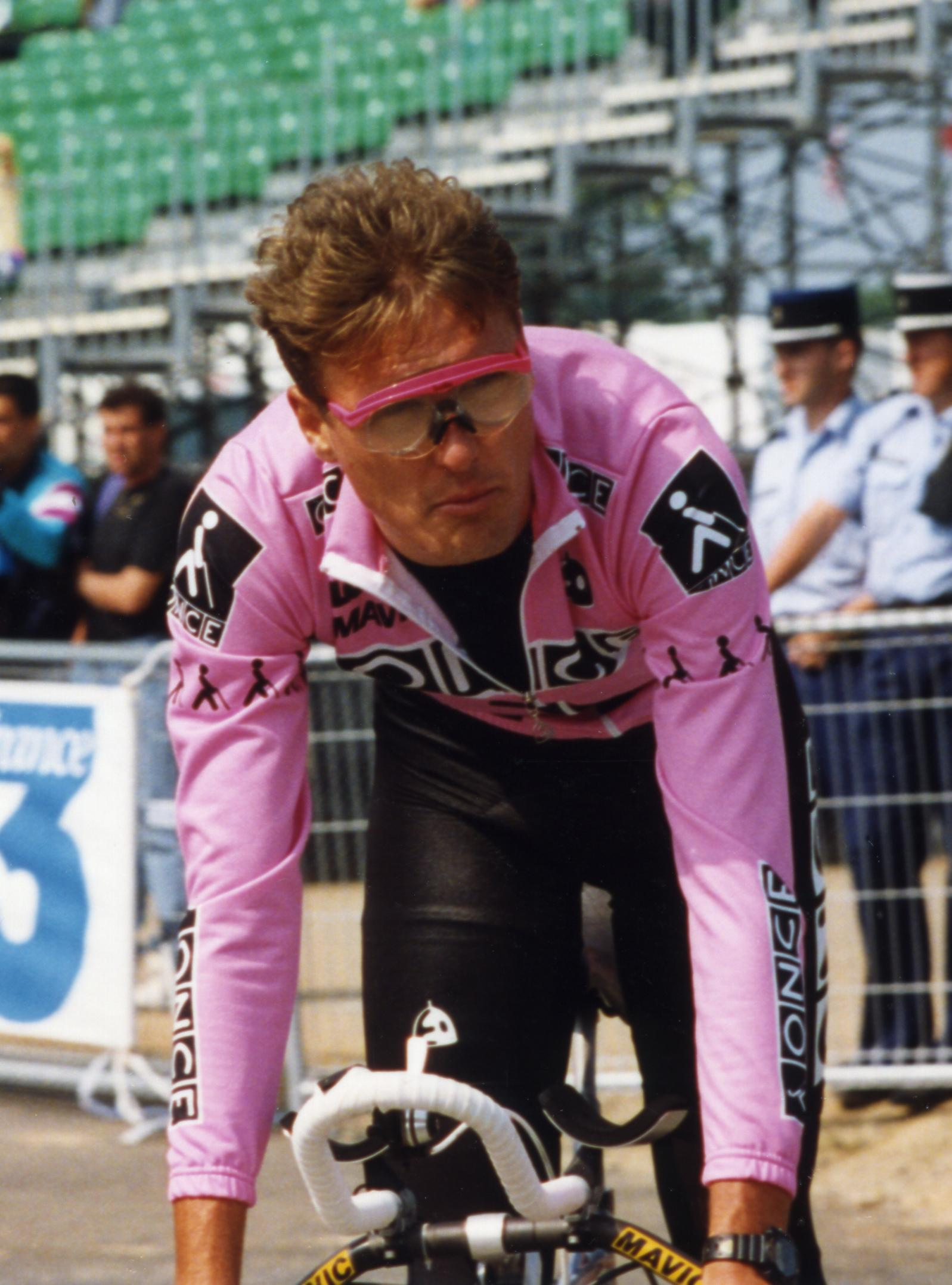
Alex Zülle (* 1968)

- Zülle, Johannes (1841–1938), Schweizer Maler, Zeichner, Sennensattler und Vertreter der Senntumsmalerei
- Zulley, Jürgen (* 1945), deutscher Psychologe und Schlafforscher
- Züllig, Ernst (* 1948), Schweizer Handballspieler
- Züllig, Hans (1914–1992), schweizerischer Tänzer, Lehrer und Professor für Tanz
- Züllig, Jakob (1921–1999), Schweizer Unternehmer
- Zulliger, Hans (1893–1965), Schweizer Volksschullehrer, Psychotherapeut und Schriftsteller
- Zulliger, Hans-Rudolf (* 1935), Schweizer Physiker und Manager
- Züllighoven, Heinz (* 1949), deutscher Informatiker
- Zullo, Albertine (* 1967), Schweizer Illustratorin, Zeichnerin und Kinderbuchautorin
- Zullo, Marco (* 1978), italienischer Politiker
- Zullo, Michael (* 1988), australischer Fußballspieler
- Zullo, Tiziano (* 1952), italienischer Fahrradhersteller
- Zuloaga, Ignacio (1870–1945), spanischer MalerIgnacio Zuloaga (1870–1945)

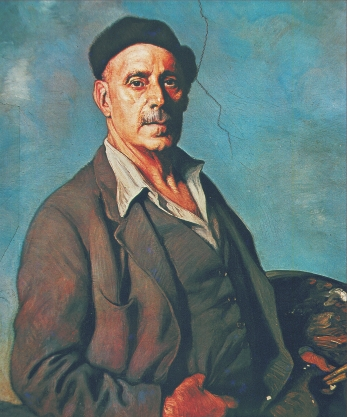
Ignacio Zuloaga (1870–1945)

- Zuloaga, Matías (* 1997), argentinischer Skilangläufer
- Zulonas, Kazys (* 1950), litauischer Politiker und General der Feuerwehr
- Zülow, Andreas (* 1965), deutscher Boxer
- Zülow, Anika (* 1988), deutsche Volleyballspielerin
- Zülow, Baltzer von (1599–1670), schwedischer Major im Dreißigjährigen Krieg
- Zülow, Christoph von, Soldat und Mitglied im Sprachverein die Fruchtbringende Gesellschaft
- Zülow, Franz von (1883–1963), österreichischer Maler und Graphiker
- Zülow, Hermann von (1806–1879), mecklenburgischer General der Infanterie
- Zülow, Jakob von (1729–1802), preußischer Generalmajor
- Zülow, Kurt (1889–1942), deutscher Jurist, Ministerialbeamter und Senatspräsident
- Zülow, Nadia (* 1977), deutsche ehemalige Voltigiererin
- Žulpa, Artūras (* 1990), litauischer Fußballspieler
- Žulpa, Robertas (1960–2024), sowjetischer Schwimmer
- Zülsdorf-Kersting, Meik (* 1973), deutscher Geschichtsdidaktiker
- Zulu (1937–2004), US-amerikanischer Schauspieler
- Zulu, Lyson (* 1990), sambischer Fußballspieler und -funktionär
- Zulu, Makebi (* 1981), sambischer Politiker
- Zulu, Misuzulu (* 1974), südafrikanischer ZulukönigMisuzulu Zulu (* 1974)

Misuzulu Zulu (* 1974)

- Zuluaga Arteche, Marcos (1919–2002), spanischer Geistlicher, katholischer Bischof
- Zuluaga, Fabiola (* 1979), kolumbianische Tennisspielerin
- Zuluaga, Francisco (1929–1993), kolumbianischer Fußballspieler
- Zulueta y Amondo, Julián de (1814–1878), kubanischer Unternehmer, Politiker, Alcalde von Havanna
- Zulueta, Francis de (1878–1958), Jurist und Hochschullehrer
- Zulueta, Iván (1943–2009), spanischer Filmregisseur
- Zulueta, Jorge (* 1934), argentinischer Pianist
- Zulueta, Jose C. (1876–1904), philippinischer Journalist und Herausgeber
- Zulueta, Leo (* 1952), US-amerikanischer Tätowierer
- Zulueta, Luis de (1878–1964), spanischer republikanischer Politiker, Pädagoge und Diplomat
- Zulueta, Pedro José de († 1882), britischer Bankier
- Zulueta, Pedro Juan de (1784–1855), britischer Bankier und spanischer Politiker
- Zulukidse, Alexander (1876–1905), georgischer sozialdemokratischer Revolutionär und Journalist
- Zulukidse, Luka (* 2004), georgischer Fußballspieler
- Zulus, Milica (* 1999), serbisch-österreichische Geigerin
- Zülzer, Georg Ludwig (1870–1949), Internist und Kinderarzt, Diabetes-Forscher
- Zülzer, Wolf William (1909–1987), deutsch-US-amerikanischer Hämatologe und Kinderarzt

### Zum
- Zum Berge, Adolf (1828–1889), deutscher Journalist
- Zum Sande, Johannes (1802–1878), deutscher Jurist und Politiker
- zum Winkel, Karl (1920–2018), deutscher Radiologe
- Zuma, Cyril (1985–2015), südafrikanischer Fußballspieler
- Zuma, Jacob (* 1942), südafrikanischer Politiker und Freiheitskämpfer des ANCJacob Zuma (* 1942)

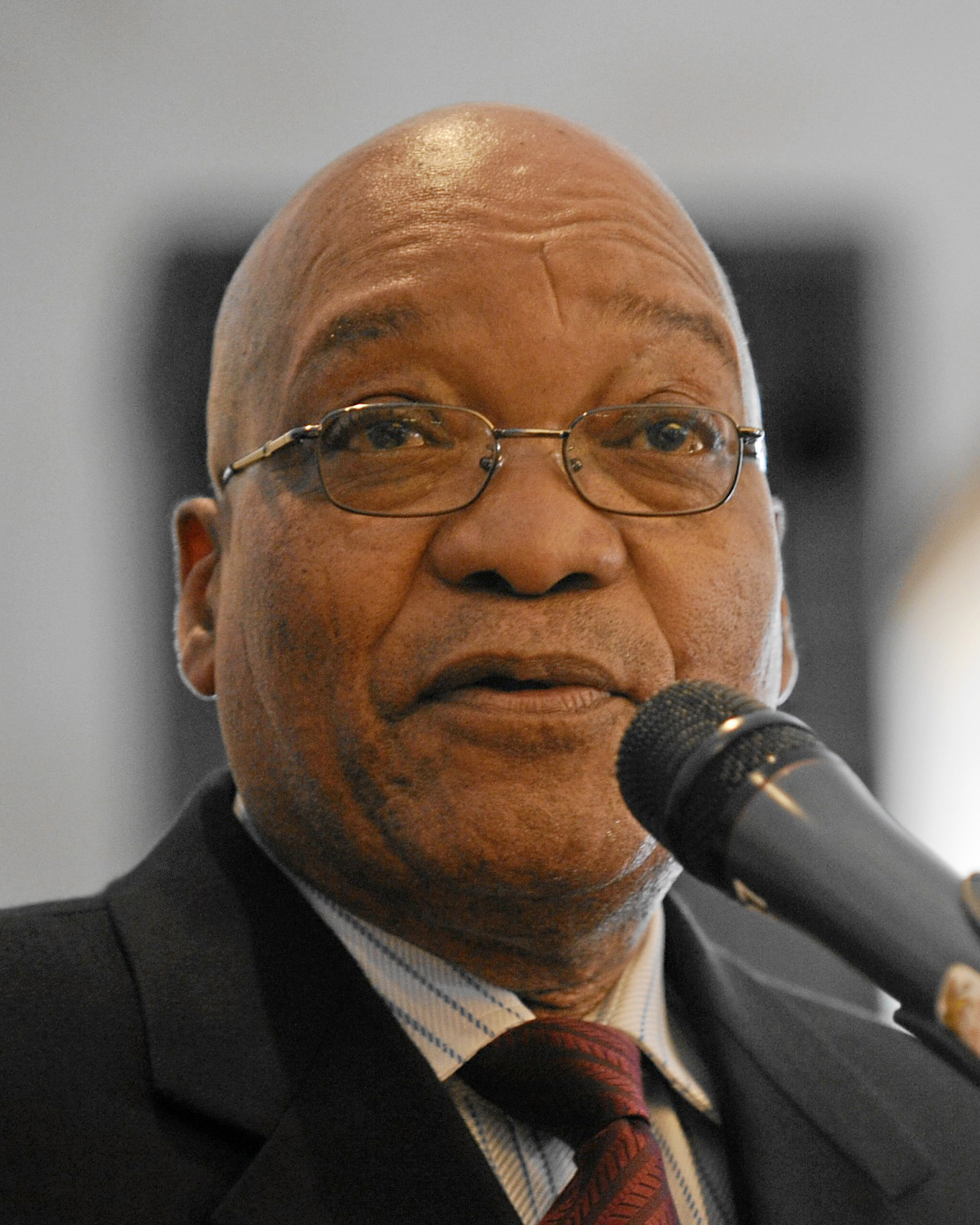
Jacob Zuma (* 1942)

- Zuma, Sibusiso (* 1975), südafrikanischer Fußballspieler
- Zumach, Andreas (* 1954), deutscher Journalist und Publizist
- Zumach, Ernst-Günther (1926–2012), deutscher Jurist und Politiker
- Zumaire Lungu, George Cosmas (* 1960), sambesischer Geistlicher, Bischof von Chipata
- Zumalacárregui, Tomás de (1788–1835), spanischer General im 1. Carlistenaufstand
- Zumann, Lucas Jade (* 2000), US-amerikanischer Schauspieler
- Zumaqué, Francisco (* 1945), kolumbianischer Musiker
- Zumarán, Alberto, uruguayischer Fußballspieler
- Zumárraga, Juan de († 1548), erster spanischer Erzbischof von Mexiko
- Zumba, Juan (* 1982), salvadorianischer Fußballschiedsrichterassistent
- Zumbach von Koesfeld, Lothar (1661–1727), Mathematiker, Musiker und Hochschullehrer
- Zumbach, David (* 1984), Schweizer Leichtathlet (Hochsprung)
- Zumbach, Ernst (1894–1976), Schweizer Jurist und Historiker
- Zumbach, Frank T. (* 1953), deutscher Kunsthistoriker, Schriftsteller, Journalist, Übersetzer
- Zumbach, Jean (1915–1986), schweizerisch-polnischer Militärpilot, Unternehmer, Söldner sowie Oberbefehlshaber der Luftstreitkräfte von Katanga und BiafraJean Zumbach (1915–1986)

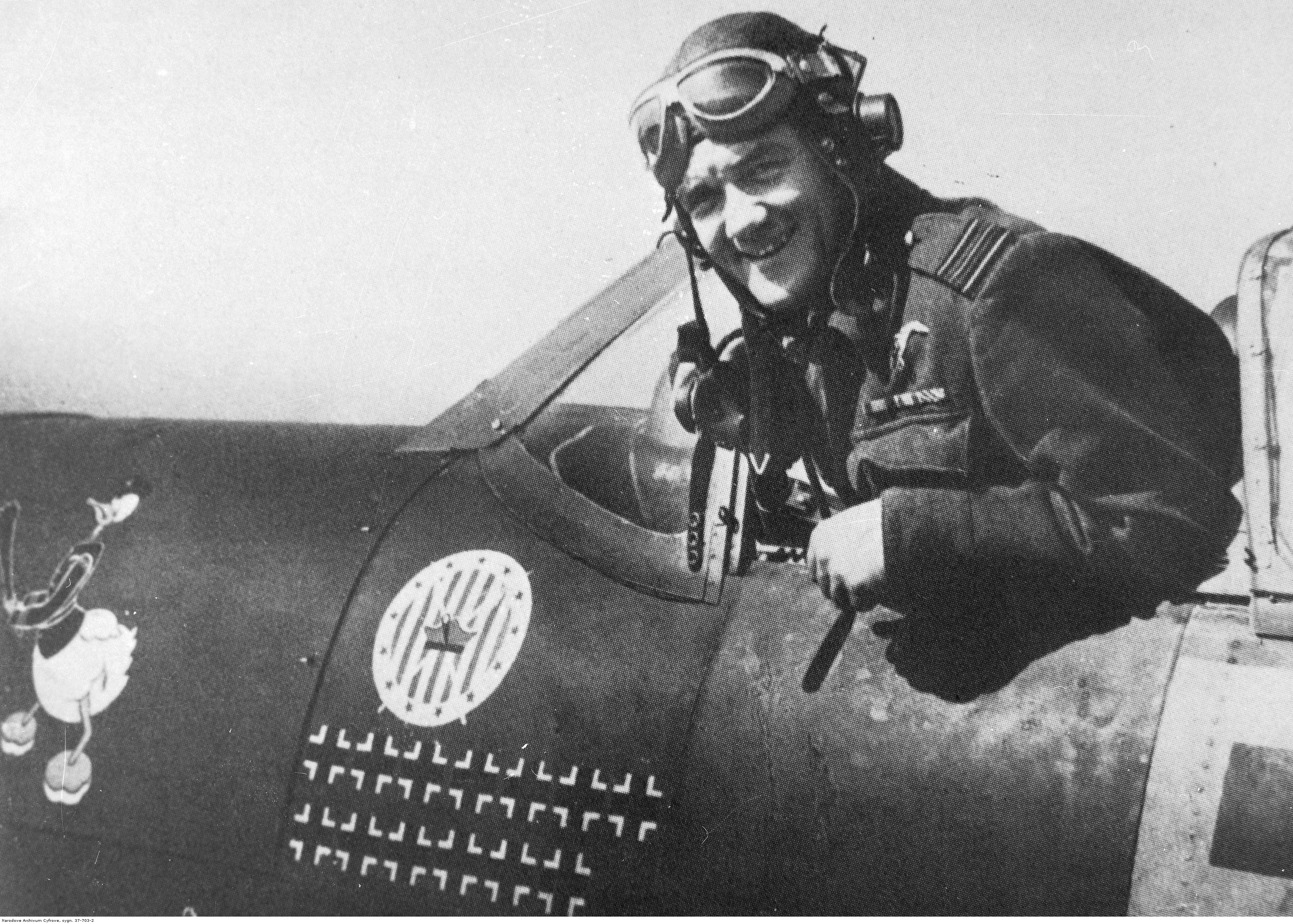
Jean Zumbach (1915–1986)

- Zumbach, Johannes, Schweizer Chronist und Illustrator
- Zumbach, Jörg (* 1973), deutscher Psychologe und Professor für fachdidaktische Lehr-Lernforschung
- Zumbado, Carmela (* 1991), US-amerikanische Schauspielerin
- Zumbe, Bernd (* 1968), deutscher Fußballspieler
- Zumbeel, Nils (* 1990), deutscher Fußballtorhüter
- Zumberi, Lavdim (* 1999), schweizerisch-kosovarischer Fussballspieler
- Zumberi, Valon (* 2002), kosovarisch-deutscher Fußballspieler
- Zumbi (1655–1695), Anführer des autonomen Königreichs Palmares
- Zumbini, Bonaventura (1836–1916), italienischer Romanist, Italianist und Komparatist
- Zumbo, Gaetano (1656–1701), italienischer Wachsmodelleur
- Zumbrägel, Aloys (1938–2021), deutscher Politiker (CDU), MdL
- Zumbrock, Lukas (* 1996), deutscher Schauspieler
- Zumbrunn, Peter (* 1970), Schweizer Politiker (SVP)
- Zumbrunnen, Eric (1964–2017), US-amerikanischer Filmeditor und Musiker
- Zumbrunnen, Fabrice (* 1969), Schweizer Manager
- Zumbühl, Alois (1877–1952), Schweizer Politiker
- Zumbühl, Anton (1863–1947), Schweizer Politiker
- Zumbühl, Josef (1868–1932), Schweizer Politiker
- Zumbühl, Josef (1883–1974), Schweizer Politiker
- Zumbühl, Melchior (1829–1879), Schweizer Politiker
- Zumbühl, Norbert (1919–2000), Schweizer Politiker
- Zumbühl, Robert (1901–1974), Schweizer Politiker (FDP)
- Zumbült, Christopher (* 1968), deutscher Schauspieler und Sänger
- Zumbült, Marietta, deutsche Opern-, Operetten-, Lied- und Konzertsängerin (Sopran)
- Zumbusch, Caspar von (1830–1915), deutsch-österreichischer BildhauerCaspar von Zumbusch (1830–1915)

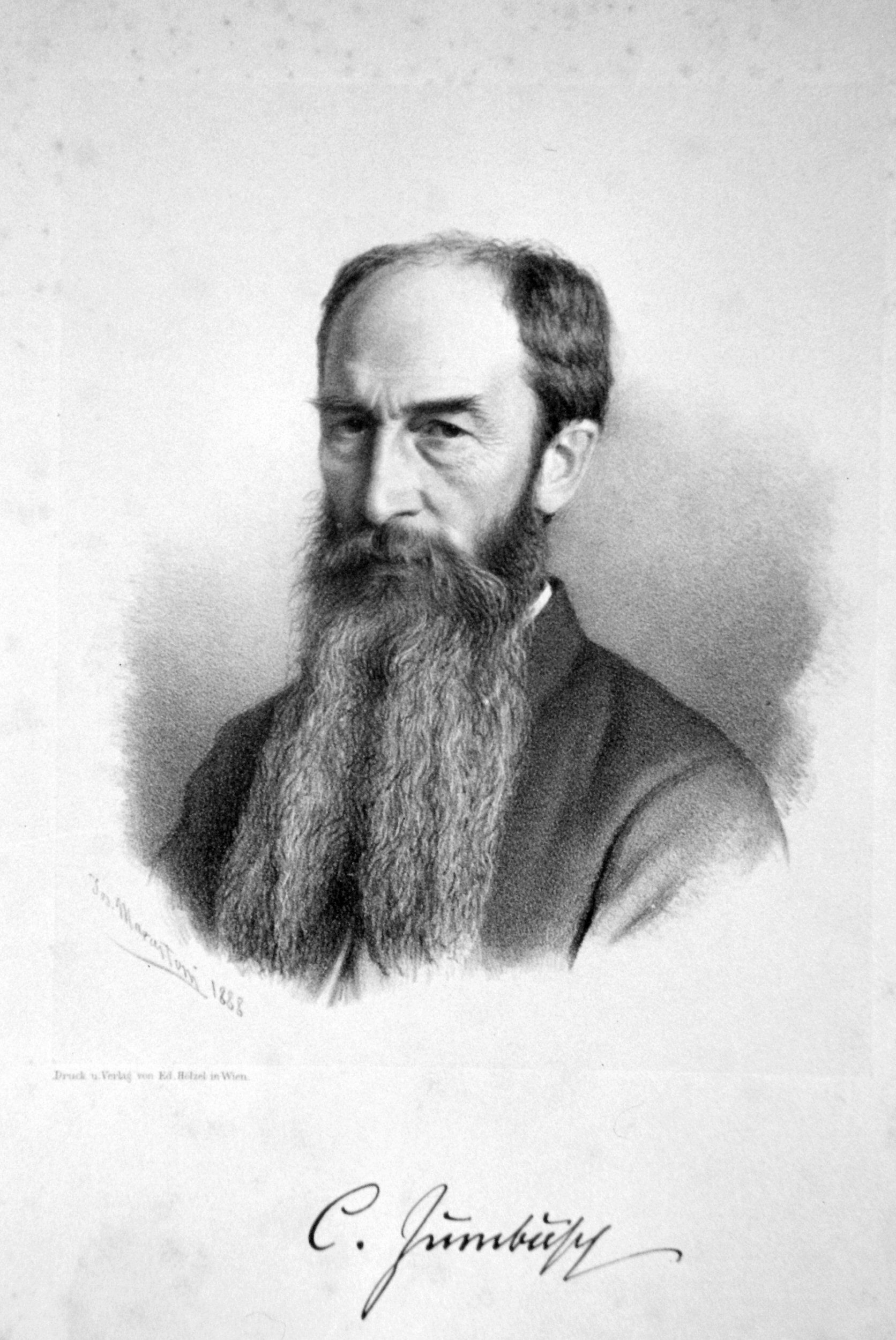
Caspar von Zumbusch (1830–1915)

- Zumbusch, Cornelia (* 1972), deutsche Literaturwissenschaftlerin und Hochschullehrerin
- Zumbusch, Julius (1832–1908), deutscher Bildhauer und Medailleur
- Zumbusch, Leo von (1874–1940), österreichisch-deutscher Dermatologe
- Zumbusch, Ludwig von (1861–1927), deutscher Grafiker und Maler
- Zumbusch-Stieber, Elke (* 1967), deutsche Schriftstellerin
- Zumdick, Ralf (* 1958), deutscher Fußballspieler und -trainer
- Zumel, Francisco († 1607), Generalmagister des Mercedarierordens
- Zumelzú, Adolfo (1902–1973), argentinischer Fußballspieler
- Zumhasch, Ursula (* 1949), deutsche Politikerin (SPD), MdL
- Zumholte, Jürgen (1942–2019), deutscher Tanzlehrer
- Zumholz, Maria Anna (* 1950), deutsche Historikerin
- Zumino, Bruno (1923–2014), italienischer Physiker, Professor für theoretische Physik
- Zumkehr, Nadine (* 1985), Schweizer BeachvolleyballspielerinNadine Zumkehr (* 1985)

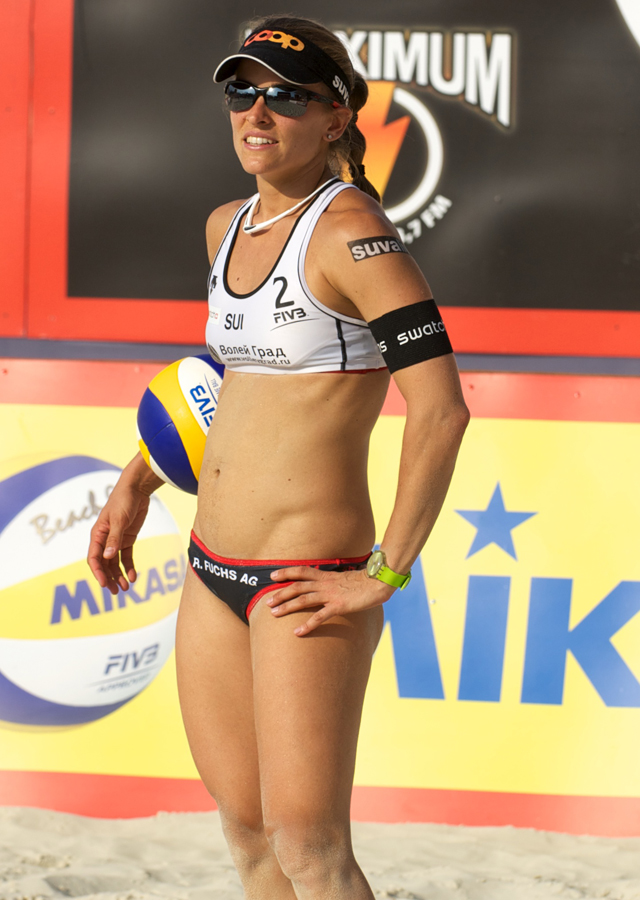
Nadine Zumkehr (* 1985)

- Zumkeller, Adolar (1915–2011), deutscher Augustinus-Forscher, Professor der Lateranuniversität
- Zumkeller, Alexander (* 1960), deutscher Rechtswissenschaftler und Arbeitsrechtler
- Zumkeller, Florian (* 1979), deutscher Koch
- Zumkeller, Günther, deutscher Rudersportler
- Zumkley, Heinrich (1908–1944), deutscher römisch-katholischer Ordensmann, Missionar und Märtyrer
- Zumkley, Kaspar (1732–1794), deutscher Jesuit
- Zumkley, Peter (* 1936), deutscher Offizier und Politiker (SPD), MdHB, MdB
- Zumloh, Franz-Joseph (1764–1854), deutscher Tuchhändler, Stifter eines Hospitals
- Zumloh, Nicolaus (1804–1873), deutscher Kaufmann und Parlamentarier
- Zummach, Albrecht (* 1957), deutscher Komponist und Gitarrist
- Zummer, Thomas, US-amerikanischer Wissenschaftler, Schriftsteller, Künstler und Kurator
- Zumoffen, Gottfried (1845–1928), Schweizer Jesuit und Archäologe
- Zumpe, Albin (* 1843), deutscher Architekt
- Zumpe, Angela (* 1953), deutsche Medienkünstlerin, Filmemacherin und Malerin
- Zumpe, Günter (1929–2024), deutscher Bauingenieur
- Zumpe, Hermann (1850–1903), deutscher Dirigent und Komponist
- Zumpe, Johannes (* 1726), britischer Tafelklavierbauer
- Zumpe, Karl (1924–2001), deutscher Musiker und Gewandhausdirektor
- Zumpe, Karl Gustav (1819–1900), deutscher Jurist und konservativer Politiker, MdL (Königreich Sachsen)
- Zumpe, Manfred (* 1930), deutscher Architekt und Hochschullehrer
- Zumpe, Michael (* 1955), deutscher Opernsänger (Bariton), Pianist, Dirigent, Gesangspädagoge und Chorleiter
- Zumpf, Peter (1944–2003), österreichischer Schriftsteller
- Zumpfort, Wolf-Dieter (* 1945), deutscher Politiker (FDP), MdB, MdL
- Zumpft, Martin (* 1971), deutscher Tennisspieler
- Zumpt, August Wilhelm (1815–1877), deutscher Gymnasiallehrer, Altphilologe und Epigraphiker
- Zumpt, Fritz (1908–1985), deutscher Entomologe
- Zumpt, Karl Gottlob (1792–1849), deutscher klassischer Philologe
- Zumsande, Helena (1993–2015), deutsche Sängerin
- Zumsande, Martin (* 1981), deutscher Schachspieler
- Zumsteeg, Emilie (1796–1857), deutsche Komponistin, Musiklehrerin, Chorleiterin, Pianistin und Musikschriftstellerin
- Zumsteeg, Johann Rudolf (1760–1802), deutscher Komponist und Kapellmeister
- Zumsteg, Gustav (1915–2005), Schweizer Kunstsammler
- Zumsteg, Hulda (1890–1984), schweizerische Gastronomin, Wirtin des Restaurants «Kronenhalle» Zürich
- Zumsteg, Lukas (* 1972), Schweizer Radrennfahrer und Sportlicher Leiter
- Zumsteg, Werner (1938–2018), Schweizer Flötist
- Zumstein, Anton (1875–1973), deutscher Kartograf und Verleger von Wanderkarten, Stadtplänen und Reiseführern
- Zumstein, Charles (1867–1963), französischer, deutschsprachiger Theaterdichter, Rutengänger, Poet und Sänger
- Zumstein, Hansjürg (* 1957), Schweizer Dokumentarfilmer
- Zumstein, Jean (* 1944), Schweizer evangelischer Theologe und Neutestamentler
- Zumstein, Jörg (1923–1997), Schweizer Generalstabschef
- Zumstein, Megi (* 1973), Schweizer Grafikdesignerin
- Zumstein, Remo (* 1988), Schweizer Slam-Poet, Sprachkünstler und Kabarettist
- Zumtaugwald, Johannes (1826–1900), Schweizer Bergführer
- Zumthor, Paul (1915–1995), Schweizer Autor, Romanist und Mediävist, Hochschullehrer in den Niederlanden und Kanada
- Zumthor, Peter (* 1943), Schweizer ArchitektPeter Zumthor (* 1943)

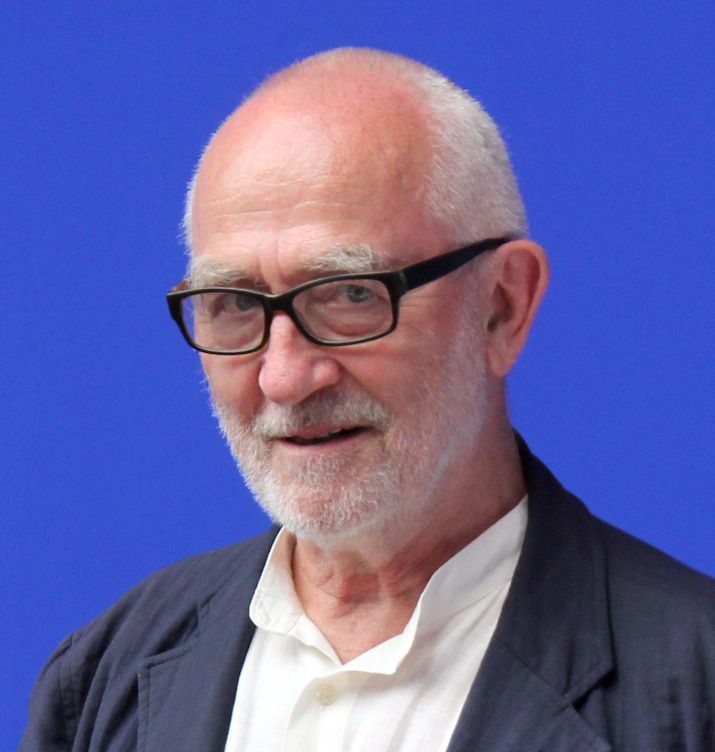
Peter Zumthor (* 1943)

- Zumthor, Peter Conradin (* 1979), Schweizer Schlagzeuger und Perkussionist
- Zumtobel, Anton (1876–1947), österreichischer Politiker (GDVP); Landtagsabgeordneter zum Vorarlberger Landtag
- Zumtobel, Reinhold (1878–1953), deutscher Zeitungsredakteur, Gewerkschafter und Politiker (SPD)
- Zumtobel, René (* 1971), österreichischer Politiker (SPÖ)
- Zumtobel, Walter (1907–1990), österreichischer Ingenieur
- Zumwalt, Elmo R. (1920–2000), US-amerikanischer Militär, Chief of Naval Operations
- Zumwalt, Rick (1951–2003), US-amerikanischer Armdrücker, fünffacher Armdrückweltmeister und Schauspieler
- Zumwinkel, Carl (1821–1913), deutscher Arzt, Ehrenbürger von Gütersloh
- Zumwinkel, Klaus (* 1943), deutscher ManagerKlaus Zumwinkel (* 1943)

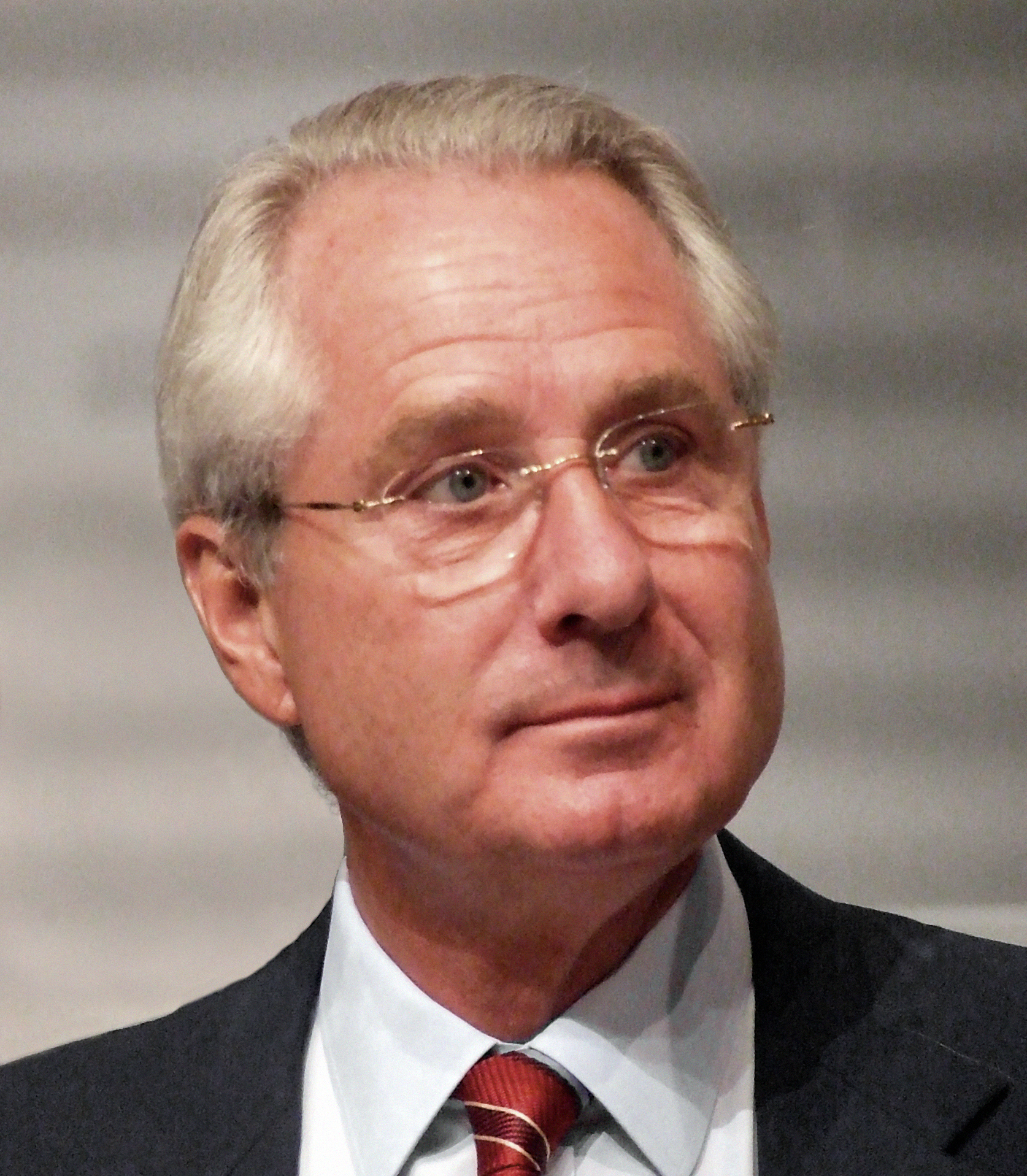
Klaus Zumwinkel (* 1943)

### Zun
- ZUN (* 1977), japanischer Spieleentwickler
- Zuna (* 1993), deutscher Rapper
- Zuna, Philipp (* 1997), österreichischer Fußballspieler
- Zuna-Kratky, Gabriele (* 1957), österreichische Museumsleiterin
- Zunckel, Johann Gottfried (1760–1843), Pfarrer in Niederreißen und sachsen-weimarischer Oberkonsistorialrat
- Zünd, André (1928–2019), Schweizer Wirtschaftswissenschaftler und Hochschullehrer
- Zünd, Andreas (* 1957), Schweizer Jurist
- Zünd, Gregor (* 1959), Schweizer Herzchirurg, Forscher und Manager
- Zünd, Jacqueline (* 1971), Schweizer Filmregisseurin, -produzentin und Drehbuchautorin
- Zünd, Jakob (1874–1953), Schweizer Politiker
- Zünd, Joseph (1793–1858), Schweizer Politiker (konservativ)
- Zünd, Meinrad (1916–1998), Schweizer Künstler
- Zünd, Robert (1827–1909), Schweizer Maler
- Zünd, Stephan (* 1969), Schweizer Skispringer
- Zünd, Sylvie (* 2001), liechtensteinische Tennisspielerin
- Zündel, Ambros (1846–1905), österreichischer Lehrer
- Zundel, Elisabeth (1874–1957), deutsche Frauenrechtlerin und Gewerkschafterin
- Zündel, Ernst (1939–2017), deutscher Neonazi und HolocaustleugnerErnst Zündel (1939–2017)

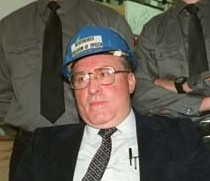
Ernst Zündel (1939–2017)

- Zündel, Friedrich (1827–1891), Schweizer reformierter Theologe und Schriftsteller
- Zundel, Friedrich (1875–1948), deutscher Maler, Landwirt und Mäzen
- Zundel, Georg (1931–2007), deutscher Physiker, Unternehmer und friedenspolitisch engagierter Philanthrop
- Zundel, Hellmut (1928–2016), deutscher Kommunalpolitiker, Bürgermeister von Schwaigern und Bürgermeister sowie Oberbürgermeister von Crailsheim
- Zündel, Johann Bernhard (1791–1863), Schweizer Kaufmann, Militär und Unternehmer
- Zundel, Maurice (1897–1975), Schweizer römisch-katholischer Geistlicher und Theologe
- Zundel, Paula (1889–1974), Tochter von Robert und Anna Bosch, Ehrenbürgerin von Tübingen
- Zundel, Reinhold (1930–2008), deutscher Politiker (SPD)
- Zundel, Rolf (1928–1989), deutscher Germanist und Journalist
- Zundel, Rolf (1929–2019), deutscher Forstwissenschaftler, Sachbuchautor und Hochschullehrer
- Zündel, Thomas (* 1987), österreichischer Fußballspieler
- Zündelin, Wolfgang (1538–1614), deutscher Diplomat
- Zünder, Joachim (* 1956), deutscher Schriftsteller
- Zündorf, Bertram von, Baumeister in den Herzogtümern Jülich-Kleve-Berg
- Zündorf, Carsten (* 1968), deutscher Kirchenmusiker
- Zündorf, Ernst (1897–1964), deutscher Motorrad-Rennfahrer
- Zündorf, Horst (* 1955), deutscher Ökonom
- Zündorf, Toni (1933–2014), deutscher Fußballtrainer
- Zündt, Ernst Anton (1819–1897), deutscher, in den USA tätiger Schriftsteller und Redakteur
- Züngel, Emanuel (1840–1894), tschechischer Dramatiker, Librettist und Übersetzer
- Zunger, Alex, israelisch-amerikanischer Physiker
- Zungu, Bongani (* 1992), südafrikanischer Fußballspieler
- Zungu, Mussa (* 1952), tansanischer Politiker
- Zungu, Vincent Mduduzi (* 1966), südafrikanischer Ordensgeistlicher, Bischof von Port Elizabeth
- Žungul, Slaviša (* 1954), jugoslawischer Fußballspieler
- Zunhammer, Veronika (* 1985), deutsche Jazzmusikerin (Gesang, Piano, Komposition)
- Žunić, Ivica (* 1988), bosnischer Fußballspieler
- Žunić, Stipe (* 1990), kroatischer Kugelstoßer
- Zúñiga Cazorla, Nemesio (1895–1964), peruanischer katholischer Priester und Quechua-Dramatiker
- Zuñiga Morales, Carla (* 1986), chilenische Dramatikerin, Regisseurin, Schauspielerin und Theaterpädagogin
- Zúñiga Paz, Augusto Alejandro († 2005), peruanischer Rechtsanwalt
- Zúñiga y Acevedo, Gaspar de († 1606), Vizekönig von Neuspanien und Peru
- Zúñiga y de la Cueva, Pedro de († 1631), spanischer Adliger, Botschafter in England
- Zuñiga y Fonseca, Juan Domingo de (1640–1716), Statthalter der spanischen Niederlande
- Zúñiga y Guzmán, Baltasar de (1658–1727), Vizekönig von Navarra, Sardinien und Neuspanien
- Zúñiga y Guzmán, Félix de, spanisch-österreichischer General
- Zúñiga y Pimentel, Juan de (1459–1504), letzter Großmeister des Alcántaraordes, Erzbischof von Sevilla
- Zúñiga y Requesens, Luis de (1528–1576), Haushofmeister und Erzieher des späteren spanischen Königs Philipp II
- Zúñiga, Alonzo (* 1980), chilenischer Fußballspieler
- Zúñiga, Baltasar de (1561–1622), spanischer Diplomat
- Zuniga, Daphne (* 1962), US-amerikanische SchauspielerinDaphne Zuniga (* 1962)

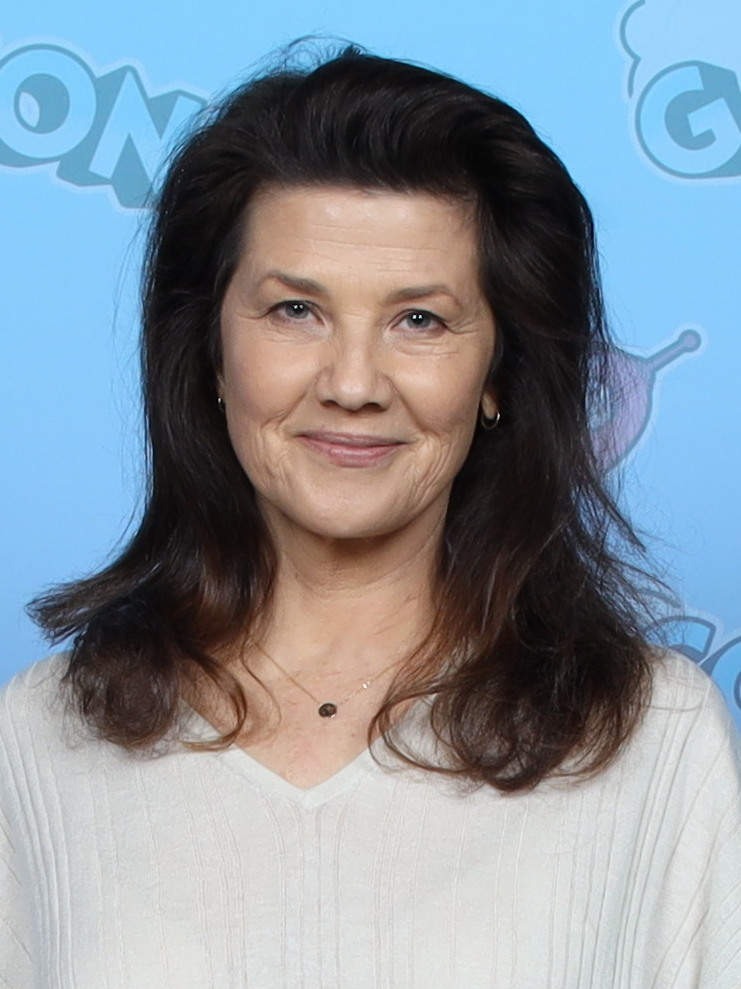
Daphne Zuniga (* 1962)

- Zúñiga, Diego López de († 1531), spanischer Humanist, Theologe, Bibelübersetzer und Gelehrter
- Zúñiga, Dilan (* 1996), chilenischer Fußballspieler
- Zúñiga, Fernando (* 1968), Schweizer Linguist
- Zúñiga, Francisco (1912–1998), costa-ricanisch-mexikanischer Maler und Bildhauer
- Zúñiga, Homero Gil de (* 1975), spanisch-US-amerikanischer Kommunikationswissenschaftler
- Zúñiga, Juan (* 1985), kolumbianischer Fußballspieler
- Zúñiga, Juan Eduardo (1919–2020), spanischer Schriftsteller und Übersetzer
- Zúñiga, Juan José, bolivianischer Offizier und Putschist
- Zúñiga, Maite (* 1964), spanische Mittelstreckenläuferin
- Zúñiga, Marco (* 1978), chilenischer Biathlet
- Zúñiga, Martín (* 1970), mexikanischer Fußballspieler
- Zúñiga, Olivia (1916–1992), mexikanische Dichterin und Schriftstellerin
- Zuñiga, Raphaël Manso de (1898–1975), spanischer Autorennfahrer
- Zúñiga, Sebastián (* 1990), chilenischer Fußballspieler
- Zunino, Aldo (* 1963), italienischer Jazzmusiker
- Zunino, Erebo, uruguayischer Fußballspieler
- Zunino, Matías (* 1990), uruguayischer Fußballspieler
- Zunino, Michel (1889–1958), französischer Politiker
- Zunino, Ricardo (* 1949), argentinischer Autorennfahrer
- Zunke, Christine (* 1974), deutsche Philosophin
- Zunkel, Friedrich (1925–2010), deutscher Wirtschafts- und Sozialhistoriker
- Zunkel, Gustav (1886–1934), deutscher Politiker (NSDAP), MdRGustav Zunkel (1886–1934)

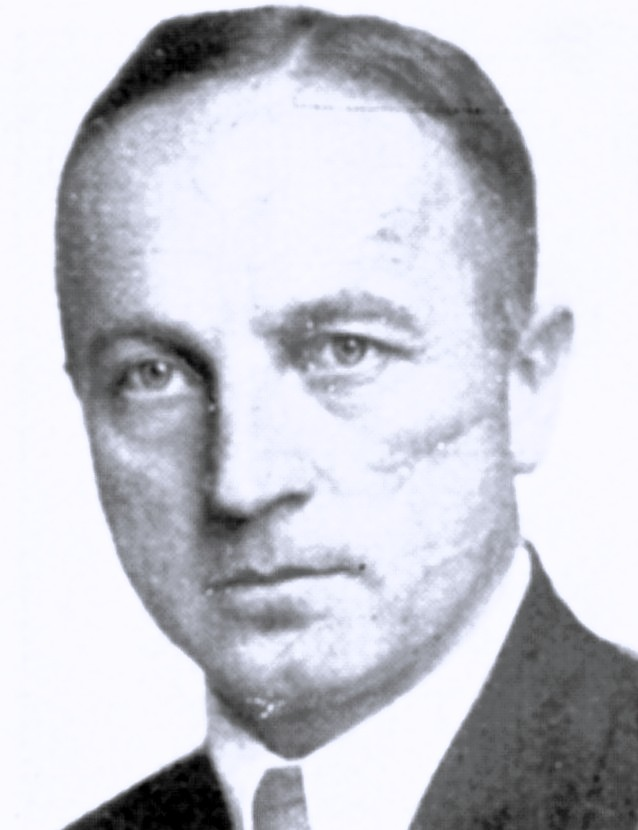
Gustav Zunkel (1886–1934)

- Zünkeler, Bernhard (* 1965), deutscher Künstler, Kurator und Wirtschaftsjurist
- Zunker, Ernst (1908–1999), deutscher Bibliothekar
- Zunker, Ferdinand (1886–1956), deutscher Wasserwirtschaftler
- Zunker, Walter (* 1912), deutscher Fußballspieler
- Zünkler, Heinz (1929–2018), deutscher Ruderer
- Zünkler, Martina, deutsche Rechtsanwältin und ehemalige Richterin
- Zunser, Eliakum (1835–1913), russischer jiddischer Volkssänger
- Zunte, Dārta (* 2000), lettische Skeletonfahrerin
- Zuntz, Dora (1905–1990), deutsch-britische Kunsthistorikerin und Koptologin
- Zuntz, Günther (1902–1992), deutsch-britischer Klassischer Philologe
- Zuntz, Leonie (1908–1942), deutsche Hethitologin
- Zuntz, Leopold (1813–1874), deutscher Unternehmer
- Zuntz, Nathan (1847–1920), deutscher Physiologe
- Zuntz, Rachel (1787–1874), deutsche Unternehmerin
- Zunz, Edgard (1874–1939), belgischer Pharmakologe
- Zunz, Jack (1923–2018), britischer Bauingenieur
- Zunz, Leopold (1794–1886), deutscher WissenschaftlerLeopold Zunz (1794–1886)

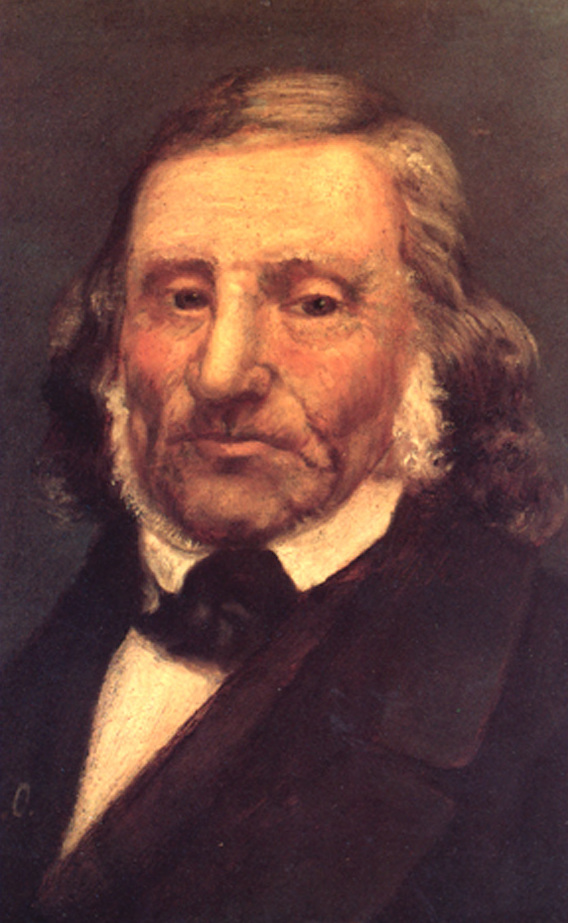
Leopold Zunz (1794–1886)

- Zunzunegui, Fernando (1943–2014), spanischer Fußballspieler
- Zunzunegui, Haritz (* 1975), spanischer Skilangläufer
- Zunzunegui, Juan Antonio de (1901–1982), spanischer Schriftsteller

### Zuo
- Zuo Tianyou (* 1997), chinesischer Eishockeyspieler
- Zuo, Fen (255–300), chinesische Dichterin und Gelehrte der Westlichen Jin-Dynastie
- Zuo, Man (* 1982), chinesische Beachvolleyballspielerin
- Zuo, Qiuming, chinesischer Autor
- Zuo, Zongtang (1812–1885), chinesischer Staatsmann und Militär
- Zuokas, Artūras (* 1968), litauischer Politiker, Mitglied des Seimas, Unternehmer und Journalist
- Zuoza, Rolandas (* 1968), litauischer Politiker

### Zup
- Zupan, Andrej (* 1971), slowenischer Biathlet
- Zupan, Bine (* 1984), slowenischer Skispringer
- Zupan, Ivo (* 1956), jugoslawischer Skispringer
- Zupan, Matjaž (* 1966), slowenischer Skispringer und Skisprungtrainer
- Zupan, Miha (* 1982), slowenischer Basketballspieler
- Zupan, Uroš (* 1963), slowenischer Lyriker, Essayist und Übersetzer
- Župan, Valter (* 1938), kroatischer Geistlicher, emeritierter Bischof von Krk
- Zupan, Vitomil (1914–1987), slowenischer Schriftsteller
- Zupan, Zdravko (1950–2015), serbischer Comiczeichner und Historiker
- Zupanac, Marcus (* 1992), österreichischer Handballspieler
- Zupanc, Daniel (* 1969), österreichischer Fotograf
- Zupanc, Günther K. H. (* 1958), deutscher Neurobiologe
- Županc, Johann (1915–1943), österreichisch-slowenischer Widerstandskämpfer
- Zupanc, Luka (* 2004), slowenischer Stabhochspringer
- Zupančič, Alenka (* 1966), slowenische Philosophin und Sozialtheoretikerin
- Zupančič, Blaž (* 1995), slowenischer Kugelstoßer
- Zupančič, Črtomir (1928–2018), deutscher Physiker, Professor für Physik
- Zupancic, Dean A. (* 1959), Tonmeister
- Zupancic, Dirk (* 1969), deutscher Wirtschaftswissenschaftler und Professor für Management und Management Education
- Zupancic, Kelita (* 1990), kanadische Judoka
- Zupančič, Miran (* 1989), slowenischer Skispringer
- Župančić, Miroslav (* 1949), kroatischer Bildhauer
- Zupančič, Nik (* 1968), slowenischer Eishockeyspieler und -trainer
- Župančič, Oton (1878–1949), slowenischer Schriftsteller und Übersetzer
- Zupancic, Reginald (1905–1999), österreichischer Ordensgeistlicher und Abt des Stiftes Melk (1973–1975)
- Zupančič, Zoran (* 1975), slowenischer Skispringer und Skisprungtrainer
- Županič, Ladislav (1943–2023), tschechischer Schauspieler und Synchronsprecher
- Županič, Niko (1876–1961), jugoslawischer Anthropologe und Politiker
- Zupanovic, Marijo (* 1979), deutscher Handballschiedsrichter
- Zupelli, Vittorio Italico (1859–1945), italienischer Generalleutnant, Politiker, Senator und Minister
- Zuper, Ala (* 1979), belarussische Freestyle-Skierin
- Zupi, Giovanni Battista († 1650), italienischer Astronom, Mathematiker und Priester des Jesuitenordens
- Zupi, Saverio (1914–1983), italienischer Geistlicher, römisch-katholischer Erzbischof und Diplomat des Heiligen Stuhls
- Zupin, Agata (* 1998), slowenische Hürdenläuferin
- Zupitza, Julius (1844–1895), deutscher Anglist
- Zupitza, Maximilian (1868–1938), deutscher Arzt und Offizier
- Zupke, Evelyn (* 1962), deutsche Oppositionelle in der DDR, Bundesbeauftragte für die Opfer der SED-Diktatur
- Zupke, Wolf-Dieter (* 1943), deutscher Politiker (CDU, Pro Berlin)
- Zupko, Ramon (1932–2019), US-amerikanischer Komponist
- Župková, Lenka (* 1970), tschechische Geigerin, Bratschistin und Komponistin
- Župljanin, Stojan (* 1951), bosnischer Polizeichef und mutmaßlicher Kriegsverbrecher
- Żupnik, Aron Hersch (1848–1917), jüdischer Schriftsteller und Verleger
- Zuppardo, Alessandro (* 1959), italienischer Pianist und Chorleiter
- Zuppi, Matteo Maria (* 1955), italienischer Geistlicher und römisch-katholischer Erzbischof von BolognaMatteo Maria Zuppi (* 1955)

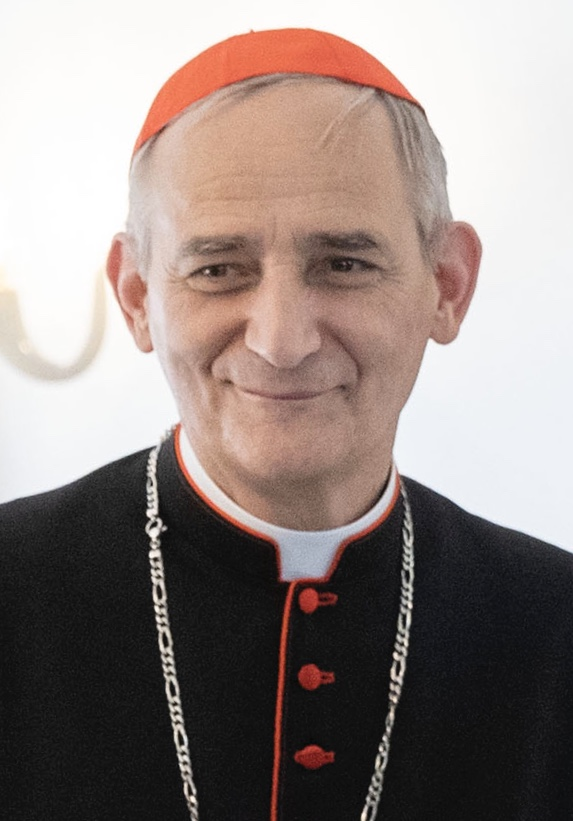
Matteo Maria Zuppi (* 1955)

- Zuppiger, Bruno (1952–2016), Schweizer Politiker (SVP)
- Zuppinger, Ernst (1875–1948), Schweizer Kunstmaler
- Zuppinger, Mabel (1897–1978), schweizerisch-österreichische Journalistin
- Zuppinger, Walter (1814–1889), Schweizer Ingenieur und Erfinder

### Zuq
- Zuqueto, Antônio Eliseu (1928–2016), brasilianischer Ordensgeistlicher und katholischer Bischof von Teixeira de Freitas-Caravelas
- Zuqui, Fernando (* 1991), argentinischer Fußballspieler

### Zur
- Zur, König von Midian
- Zur Bonsen, Rudolf (1886–1952), deutscher Verwaltungsjurist und Regierungspräsident
- Zur Gathen, Heinz von (1924–2001), deutscher Generalleutnant der Bundeswehr
- Zur Gathen, Joachim von (* 1950), deutscher Mathematiker
- Zur Hellen, August Ferdinand Conrad (1790–1860), preußischer Landrat
- Zur Hose, Heinz (* 1925), deutscher Fußballspieler
- Zur Linde, Otto (1873–1938), deutscher Schriftsteller
- Zur Linde, Ralf (* 1969), deutscher Spieleautor
- Zur Linden, Vincent (* 1994), deutscher Theater- und Fernseh-SchauspielerVincent zur Linden (* 1994)

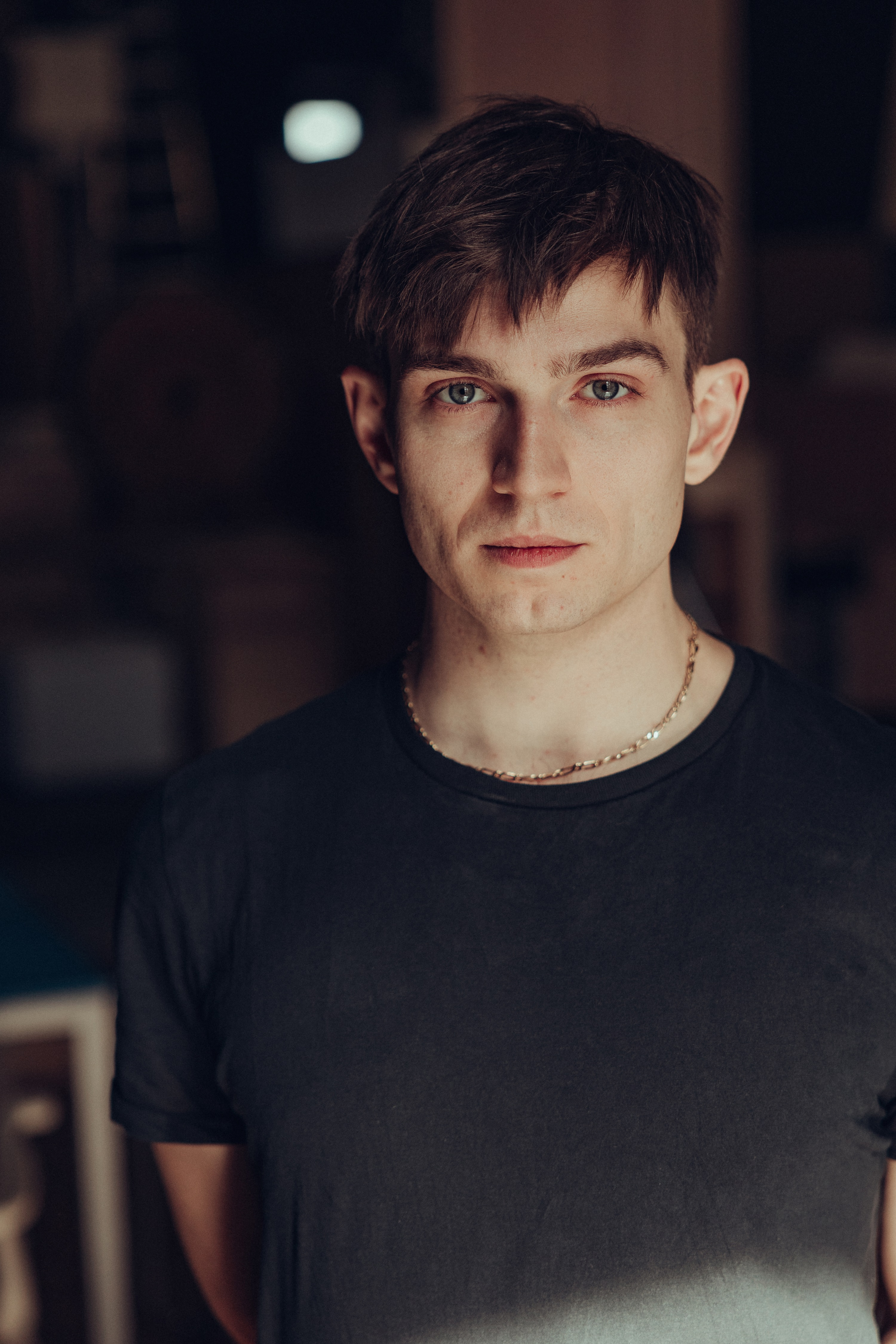
Vincent zur Linden (* 1994)

- Zur Lippe, Armin Prinz (1924–2015), deutscher Unternehmer, Oberhaupt des Hauses Lippe (1949–2015)
- Zur Lippe, Friedrich Wilhelm (1890–1938), deutscher Volkskundler und Rassenforscher
- Zur Megede, Ekkehard (1926–2005), deutscher Sportjournalist und Publizist
- Zur Megede, Friedrich-Carl (1921–2003), deutscher Jurist
- Zur Megede, Hans (1811–1882), Landrat, Reichstagsabgeordneter
- Zur Megede, Johannes Richard (1864–1906), deutscher Schriftsteller
- zur Megede, Marie (1855–1930), deutsche Schriftstellerin
- Zur Mühlen, Bengt von (1932–2016), deutscher Filmproduzent und Autor
- Zur Mühlen, Bernt Ture von (1939–2021), deutscher Buchwissenschaftler
- Zur Mühlen, Heinrich von (1908–1994), deutscher Ministerialbeamter
- Zur Mühlen, Heinz von (1914–2005), deutsch-baltischer Historiker
- Zur Mühlen, Hermynia (1883–1951), österreichische Schriftstellerin und ÜbersetzerinHermynia Zur Mühlen (1883–1951)

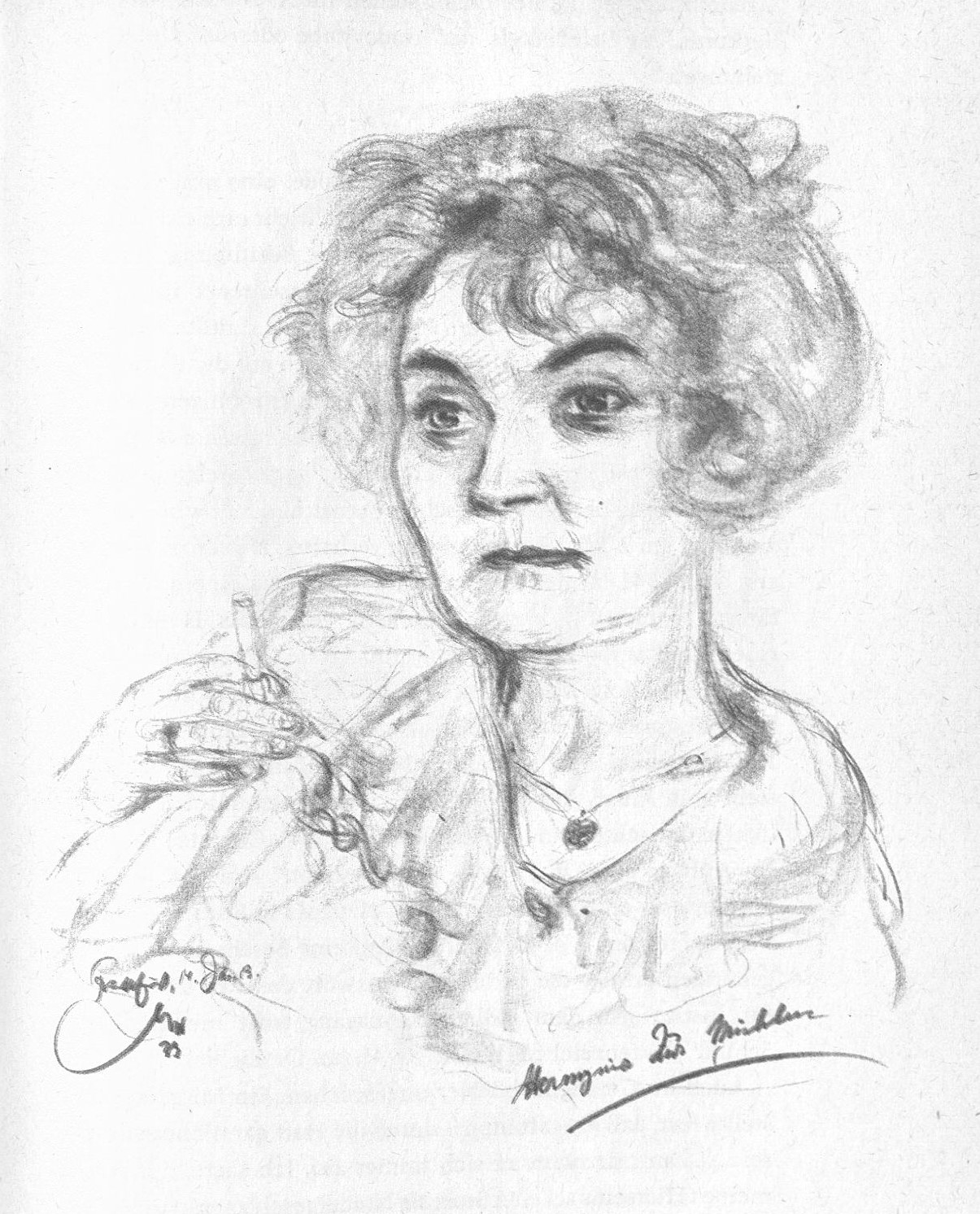
Hermynia Zur Mühlen (1883–1951)

- Zur Mühlen, Ilse von (* 1962), deutsche Kunsthistorikerin
- Zur Mühlen, Irmgard von (* 1936), deutsche Dokumentarfilmerin und Regisseurin
- Zur Mühlen, Johannes Hermann Gottfried (1762–1840), dänischer Pastor
- Zur Mühlen, Jürgen (* 1960), deutscher Konteradmiral
- zur Mühlen, Karl-Heinz (1935–2012), deutscher evangelischer Theologe und Hochschullehrer für Kirchengeschichte
- Zur Mühlen, Kristina (* 1969), deutsche Moderatorin
- Zur Mühlen, Leo von (1888–1953), deutscher Geologe
- Zur Mühlen, Michael von (* 1979), deutscher Opern- und Theaterregisseur
- Zur Mühlen, Patrik von (1942–2023), deutscher Historiker
- zur Mühlen, Peter (* 1945), deutscher Unternehmer
- Zur Mühlen, Raimund von (1854–1931), deutscher Sänger (Tenor) und Gesangslehrer
- Zur Mühlen, Rainer von (* 1943), deutscher Sicherheitsberater und -planer für Unternehmen, Fachbuchautor, Verleger und Herausgeber
- Zur Mühlen, Rudolf Julius von (1845–1913), deutschbaltischer Historien-, Porträt- und Landschaftsmaler sowie Grafiker der Münchner und Düsseldorfer Schule
- Zur Mühlen, Wilhelm von (1792–1847), Kaiserlich Russischer Generalmajor und Träger des Ordens Pour le Mérite
- Zur Nedden, Dietrich (1961–2022), deutscher Schriftsteller und Publizist
- Zur Nedden, Felix (1916–2013), deutscher Architekt, Stadtplaner und kommunaler Baubeamter, Sachbuchautor
- zur Nedden, Franz (1881–1954), deutscher Ingenieur und Schriftleiter
- Zur Nedden, Martin (* 1952), deutscher Stadtplaner
- zur Nedden, Otto C. A. (1902–1994), deutscher Autor, Dramaturg, Theaterwissenschaftler, Musikhistoriker, Hochschullehrer und Herausgeber
- Zur Nieden, Alfred (1868–1957), preußischer Verwaltungsbeamter, Polizeipräsident, Landrat und Oberregierungsrat
- zur Nieden, Eckart (* 1939), christlicher Journalist beim Evangeliumsrundfunk, Autor von Hörspielen und BüchernEckart zur Nieden (* 1939)

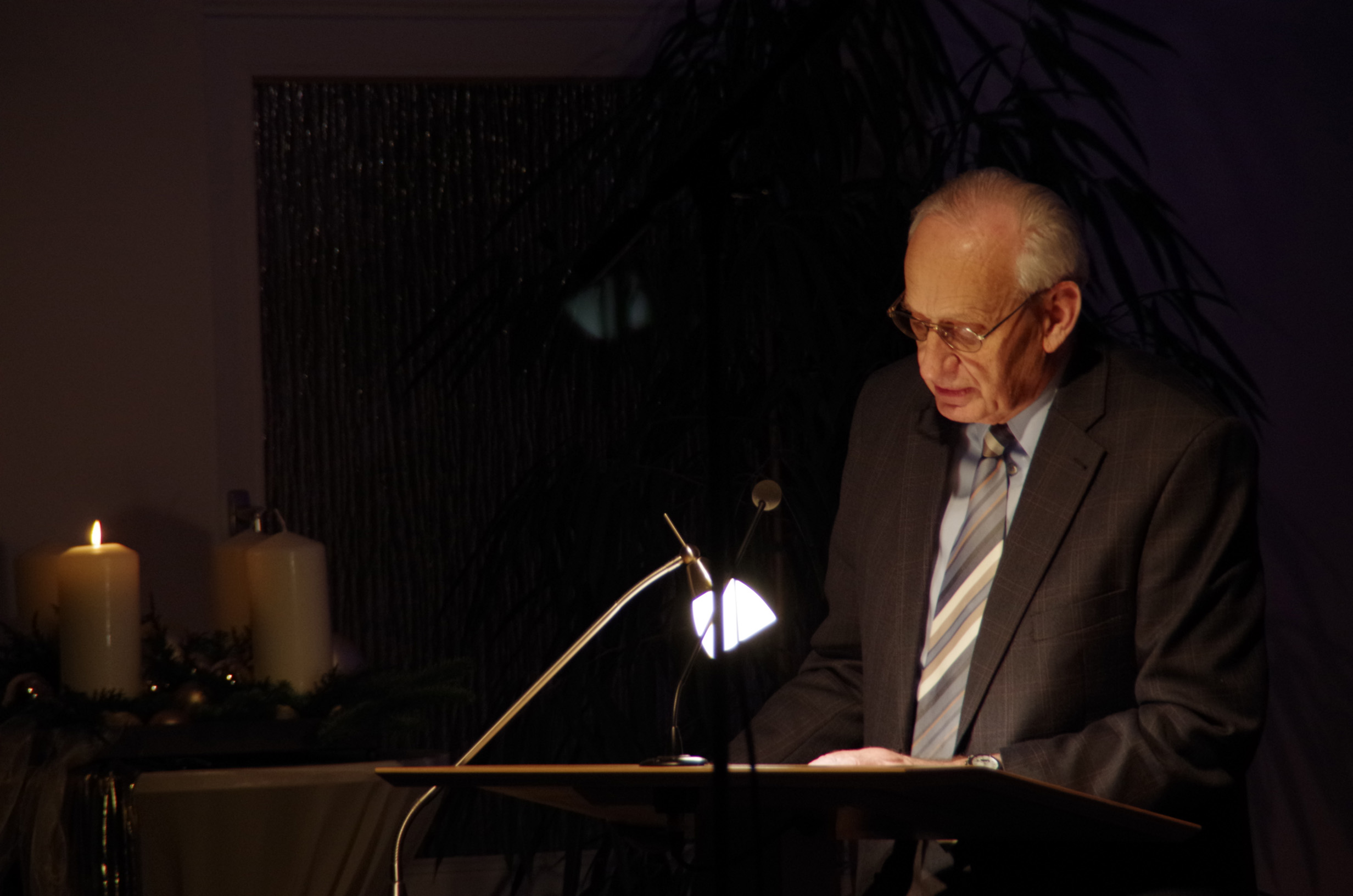
Eckart zur Nieden (* 1939)

- zur Nieden, Ernst (1903–1974), deutscher evangelischer Geistlicher
- Zur Nieden, Günter (* 1944), deutscher Architekt und Künstler
- Zur Nieden, Ida (1886–1981), deutsche Schauspielerin und Opernsängerin (Alt)
- Zur Nieden, Julius (1837–1910), preußischer Baubeamter, Eisenbahn-Bauingenieur und Fachautor
- Zur Nieden, Wilhelm (1878–1945), deutscher Ingenieur und Widerstandskämpfer des 20. Juli 1944
- zur Strassen, Hermann (1927–2019), deutscher Bildhauer
- zur Strassen, Melchior (1832–1896), deutscher Bildhauer
- Zur Strassen, Richard (1926–2013), deutscher Entomologe
- Zur Westen, Heinrich Anton Alexander von (1784–1843), preußischer Generalmajor und zuletzt Kommandant der Festung Cosel
- Zur, Britta (* 1980), deutsche JuristinBritta Zur (* 1980)

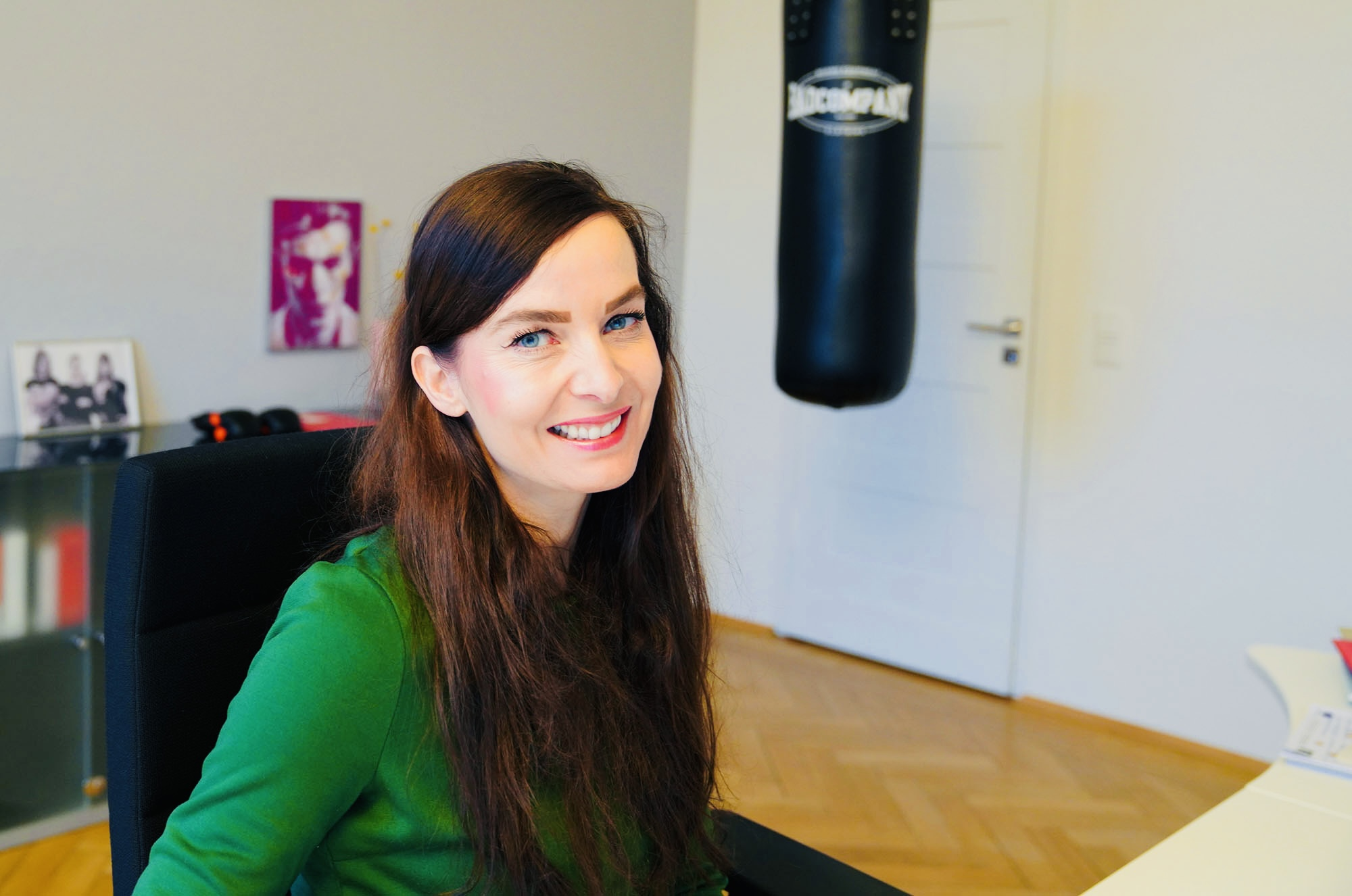
Britta Zur (* 1980)

- Zur, Georg (1930–2019), deutscher Geistlicher, römisch-katholischer Erzbischof, Diplomat des Heiligen Stuhls
- Zur, Inon (* 1965), israelisch-amerikanischer Komponist
- Zur, Ja’akov (* 1937), israelischer Politiker und Minister
- Zur, Rami (* 1977), US-amerikanischer Kanusportler
- Zur, Se’ew (1911–1994), israelischer Politiker
- Zur, Yaakov (1924–2013), israelischer Historiker und Hochschullehrer
- Zurabishvili, Zurab (* 1973), georgischer Opernsänger (Tenor)
- Zuraitis, Nicole (* 1985), amerikanische Jazzmusikerin (Gesang, Piano, Songwriting, Arrangement)
- Žuraj, Vito (* 1979), slowenischer Komponist
- Zurakowska, Dianik (1947–2011), belgische Schauspielerin
- Žurauskaitė, Lidia (* 1999), russisch-litauische Biathletin
- Žurauskas, Artūras (* 1961), litauischer Verwaltungsjurist und Diplomat
- Żuraw, Dariusz (* 1972), polnischer Fußballspieler und -trainer
- Zuraw, Natascha (* 1977), deutsche Fernsehmoderatorin
- Zurawski, Alfons (1914–1942), deutscher römisch-katholischer Offizier und Märtyrer
- Żurawski, Jan (1932–2023), polnischer Ringer und Ringernationaltrainer
- Żurawski, Maciej (* 1976), polnischer Fußballspieler
- Zurawsky, Martin (* 1990), deutscher Fußballspieler
- Zurba, Vytautas (1950–2017), litauischer Politiker (LVŽS)
- Zurbarán, Francisco de (1598–1664), spanischer Maler
- Zurbarán, Juan de (1620–1649), spanischer Stilllebenmaler des Barock
- Zürbig, Jürgen (1944–2014), deutscher Chemiker
- Zurborn, Ernst-August (* 1950), deutscher Regisseur
- Zurborn, Wolfgang (* 1956), deutscher Fotograf
- Zurbriggen, Andreas (* 1986), Schweizer Komponist, Musikpublizist und Journalist
- Zurbriggen, Anina (* 2003), bulgarisch-schweizerische Skirennläufer
- Zurbriggen, Bernadette (* 1956), Schweizer SkirennläuferinBernadette Zurbriggen (* 1956)

Bernadette Zurbriggen (* 1956)

- Zurbriggen, Elia (* 1990), Schweizer Skirennfahrer
- Zurbriggen, Gustavo Gabriel (* 1963), argentinischer römisch-katholischer Geistlicher, Bischof von Concordia
- Zurbriggen, Hans (1920–1950), Schweizer Skisportler
- Zurbriggen, Heidi (* 1967), Schweizer Skirennfahrerin
- Zurbriggen, Heinrich (1918–1982), Schweizer Offizier und Skisportler
- Zurbriggen, Laura (* 1995), Schweizer Moderatorin und Model
- Zurbriggen, Matthias (1856–1917), Schweizer Bergsteiger, Bergführer
- Zurbriggen, Peter (1943–2022), Schweizer römisch-katholischer Bischof
- Zurbriggen, Pirmin (* 1963), Schweizer SkirennfahrerPirmin Zurbriggen (* 1963)

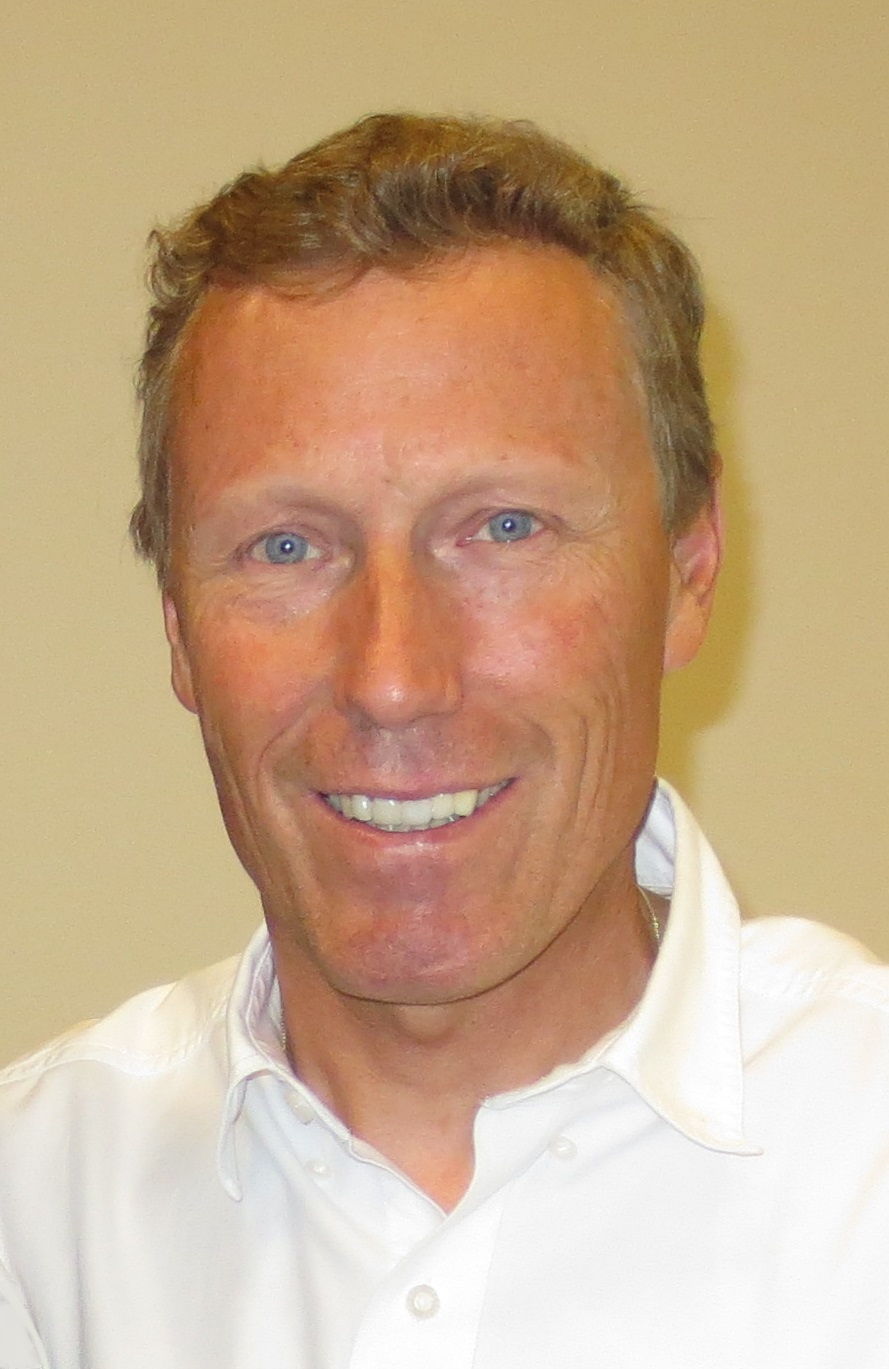
Pirmin Zurbriggen (* 1963)

- Zurbriggen, Robert (1917–1952), Schweizer Offizier und Skisportler
- Zurbriggen, Roger (* 1966), Schweizer Geologe und Politiker (CVP)
- Zurbriggen, Silvan (* 1981), Schweizer Skirennfahrer
- Zurbriggen, Werner (1931–1980), Schweizer Künstler
- Zurbrügg, Christina (* 1961), Schweizer Sängerin, Jodlerin und Filmregisseurin
- Zurbrügg, Fritz (* 1960), Schweizer Wirtschaftswissenschaftler
- Zurbrügg, Hans (* 1944), Schweizer Hotelunternehmer und Musikproduzent, ehemaliger Jazzmusiker
- Zurbrügg, Rolf (* 1971), Schweizer Skibergsteiger und Skilangläufer
- Zurbrügg, Sandro (* 2002), Schweizer Skirennläufer
- Zurbrüggen, Annette (* 1968), deutsche Juristin und Richterin
- Zurbrüggen, Willi (* 1949), deutscher Schriftsteller und Übersetzer
- Zurbuchen, Fritz (* 1920), Schweizer Skilangläufer
- Zurbuchen, Sandra (* 1985), Schweizer Unihockeyschiedsrichterin
- Zurbuchen, Thomas (* 1968), schweizerisch-US-amerikanischer AstrophysikerThomas Zurbuchen (* 1968)

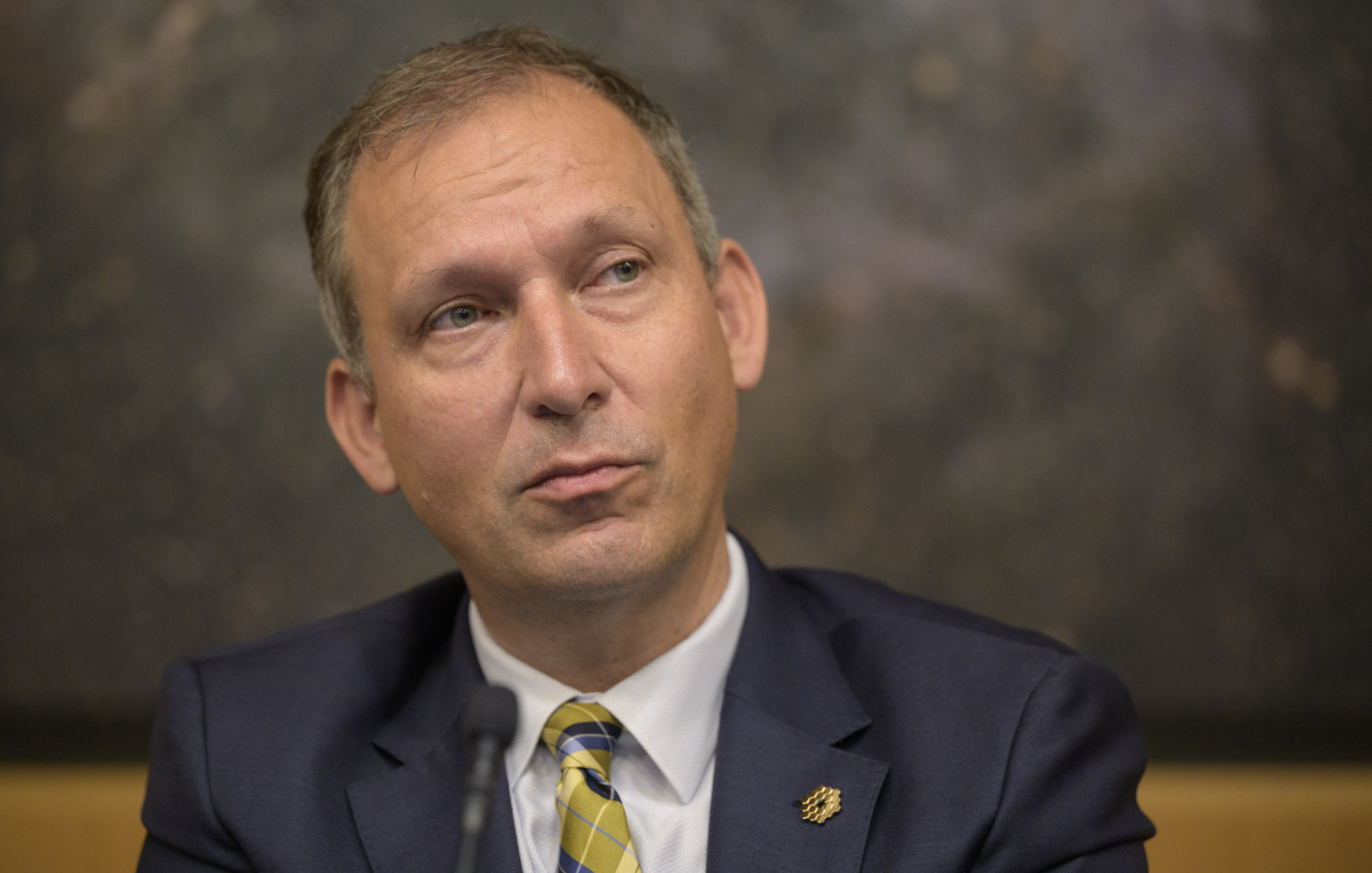
Thomas Zurbuchen (* 1968)

- Zurburg, Carl (1859–1928), Schweizer Rechtsanwalt und Politiker
- Zürch, Holger (* 1967), deutscher Autor, Publizist und Journalist
- Zürcher, Adolf Friedrich (1820–1888), Schweizer Politiker, Arzt und Richter
- Zürcher, Alfred (1889–1979), Schweizer Bergsteiger
- Zurcher, Amélie (1858–1947), französische Begründerin des elsässischen Kalibergbaus
- Zürcher, Christoph (* 1967), Schweizer Politikwissenschaftler und Hochschullehrer
- Zürcher, Dorothe (* 1973), Schweizer Schriftstellerin
- Zürcher, Emil (1850–1926), Schweizer Jurist und Politiker (DP)
- Zürcher, Erik (1928–2008), niederländischer Sinologe
- Zürcher, Erik-Jan (* 1953), niederländischer TurkologeErik-Jan Zürcher (* 1953)

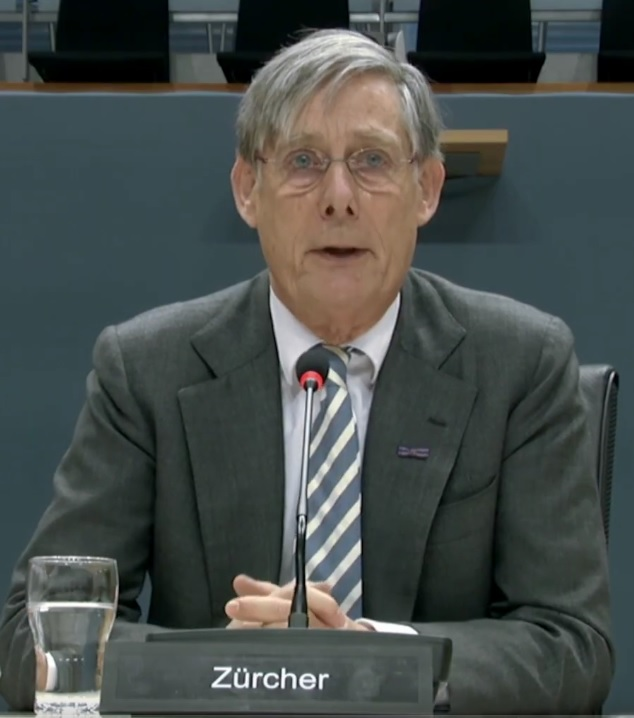
Erik-Jan Zürcher (* 1953)

- Zürcher, Felicitas (* 1973), Schweizer Dramaturgin
- Zürcher, Fritz (1845–1920), Schweizer Textilunternehmer und Politiker
- Zürcher, Gebhard (1701–1781), Schweizer Gemeindepräsident, Landvogt, Regierungsmitglied, Landammann und Tagsatzungsgesandter
- Zürcher, Jakob (1739–1808), Schweizer Textilunternehmer und Ratsherr
- Zürcher, Johann (1831–1892), Schweizer Ingenieur und Politiker
- Zürcher, Johann (1908–1974), Schweizer Musikerjurist
- Zürcher, Josephine (1866–1932), schweizerisch-deutsche Ärztin
- Zürcher, Maja (1945–1997), Schweizer Holzschneiderin und Malerin
- Zürcher, Markus (1946–2013), Schweizer Künstler
- Zürcher, Martin (* 1982), Schweizer Film- und Theaterschauspieler
- Zürcher, Micha (* 1999), Schweizer Unihockeyspieler
- Zürcher, Paul (1893–1980), deutscher Jurist und Politiker (BCSV, CDU)
- Zürcher, Ramon (* 1982), Schweizer Filmregisseur, Drehbuchautor, Filmeditor und FilmproduzentRamon Zürcher (* 1982)

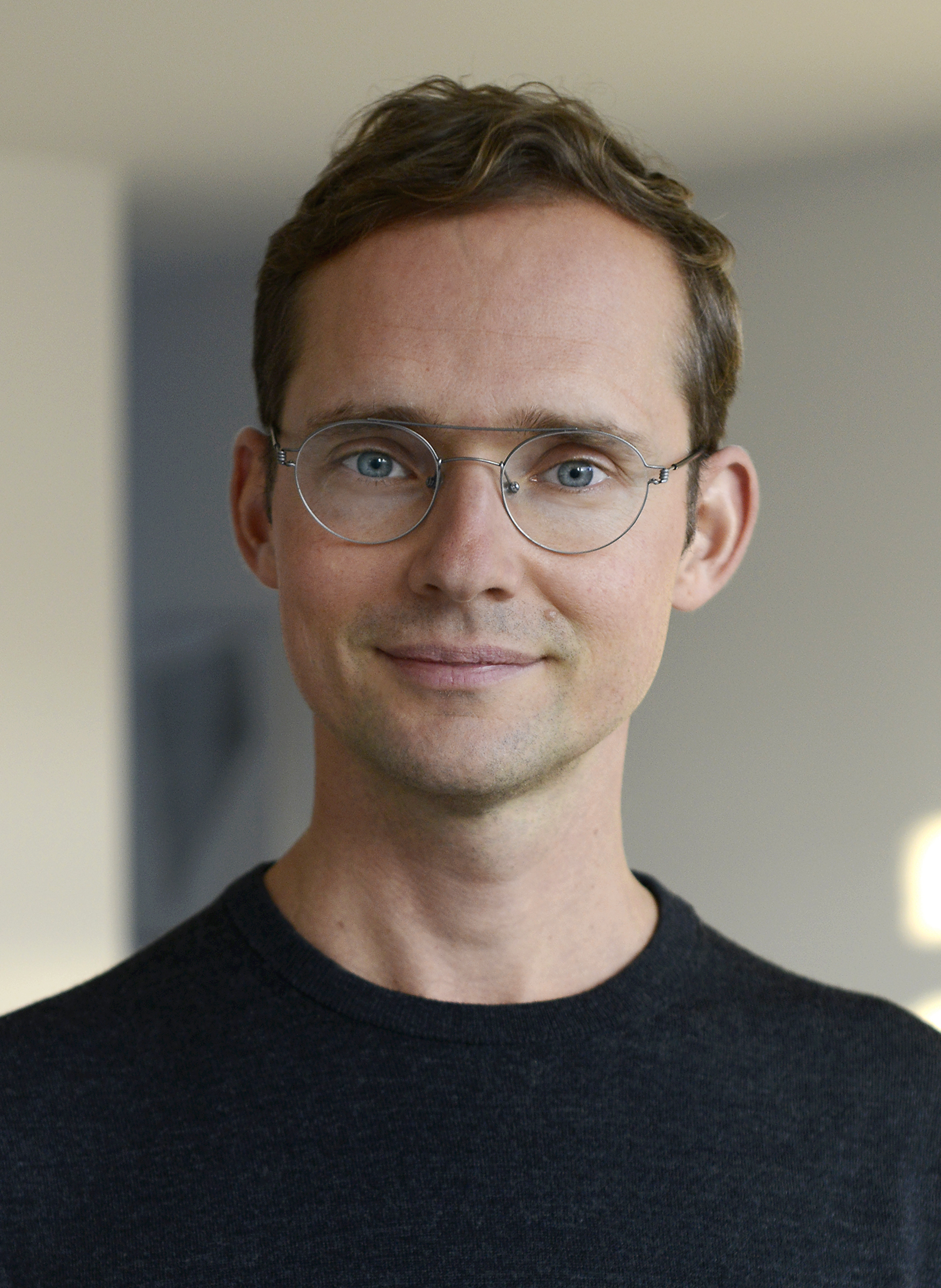
Ramon Zürcher (* 1982)

- Zürcher, Regula (* 1969), Schweizer Sprinterin und Mittelstreckenläuferin
- Zürcher, Silvan (* 1982), Schweizer Filmproduzent, Filmregisseur und Drehbuchautor
- Zürcher, Stefan (* 1945), Schweizer Stuntman und Filmproduzent
- Zürcher, Tom (* 1966), Schweizer Schriftsteller und Werbetexter
- Zürcher, Urs (* 1963), Schweizer Schriftsteller und Historiker
- Zürcher, Walter (1934–2007), Schweizer Esoteriker
- Zürcher, Zeno (1936–2008), Schweizer Kulturschaffender
- Zürcher-Allenbach, Stefan (* 1967), Schweizer Geistlicher, Bischof der evangelisch-methodistischen Kirche (EMK) in Mittel- und Südeuropa
- Zürcher-Deschwanden, Johann Melchior (1821–1902), Schweizer Arzt und Missionar
- Zürcher-Schlüter, Ruth (1913–2010), Schweizer Kostümbildnerin, Textilkünstlerin und Hinterglasmalerin
- Zürcher-Siebel, Johanna (1873–1939), Schweizer Lehrerin, Schriftstellerin und Lyrikerin
- Zureik, Constantin (1909–2000), syrischer Geschichtswissenschaftler
- Žůrek, Jan (* 1976), deutsch-tschechischer Eishockeyspieler
- Zurek, Jimmy (* 1971), österreichischer Sänger, Zeichner, Installations-, Video- und Objektkünstler und Autor
- Žurek, Maryan (1889–1943), deutscher Maler und Bildhauer
- Zurek, Patrick James (* 1948), US-amerikanischer römisch-katholischer Geistlicher, Bischof von Amarillo
- Zurek, Peter (1943–2013), österreichischer Journalist
- Zurek, Teresa (* 1998), deutsche Leichtathletin
- Zurek, Wojciech (* 1951), polnisch-US-amerikanischer Physiker
- Zurenko, Lessja (* 1989), ukrainische Tennisspielerin
- Zurer, Ayelet (* 1969), israelische Schauspielerin
- Zurfluh, Auguste (1871–1941), französischer Gitarrist, Harfenist, Komponist und Musikverleger
- Zurfluh, Christina (* 1961), Schweizer Künstlerin
- Zurfluh, Kurt (1949–2017), Schweizer Fernseh- und Hörfunkmoderator
- Zurfluh, Werner (1945–2008), Schweizer Bewusstseins- und Klartraum-Forscher
- Žurga, Tom (* 1998), slowenischer Fußballspieler
- Zurgeist, Hermann (1588–1651), Abt des Benediktinerklosters Liesborn (1620–1651)
- Zurgilgen, Elisabeth (* 1955), Schweizer Autorin und Hochschuldozentin
- Žurgina, Laima (* 1943), lettische Dokumentarfilmregisseurin und Drehbuchautorin
- Zurhausen, Christina (* 1981), deutsche Jazzmusikerin (Gitarre, Komposition)
- Zurheide, Burkhard (* 1958), deutscher Politiker (FDP), MdB
- Zurhelle, Erich (1881–1952), deutscher Gynäkologe und ehemaliger ärztlicher Direktor am Luisenhospital Aachen
- Zurhelle, Georg (1790–1875), deutscher Kaufmann und Politiker
- Zurhorst, Eva-Maria (* 1962), deutsche Journalistin, Autorin, Beziehungscoach und Bestsellerautorin
- Zurhorst, Meinolf (* 1953), deutscher Journalist, Sachbuchautor und Filmproduzent
- Zuriato, Claudia (* 1974), italienische Malerin
- Zürich von Stetten, Ordensritter, Deutschmeister
- Züricher, Bertha (1869–1949), Schweizer Malerin, Holzschnitzerin und Schriftstellerin
- Züricher, Gertrud (1871–1956), Schweizer Künstlerin und Volkskundlerin
- Züricher, Ulrich Wilhelm (1877–1961), Schweizer Maler, Grafiker, Kunstpädagoge, Dichter und Schriftsteller
- Zurick, Sam (* 1975), US-amerikanischer Emo- und Indie-Rock-Bassist
- Zurilo, Juri Alexejewitsch (* 1946), russischer Schauspieler
- Žurinskas, Ričardas (* 1962), litauischer Politiker, Mitglied des Seimas
- Zurita Cavero, Julieta (* 1953), bolivianische Philologin für Quechua, Erziehungswissenschaftlerin, Schriftstellerin, Dichterin und Übersetzerin
- Zurita, Cristian Rodrigo (* 1979), argentinischer Fußballspieler
- Zurita, Jeronimo (1512–1580), spanischer Historiker
- Zurita, Juan (1917–2000), mexikanischer Boxer
- Zurita, Manuel Fernando, nicaraguanischer Jurist und Politiker
- Zurita, Raúl (* 1950), chilenischer Dichter, Universitätsprofessor und Ingenieur
- Zurke, Bob (1912–1944), US-amerikanischer Jazz-Pianist, Komponist und Bandleader
- Zurkinden, Irène (1909–1987), Schweizer MalerinIrène Zurkinden (1909–1987)

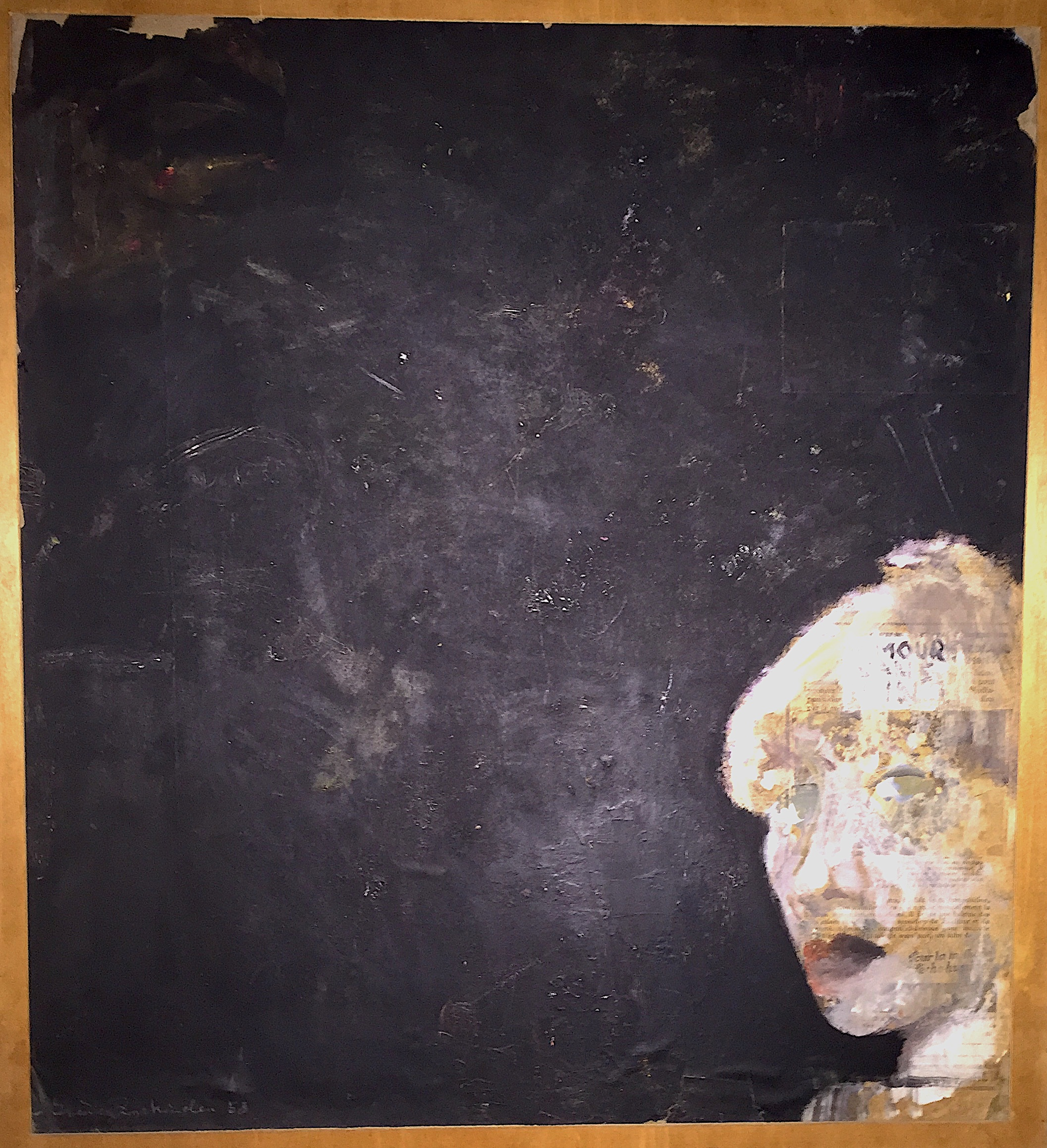
Irène Zurkinden (1909–1987)

- Zurkinden, Niklaus (1506–1588), Schweizer Politiker
- Zurkinden, Odilo (1888–1972), Schweizer Benediktiner
- Zurkirchen, Bruno (* 1948), Schweizer Architekt
- Zurkirchen, Josef (1900–1993), österreichischer Heimatforscher
- Zurkirchen, Peter (* 1970), Schweizer Politiker (CVP)
- Zurkirchen, Sandro (* 1990), Schweizer Eishockeytorhüter
- Zurkowski, Mario (* 1988), deutscher Basketballtrainer
- Żurkowski, Szymon (* 1997), polnischer Fußballspieler
- Zurl, Jacob (* 1988), österreichischer Extremsportler
- Zurla, Placido (1769–1834), italienischer Ordensgeistlicher, Kardinal und Kardinalvikar
- Zurlauben, Anton II. (1505–1586), Söldnerführer im französischen Dienst
- Zurlauben, Beat Fidel (1720–1799), letzter männliche Nachkomme der Familie Zurlauben
- Zurlauben, Beat Heinrich Josef (1663–1706), Schweizer Soldat in französischen Diensten
- Zurlauben, Fidel (1675–1731), Schweizer Politiker in der Stadt Zug
- Zurlauben, Maria Euphemia (1657–1737), Schweizer Äbtissin und Archivarin
- Zurlauben, Maria Ursula (1651–1727), Schweizer Äbtissin und Priorin
- Zurlauben, Plazidus (1646–1723), Fürstabt des Klosters Muri
- Zurletti, Michelangelo (* 1937), italienischer Musikkritiker, Dirigent und Musikpädagoge
- Zurli, Guido (1929–2009), italienischer Filmregisseur
- Zurlinden, Émile Auguste (1837–1929), französischer General und Kriegsminister
- Zurlini, Valerio (1926–1982), italienischer Filmregisseur und Drehbuchautor
- Zurlo, Federico (* 1994), italienischer Radrennfahrer
- Zurloni, Matteo (* 2002), italienischer Speedkletterer
- Zurmühl, Rudolf (1904–1966), deutscher Mathematiker
- Zurmühl, Sabine (* 1947), deutsche Publizistin, Journalistin und Mediatorin
- Zurmühle, Mark (* 1953), Schweizer Schauspieler, Regisseur und Intendant
- Zurmühle, Martin (1956–2024), Schweizer Architekt, Fotograf, Ausbilder, Autor von Fotolehrbüchern und Verleger
- Zurmühle, Otto (1894–1974), Schweizer Musikpädagoge, Dirigent und Arrangeur
- Zurmühlen, Heinrich (1881–1934), Landtagsabgeordneter Waldeck
- Zurmühlen, Heinrich von (1776–1849), deutscher Landwirt und Politiker
- Zurmühlen, Jodocus (1747–1830), Domdechant und Domherr in Münster
- Zurmühlen, Paul (1828–1897), Friedensrichter, Reichstagsabgeordneter
- Zürn, David III. (* 1665), mährischer Architekt und Steinmetz
- Zürn, Franz (1909–1972), deutscher Grünland- und Futterbauwissenschaftler
- Zürn, Georg von (1834–1884), Bürgermeister von Würzburg
- Zürn, Hans (1936–2020), deutscher Schauspieler
- Zürn, Hans der Ältere, deutscher Bildhauer
- Zürn, Hans der Jüngere, deutscher Bildhauer
- Zürn, Hartwig (1916–2001), deutscher Prähistoriker und Landeskonservator
- Zürn, Johannes (1866–1913), deutscher Geistlicher und Politiker, MdR
- Zürn, Jörg, deutscher Bildhauer und Schnitzer
- Zürn, Martin, deutscher Bildhauer des Barock
- Zürn, Maximilian (1871–1943), deutscher Generalmajor
- Zürn, Michael (* 1959), deutscher Politikwissenschaftler
- Zürn, Unica (1916–1970), deutsche Zeichnerin und Prosa-Schriftstellerin
- Zürn, Walter (* 1937), deutscher Physiker und Seismologe
- Zürndorfer, Hannele (1925–2023), deutsche Autorin
- Zürndorfer, Josef (1888–1915), deutscher Jagdflieger im Ersten Weltkrieg
- Zürneck, Helmut (1936–2014), deutscher Ingenieur und Professor für Elektrotechnik
- Zürner, Adam Friedrich (1679–1742), deutscher evangelischer Pfarrer und Kartograph
- Zürner, Albert (1890–1920), deutscher Wasserspringer
- Zürner, Christian (* 1968), deutscher Jazzbassist und Kulturpädagoge
- Zürner, Klaus (1932–2010), deutscher Maler und Grafiker
- Zürner, Renate (1930–2014), deutsche Malerin und Grafikerin
- Zuroff, Efraim (* 1948), israelischer Historiker US-amerikanischer AbstammungEfraim Zuroff (* 1948)

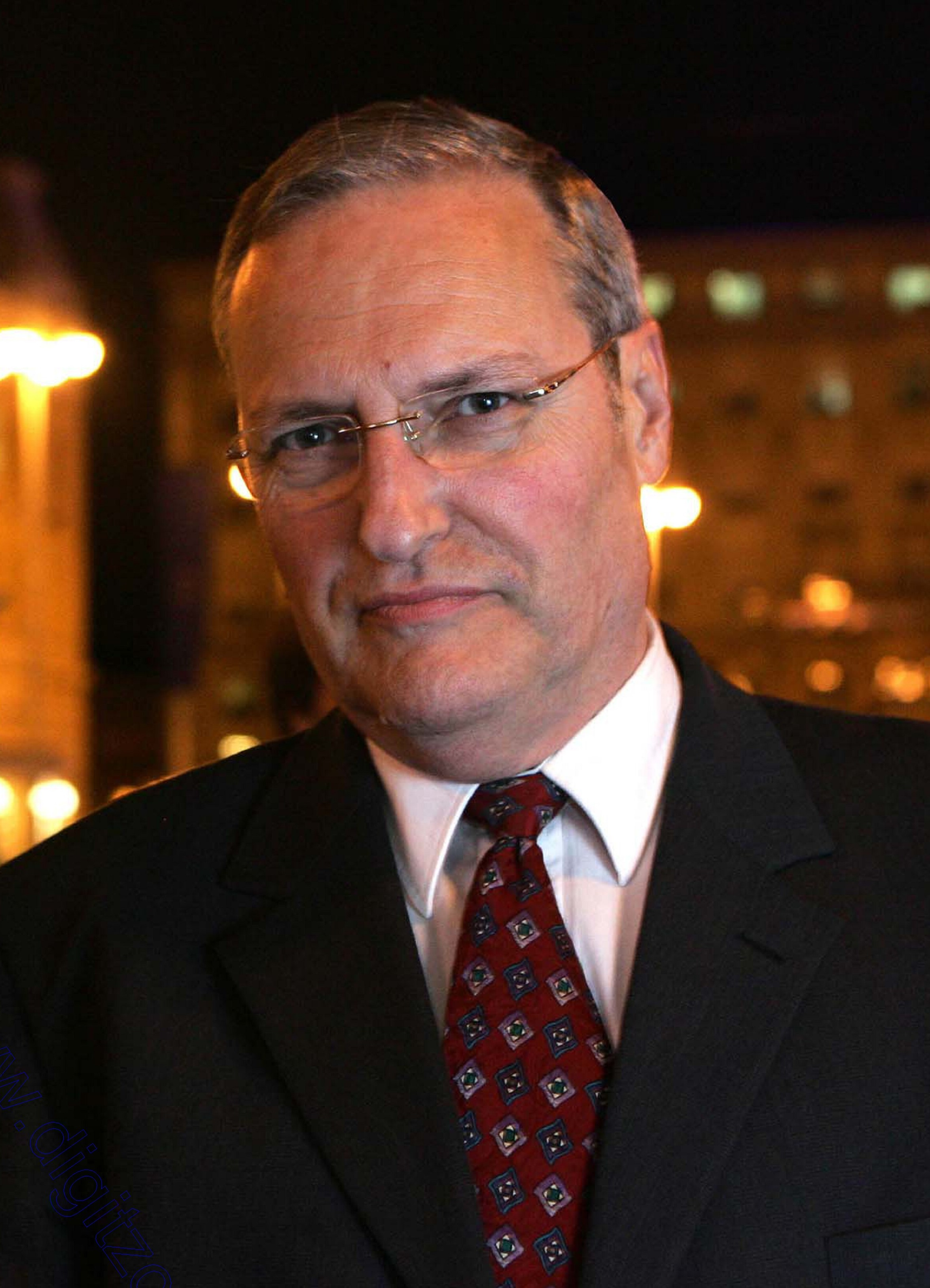
Efraim Zuroff (* 1948)

- Zuroweste, Albert Rudolph (1901–1987), US-amerikanischer Geistlicher und römisch-katholischer Bischof von Belleville
- Żurowska, Teresa (* 1956), österreichisch-polnische Handballspielerin
- Zürrer, Christoph (* 1969), Schweizer Politiker
- Zurrer, Emily (* 1987), kanadische Fußballspielerin
- Zürrer, Peter (* 1937), Schweizer Sprachwissenschafter
- Zurria, Manuel (* 1962), italienischer Flötist
- Zurrón, Vicente (1871–1915), spanischer Pianist und Komponist
- Zurstiege, Guido (* 1968), deutscher Medienwissenschaftler
- Zurstraßen, Annette (1956–2006), deutsche Historikerin
- Zurstrassen, Félix (* 1987), belgischer Fusion- und Jazzmusiker (Bass)
- Zurstraßen, Ludger (1731–1798), deutscher Geistlicher, Priester und Abt des Klosters Liesborn
- Zurtaweli, Iakob, georgischer Schriftsteller und Priester
- Zürtz, Alfred (1884–1957), Landtagsabgeordneter Volksstaat Hessen
- Zurukzoglu, Stavros (1896–1966), griechisch-schweizerischer Arzt
- Zurwehme, Dieter (1942–2020), deutscher Serienmörder
- Zurwonne, Josche (* 1989), deutscher Badmintonspieler
- Zurzumia, Nugsari (1997–2024), georgischer Ringer
- Zurzycki, Jan (1925–1984), polnischer Botaniker

### Zus
- Zusak, Markus (* 1975), deutsch-australischer SchriftstellerMarkus Zusak (* 1975)

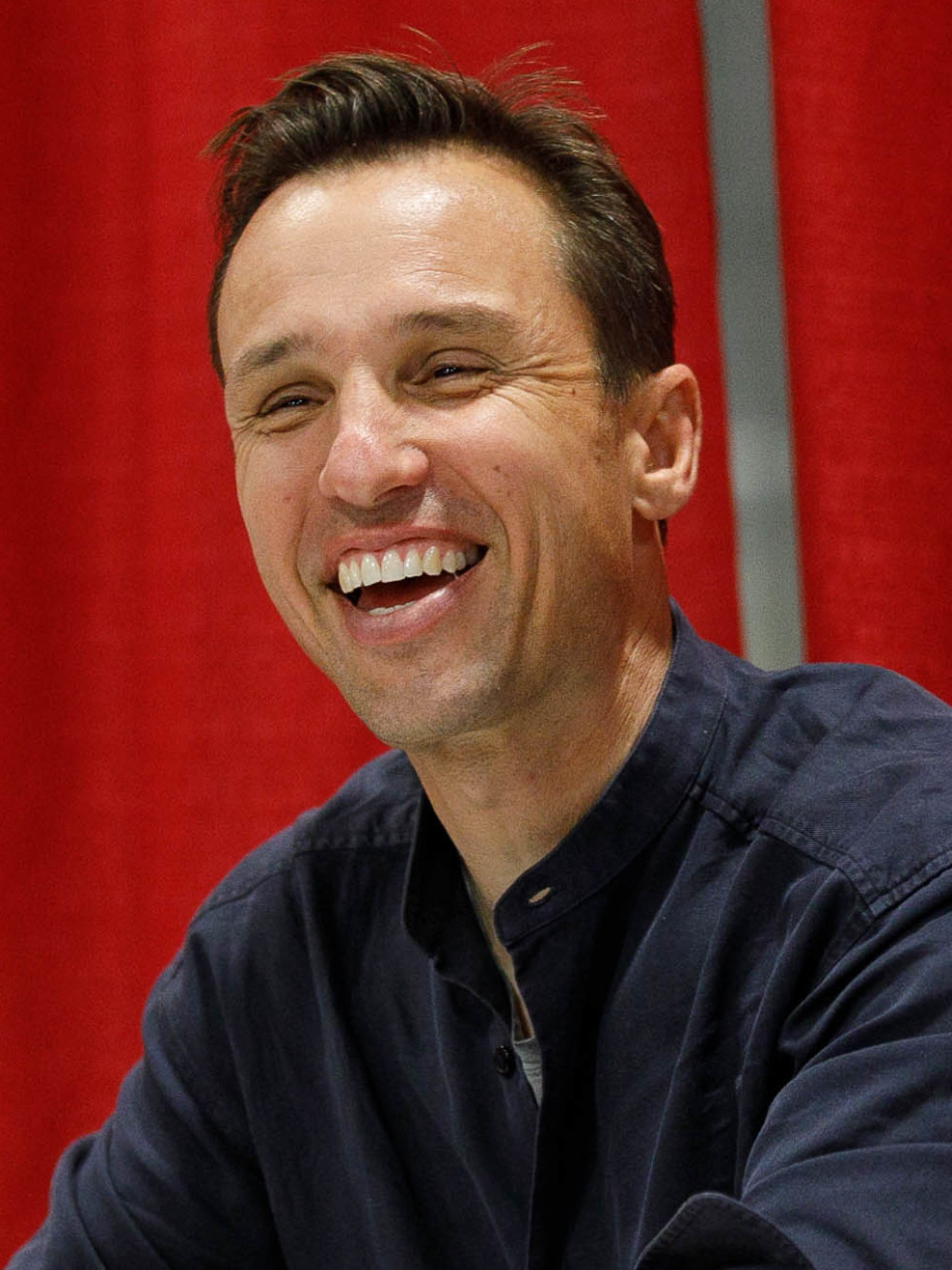
Markus Zusak (* 1975)

- Zusanek, Harald (1922–1989), österreichischer Schriftsteller
- Zusch, Johannes (1801–1835), deutscher Beamter und Mitglied der kurhessischen Ständeversammlung
- Zusch, Justus Heinrich (1783–1850), deutscher Maler, Zeichner und Hochschullehrer
- Zuschko, Wassyl (* 1963), ukrainischer Politiker, ehemaliger Innen- und Wirtschaftsminister der Ukraine
- Zuschlag, Christoph (* 1964), deutscher Kunsthistoriker und Hochschullehrer
- Zuschlag, Friedrich (1910–1940), deutscher Verwaltungsjurist und Landrat
- Zuschlag, Georg (1814–1877), Mitglied der kurhessischen Ständeversammlung
- Zuschlag, Marcel (* 1993), deutscher Schauspieler
- Zuschneid, Hanna (1922–2010), deutsche Turnerin
- Zuschneid, Karl (1854–1926), deutscher Musikpädagoge und Komponist
- Zuschrader, Harald (* 1944), österreichischer Komponist und Musiker
- Zuse, Horst (* 1945), deutscher Informatiker und Hochschullehrer
- Zuse, Konrad (1910–1995), deutscher Ingenieur und Computerpionier; Erfinder des ersten funktionstüchtigen ComputersKonrad Zuse (1910–1995)

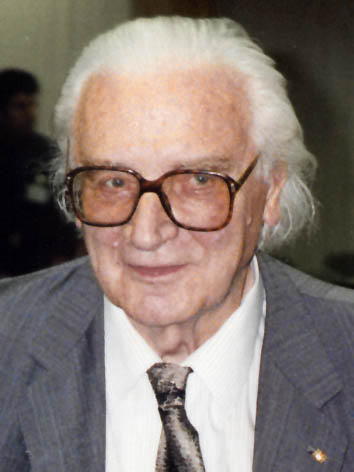
Konrad Zuse (1910–1995)

- Zusemschneider, Ulrich († 1632), Biberbacher Pfarrer, von schwedischen Landsknechten ermordet
- Zušēvica, Lauma (* 1954), US-amerikanische lutherische Geistliche, Erzbischöfin der Lettischen Evangelisch-Lutherischen Kirche im Ausland
- Zushi, Hideo (1933–2016), japanischer Schriftsteller
- Zusi, Graham (* 1986), US-amerikanischer Fußballspieler
- Zusi, Richard (1930–2024), US-amerikanischer Ornithologe
- Žūsinaitė-Nekriošienė, Vaida (* 1988), litauische Langstreckenläuferin
- Zuske, Stanislaus (1903–1942), deutscher römisch-katholischer Geistlicher und Märtyrer
- Zuslaini, Mohd Zafril (* 1985), malaysischer Sprinter
- Züsli, Beat (* 1963), Schweizer Politiker (SP)
- Zusner, Vinzenz (1804–1874), österreichischer Dichter und Unternehmer
- Zuson, Dietmar (* 1967), österreichischer Filmtonmeister
- Zussman, Joel (1910–1982), israelischer Jurist, Richter
- Züst, Andreas (1947–2000), Schweizer Fotograf, Maler, Naturwissenschaftler, Verleger und Sammler
- Züst, Hansruedi (1921–2005), Schweizer Elektrotechniker, Fernsehpionier und Direktor der Schweizerischen Radio- und Fernsehgesellschaft
- Züst, Markus (* 1952), Schweizer Politiker
- Züst, Walter (* 1931), Schweizer Autor und Lokalhistoriker

### Zut
- Zuta, Arjeta (* 1986), Schweizer Popsängerin
- Zuta, Jack (1888–1930), jüdisch-amerikanischer Mobster
- Žuta, Leonard (* 1992), mazedonisch-schwedischer Fußballspieler
- Zutavern, Albert (1877–1964), deutscher Schriftsteller und Verleger
- Zutavern, Fred (1851–1926), deutschstämmiger, amerikanischer Unternehmer und Politiker
- Zutavern, Karl (1903–1990), deutscher Politiker (NSDAP), Bürgermeister von Eppingen zur Zeit des Nationalsozialismus
- Zutavern, Michael (* 1952), deutsch-schweizerischer Bildungswissenschaftler
- Zuth, Josef (1879–1932), österreichischer Musikpädagoge, Journalist und Musikforscher
- Zutphen, Fred van (* 1971), niederländischer Bogenschütze
- Zütphen, Heinrich von († 1524), lutherischer Theologe und ReformatorHeinrich von Zütphen († 1524)

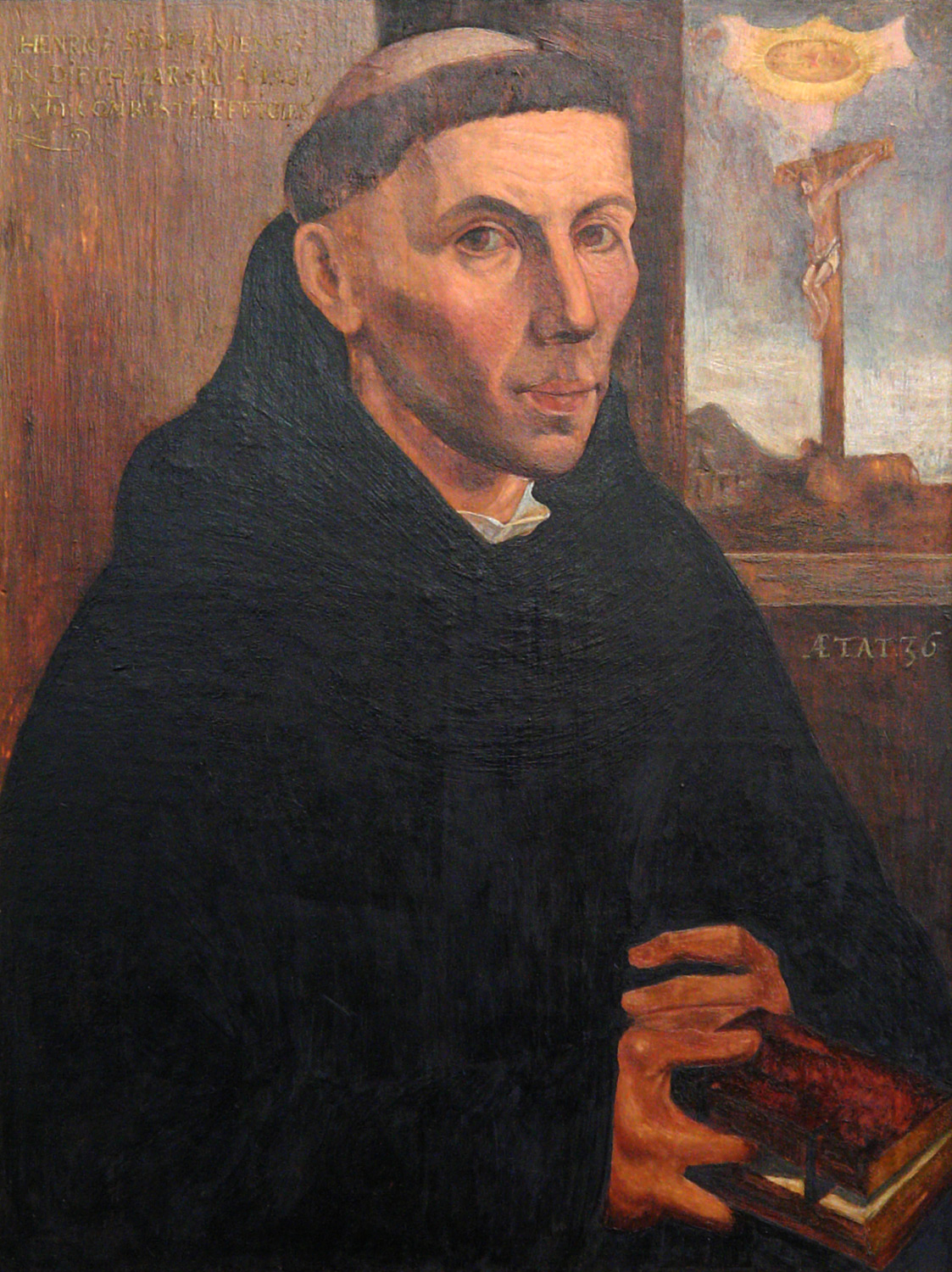
Heinrich von Zütphen († 1524)

- Zutt, Doris (* 1955), deutsche Politikerin (NPD)
- Zutt, Richard (1849–1917), Schweizer Jurist und Politiker
- Zutt, Richard Adolf (1887–1938), Schweizer Bildhauer, Maler und Medailleur
- Zutt, Ruth (1928–1987), deutsche Volkswirtin und Politikerin (SPD), MdB
- Zutter, Adolf (1889–1947), deutscher SS-HauptsturmführerAdolf Zutter (1889–1947)

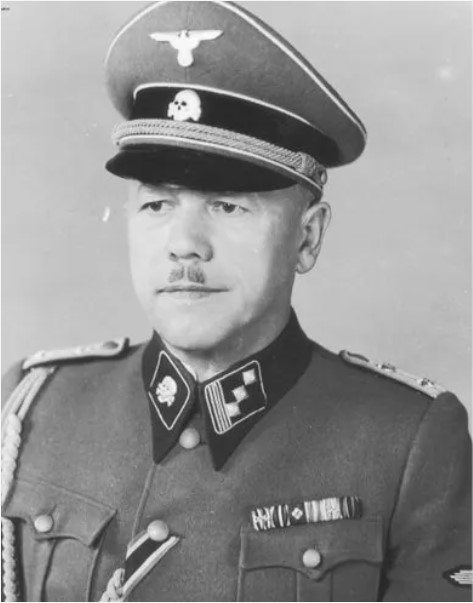
Adolf Zutter (1889–1947)

- Zutter, Albrecht (* 1940), deutscher Pädagoge, Schriftsteller und Verlagsgründer
- Zutter, Louis (1865–1946), Schweizer Turner
- Zuttermeister, Emily Kauʻi (1909–1994), hawaiische Hula-Tänzerin

### Zuv
- Žuvela, Marko (* 2001), kroatischer Wasserballspieler

### Zuw
- Zuwai, Muhammad Abu l-Qasim az- (* 1952), libyscher Politiker

### Zuy
- Zuylen de Nyevelt de Haar, Hélène (1863–1947), französische Aristokratin, Socialite, Motorsportpionierin und Literatin
- Zuylen van Nijevelt, Hugo van (1781–1853), niederländischer Diplomat und Minister
- Zuylen van Nijevelt, Jacob van (1816–1890), niederländischer Staatsmann
- Zuylen van Nijevelt, Joan Adriaan Hugo van (1854–1940), niederländischer Kammerherr und Dirigent aus dem Geschlecht Van Zuylen van Nijevelt
- Zuylen van Nijevelt, Julius van (1819–1894), niederländischer antirevolutionärer, später konservativer Staatsmann
- Zuylen van Nyevelt, Étienne van (1860–1934), niederländisch-belgischer Bankier, Geschäftsmann, Philanthrop, Reiter, Funktionär und Automobilenthusiast
- Zuylen, Gabrielle van (1933–2010), französisch-spanisch-niederländische Landschaftsarchitektin und Autorin
- Zuylen, Guillaume-Marie van (1910–2004), belgischer Geistlicher, römisch-katholischer Bischof von Lüttich

### Zuz
- Zuza, Joseph Mukasa (1955–2015), malawischer Geistlicher, Bischof von Mzuzu
- Zuzak, Helmut (1913–2007), deutscher Zytologe
- Žužej, Marijan (1934–2011), jugoslawischer Wasserballspieler
- Žužek, Ivan (1924–2004), jugoslawischer bzw. slowenischer Jesuit und Kirchenrechtler
- Zuziak, Władysław (* 1952), polnischer Philosoph
- Zuzo, Semir (* 1976), französischer Handballspieler und -trainer
- Zuzovsky, Dar (* 1991), israelische Schauspielerin
- Zuzu, elamischer König von Akšak
- Žužul, Miomir (* 1955), kroatischer Politiker, Außenminister
- Žužul, Šime (* 1996), kroatischer Fußballspieler
- Zuzunaga Huaita, Sócrates (* 1954), peruanischer Schriftsteller, Dichter, Übersetzer und Literaturwissenschaftler
- Zuzunaga, Cristian (* 1978), spanischer Textildesigner
- Zuzzeri, Flora (1552–1648), dalmatinische Dichterin, Schriftstellerin und Journalistin